# Französische Revolution

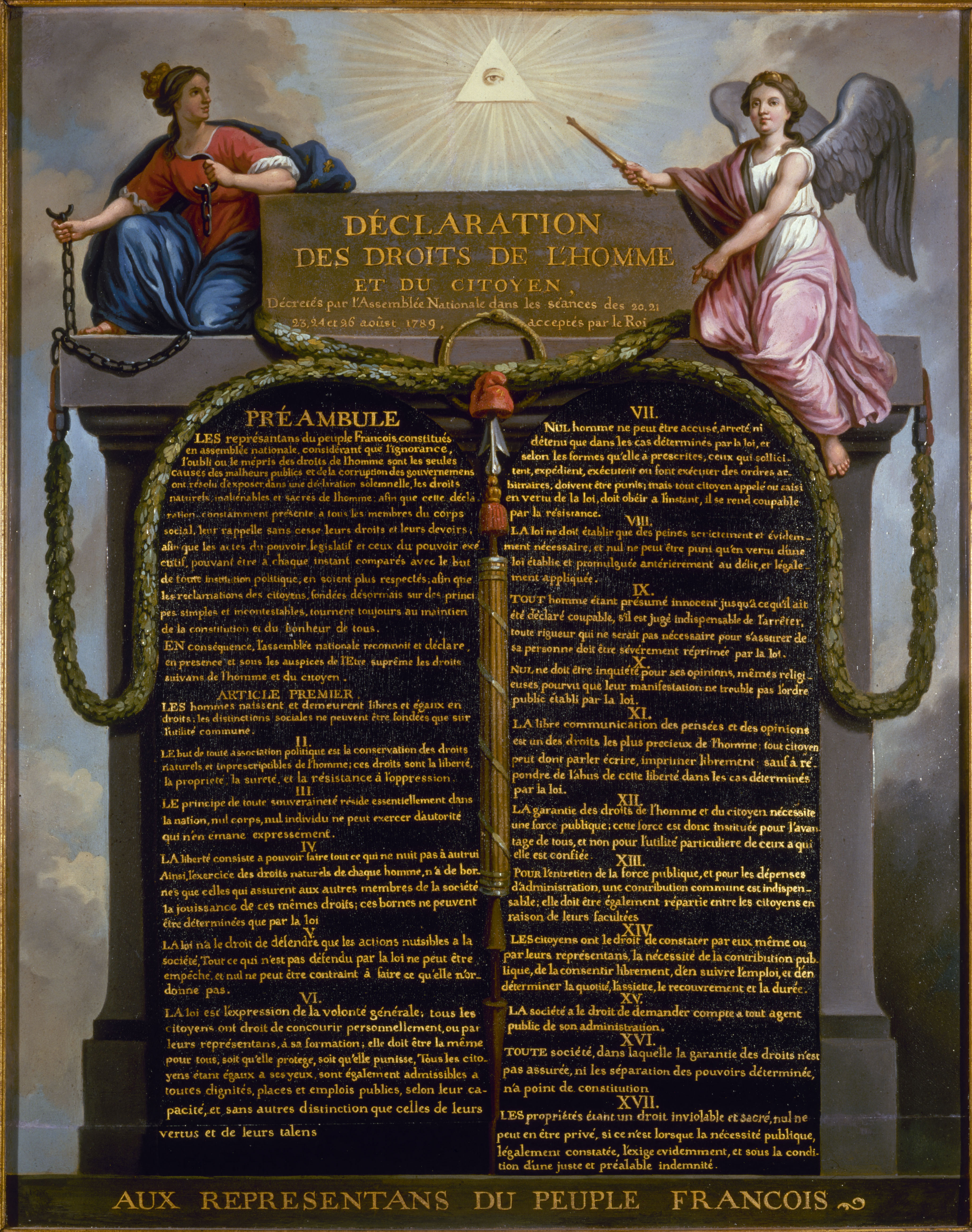
Déclaration des Droits de l’Homme et du Citoyen. Die Erklärung der Menschen- und Bürgerrechte in einer Darstellung von Jean-Jacques Le Barbier

Die Französische Revolution (1789–1799) gehört zu den folgenreichsten Ereignissen der neuzeitlichen europäischen Geschichte. Die Abschaffung des feudal-absolutistischen Ständestaats sowie die Propagierung und Umsetzung grundlegender Werte und Ideen der Aufklärung als Ziele der Französischen Revolution – das betrifft insbesondere die Menschenrechte – waren mitursächlich für tiefgreifende macht- und gesellschaftspolitische Veränderungen in ganz Europa und haben das moderne Demokratieverständnis entscheidend beeinflusst. Als zweite unter den Atlantischen Revolutionen erhielt sie ihrerseits orientierende Impulse aus dem amerikanischen Unabhängigkeitskampf. Die heutige Französische Republik als liberal-demokratischer Verfassungsstaat westlicher Prägung stützt ihr Selbstverständnis unmittelbar auf die Errungenschaften der Französischen Revolution.
Die revolutionäre Umgestaltung und die Entwicklung der französischen Gesellschaft zur Nation war ein Prozess, bei dem in der Geschichtsschreibung drei Phasen unterschieden werden:
- Die erste Phase (1789–1791) stand im Zeichen des Kampfes für bürgerliche Freiheitsrechte und für die Schaffung einer konstitutionellen Monarchie.
- Die zweite Phase (1792–1794) führte angesichts der inneren wie äußeren gegenrevolutionären Bedrohung zur Errichtung einer Republik mit radikaldemokratischen Zügen und zur Ausbildung einer Revolutionsregierung, die mit Mitteln des Terrors und der Guillotine alle „Feinde der Revolution“ verfolgte.
- In der dritten Phase, der Direktorialzeit von 1795 bis 1799, behauptete eine von besitzbürgerlichen Interessen bestimmte politische Führung die Macht nur mühsam gegen Volksinitiativen für soziale Gleichheit einerseits und gegen monarchistische Restaurationsbestrebungen andererseits.

Ausschlaggebender Ordnungs- und Machtfaktor wurde in dieser Lage zunehmend das in den Revolutionskriegen entstandene Bürgerheer, dem Napoleon Bonaparte seinen Aufstieg und den Rückhalt bei der Verwirklichung seiner sich über Frankreich hinaus erstreckenden politischen Ambitionen verdankte.

## Ein wirkungsgeschichtliches Hauptereignis der europäischen Geschichte

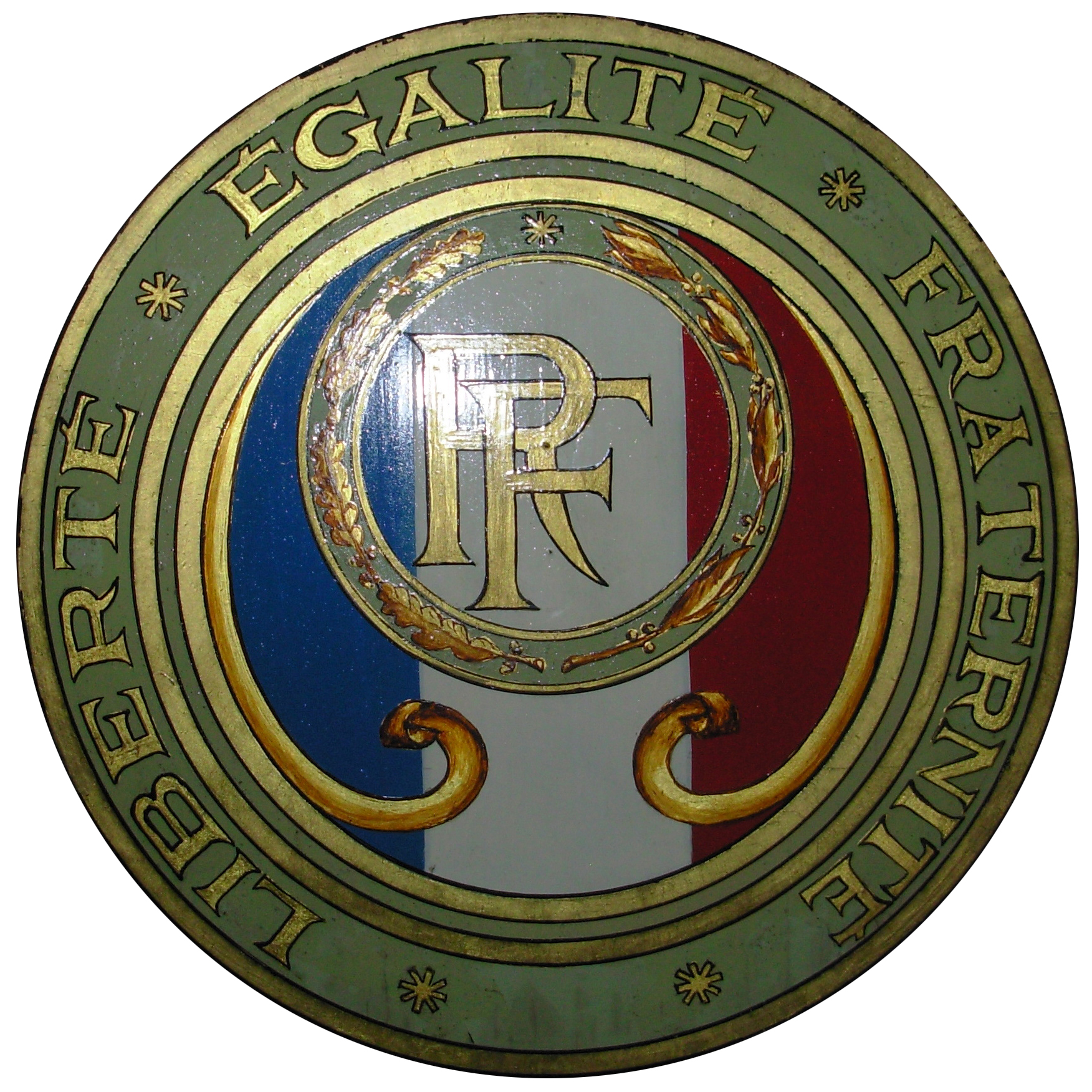
Motto der Französischen Revolution: Freiheit, Gleichheit, Brüderlichkeit

Als ein Gründungsereignis, das so tief wie kaum ein anderes die Geschichte der Moderne geprägt habe, wird die Französische Revolution in einer neueren Überblicksdarstellung bezeichnet. Nicht nur im Bewusstsein der Franzosen hat diese Revolution eine enorme Bedeutung. Mit der Erklärung der Menschen- und Bürgerrechte vom 26. August 1789 wurden auf dem europäischen Kontinent jene Prinzipien bekräftigt und gegen absolutistische Monarchien in Stellung gebracht, die in der Unabhängigkeitserklärung der nordamerikanischen Kolonisten angelegt waren und die heutzutage von den Vereinten Nationen weltweit propagiert und eingefordert werden.
Für Staaten mit schriftlich fixierter Verfassung und entsprechenden Bürgerrechtsgarantien hat die dreiphasige Revolution gleich mehrere Modelle hervorgebracht, die jeweils abweichende Akzente hinsichtlich Freiheit, Gleichheit und Vermögensdifferenzierung (etwa beim Wahlrecht) aufwiesen. Zeitgenossen des Revolutionsgeschehens meinten schon bald nach dem 14. Juli 1789 (Sturm auf die Bastille): „Wir haben in drei Tagen den Raum von drei Jahrhunderten durchquert.“ Dem schloss sich ein sozialer und politisch-kultureller Umbruch an, in dem für politische Fraktionen wie auch teils für benachteiligte Bevölkerungsschichten wie die Sansculotten durch gedruckte Medien Öffentlichkeiten geschaffen wurden, die mitbestimmend wurden auch für das politische Geschehen im nachfolgenden 19. Jahrhundert. Der revolutionäre Prozess wurde laut Johannes Willms fortlaufend von widerstreitenden Interessen und Kräften angetrieben. „Sie alle suchten Antworten auf Entwicklungen, die von der schieren Dynamik der Abläufe freigesetzt wurden.“ Es habe sich ausnahmslos um neue Herausforderungen gehandelt, „die nach Lösungen verlangten, für die es kein Vorbild gab.“
In wirtschaftlicher Hinsicht wurden durch die Abschaffung ständischer Privilegien sowie der Zünfte und Gilden die Unternehmensfreiheit und das Leistungsprinzip gefördert. Kulturell bewirkte die Französische Revolution eine weitgehende Auflösung des überkommenen Bündnisses von Kirche und Staat, indem der Laizismus den Religionslehren die Grenzen aufzeigte. Über Frankreich und den europäischen Kontinent hinaus regte das Revolutionsgeschehen neue revolutionäre Bewegungen an, die sich teils in Übereinstimmung mit der Entwicklung in Frankreich sahen, sich teils aber auch in Abgrenzung dazu formierten. Dabei waren es auch Vertreter benachteiligter sozialer Schichten, die die Losungen von Freiheit und Demokratie ihren eigenen Bedürfnissen entsprechend auffassten und umzusetzen suchten: im atlantischen Raum nicht zuletzt Sklaven, Mulatten und Indios.
Als Erfahrungs- und Forschungsobjekt für die Wechselwirkungen von Innen- und Außenpolitik wie von Krieg und Bürgerkrieg, als ein Beispiel für Gefährdungen und Labilität einer demokratischen Ordnung wie für die Eigendynamik revolutionärer Prozesse bleibt die Französische Revolution auch künftig ein ergiebiges Studienfeld.

## Die vorrevolutionäre Krise des französischen Absolutismus
Bei der Vielzahl der Ursachen, die im Zusammenhang mit der Französischen Revolution in der Geschichtsforschung diskutiert werden, kann zwischen kurzfristig-akut wirksamen und längerfristig-latenten unterschieden werden. Zu den letzteren werden z. B. sozioökonomische Strukturveränderungen wie der in Entwicklung befindliche Kapitalismus gezählt, der mitsamt der sich seiner bedienenden Bourgeoisie durch das feudalabsolutistische Ancien Régime in seiner Entfaltung eingeengt war. Der Wandel des politischen Bewusstseins, der mit der Aufklärung vor allem im Bürgertum Rückhalt fand, konnte so gesehen von diesem als Instrument zur Durchsetzung eigener wirtschaftlicher Interessen genutzt werden. Für die konkrete Entstehung der revolutionären Ausgangssituation des Jahres 1789 waren aber vor allem die in aktueller Zuspitzung wirksamen Faktoren ausschlaggebend: die Finanznot der Krone, die Opposition des Amtsadels (und damit zusammenhängend die Reformunfähigkeit des Landes, weil der Adel nötige Reformen blockierte) sowie die teuerungsbedingte Brotnot speziell in Paris.

### Finanznöte als Dauerproblem

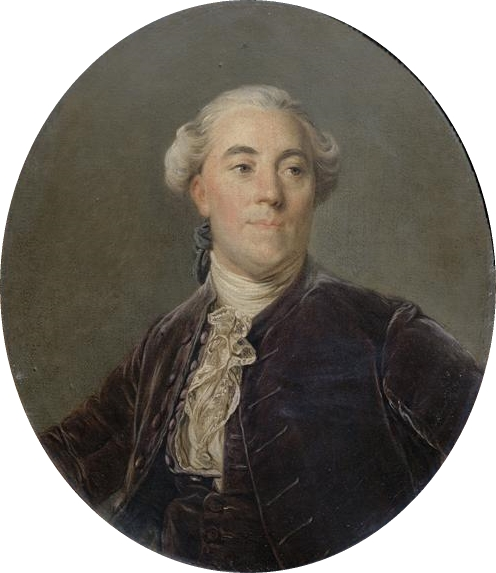
Jacques Necker. Porträt von Joseph Siffred Duplessis, etwa 1781

Als der Generalkontrolleur der Finanzen Jacques Necker 1781 erstmals die Zahlen des französischen Staatsbudgets (französisch Compte rendu) veröffentlichte, war dies gemeint als Befreiungsschlag zur Herstellung allgemeiner Reformbereitschaft in einer ansonsten ausweglosen Finanzkrise. Seine Amtsvorgänger hatten da bereits vergebliche Anläufe zur Stabilisierung der Staatsfinanzen unternommen. Neckers Zahlenwerk schockierte: Einnahmen von 503 Millionen Livres (Pfund) standen Ausgaben von 620 Millionen gegenüber, wovon allein die Hälfte auf Zins und Tilgung für die enorme Staatsverschuldung entfiel. Weitere 25 % verschlang das Militär, 19 % die Zivilverwaltung und ca. 6 % die königliche Hofhaltung. Dass für höfische Feste und Pensionszahlungen an Höflinge eine Summe von 36 Millionen Livres (5,81 % der gesamten Staatsausgaben) anfiel, wurde als besonders skandalös angesehen.
Zu dem Schuldenberg erheblich beigetragen hatte auch die Beteiligung der französischen Krone am Unabhängigkeitskrieg der amerikanischen Kolonisten gegen das britische Mutterland. Zwar war die beabsichtigte Niederlage und machtpolitische Schwächung des Handels- und Kolonialmacht-Rivalen Großbritannien eingetreten, aber der Preis für das Regime Ludwigs XVI. war ein doppelter: Nicht nur wurden die Staatsfinanzen dadurch zusätzlich enorm belastet, sondern die aktive Beteiligung französischer Militärs an den Befreiungskämpfen der amerikanischen Kolonisten und die Beachtung von deren Anliegen in der meinungsbildenden französischen Öffentlichkeit schwächten die Position der absolutistischen Herrschaft auch auf ideologischer Ebene nachhaltig.

### Reformblockade der Privilegierten

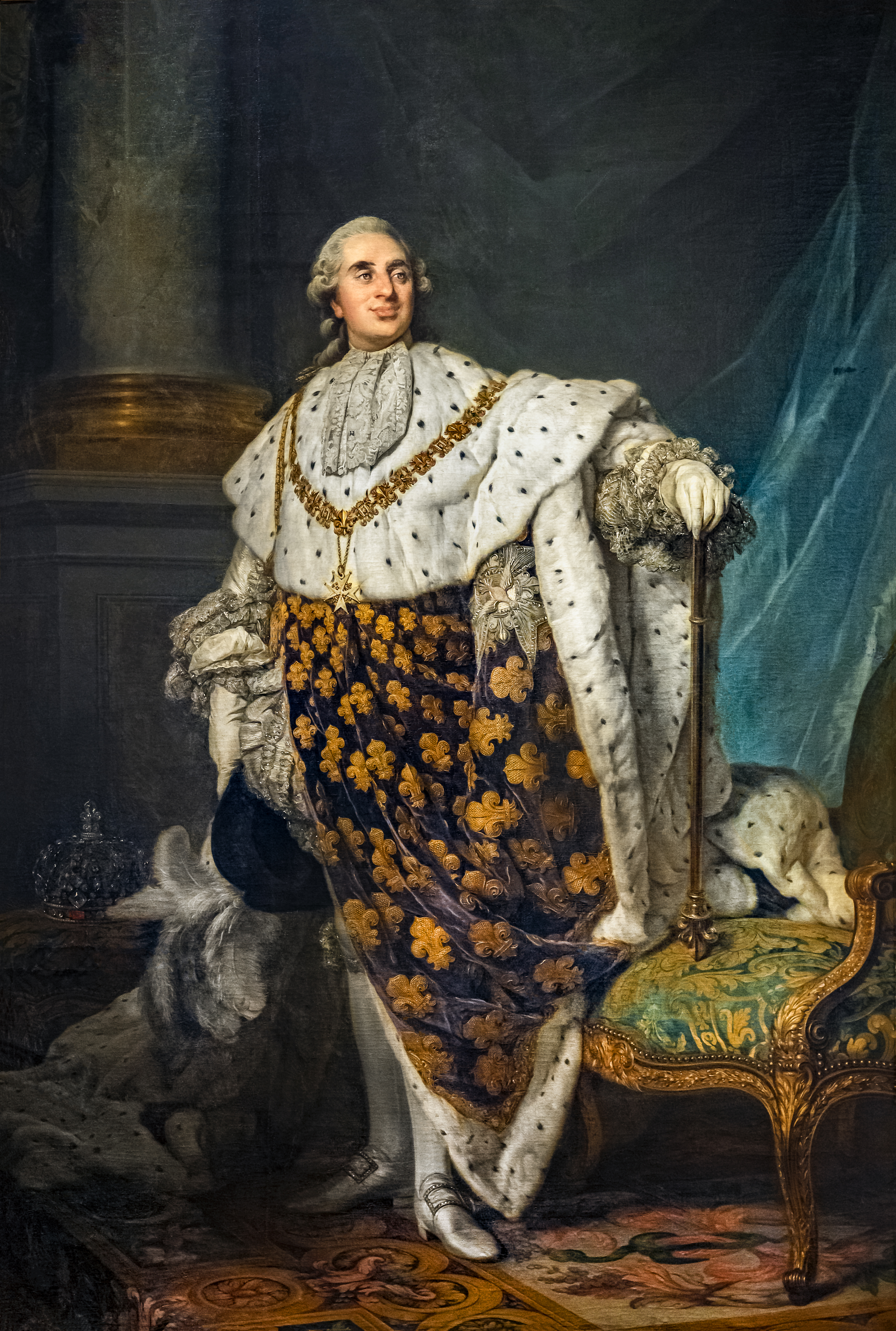
Ludwig XVI. Porträt von Joseph Siffred Duplessis, etwa 1777.

Wie alle Amtskollegen vor und nach ihm stieß Necker mit seinen Plänen zur Verbesserung der Staatseinnahmen auf energischen Widerstand, der einen bereits geschwächten monarchischen Absolutismus schließlich zu Konsequenzen zwang. Das Einnahmen- und Verwaltungssystem des Ancien Régime war trotz zentralistischer Tendenzen, wie sie vor allem von den Intendanten als königlichen Verwaltungsbeauftragten in den Provinzen verkörpert wurden, uneinheitlich und zum Teil ineffektiv (vgl. Historische Provinzen Frankreichs). Neben solchen Provinzen, in denen die Besteuerung unmittelbar durch königliche Beamte geregelt werden konnte (pays d’Élection), gab es andere, wo die Zustimmung der Provinzialstände für Steuergesetze nötig war (pays d’État). Von direkten Steuern ausgenommen waren dabei die ersten Stände, Adel und Klerus. Die Hauptsteuerlast trugen die Bauern, die zusätzlich Abgaben an Grundherrn und Kirchensteuern aufzubringen hatten. Für die Steuereintreibung waren Steuerpächter zuständig, die gegen einen an die Krone abzuführenden Festbetrag die Abgaben bei den Steuerpflichtigen erhoben und dabei Überschüsse für sich behalten konnten – eine gleichsam institutionalisierte Einladung zum Missbrauch. Die Haupteinnahmen wurden bei der Salzsteuer (Gabelle) erzielt, die dafür nach zahlreichen Erhöhungen besonders verhasst war.
Von ausschlaggebender Bedeutung als Reformbremse waren schließlich die Obersten Gerichtshöfe (Parlements), die den von der monarchischen Regierung erlassenen Gesetzen durch Einregistrierung Gültigkeit verleihen, Einwände erheben oder ihnen die Zustimmung verweigern konnten. Die Parlemente waren eine Domäne des Amtsadels (Noblesse de robe). Innerhalb ihres Standes waren die Amtsadligen Emporkömmlinge, die sich zumeist durch Ämterkauf den Adelsstatus erworben hatten. Bei der Wahrung ihrer Privilegien und Interessen waren sie aber nicht weniger engagiert als der alteingesessene Schwertadel (noblesse d’épée). Die in den Parlementen praktizierte zunehmende Verweigerungshaltung gegenüber Steuergesetzen der Krone fand Rückhalt auch im Volk. Nachdem alle Einschüchterungsversuche des Hofes erfolglos geblieben waren und auch die Initiative Ludwigs XVI. gescheitert war, die Privilegierten in einer 1787 und 1788 eigens zusammengerufenen Notabelnversammlung auf seinen Kurs zu verpflichten, versuchte die Regierung, die Privilegien der Parlemente zu beschneiden. Es kam daraufhin zu einer breiten Solidarisierung mit den Parlementsangehörigen. Diese gipfelte in Unruhen, die in Grenoble am „Tag der Ziegel“ Verlauf und Forderungen der späteren Revolution in mancher Hinsicht vorausnahmen. Letztlich kam der König an der Wiedereinberufung der seit 1614 ausgesetzten Generalstände nicht mehr vorbei, wollte er die Krise der Staatsfinanzen nicht weiter eskalieren lassen.

### Aufklärerisches Denken und Politisierung

Der Enzyklopädist Jean Baptiste le Rond d’Alembert, Porträt von Maurice Quentin de La Tour, 1753

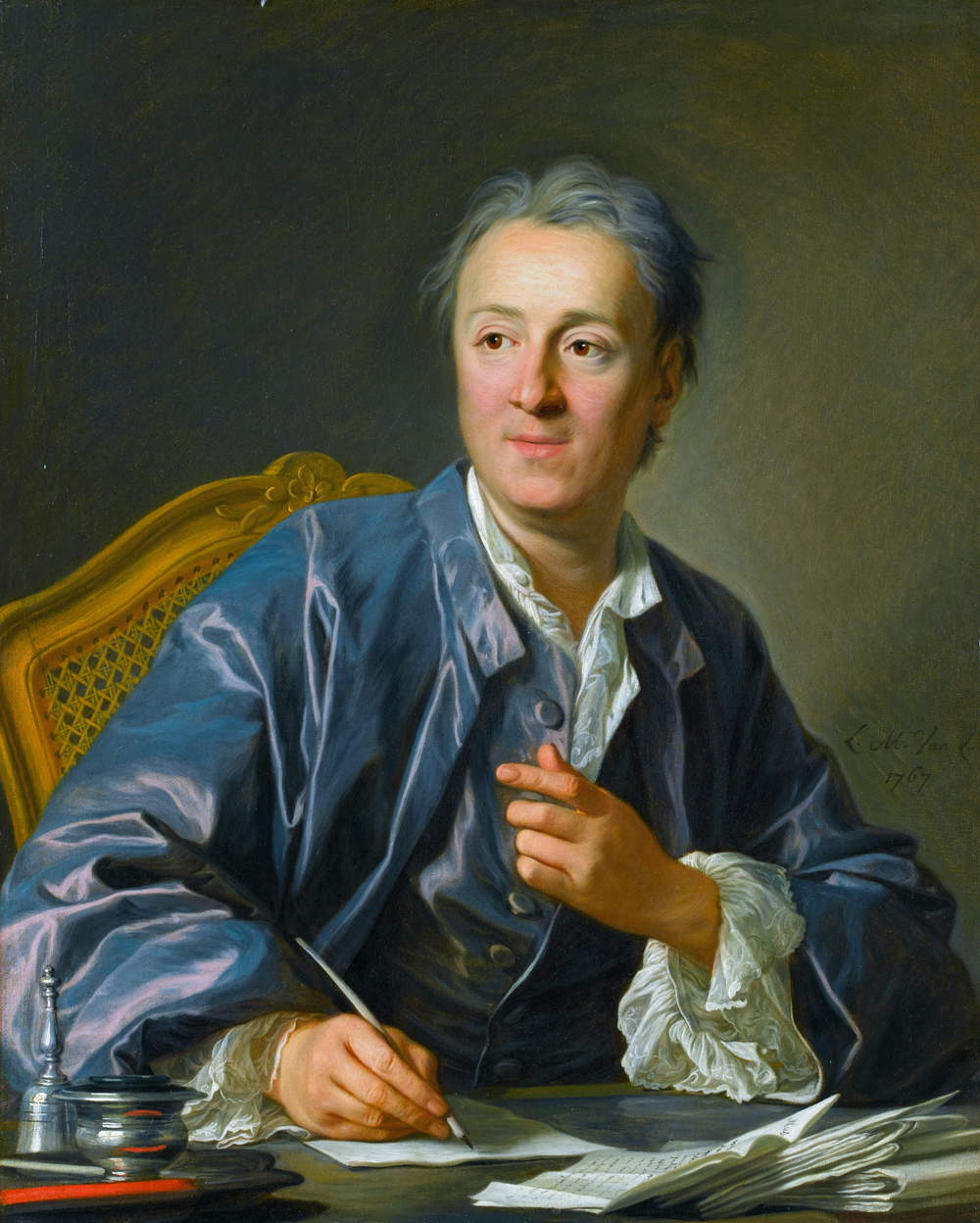
Der Enzyklopädist Denis Diderot, Porträt von Louis-Michel van Loo, 1767

Nicht nur auf einem zentralen Feld praktischer Politik und im institutionellen Bereich wies der vorrevolutionäre französische Absolutismus Schwächen auf. Aufklärerisches politisches Denken stellte auch seine Legitimationsgrundlage in Frage und eröffnete neue Optionen der Herrschaftsorganisation. Aus der französischen Aufklärung des 18. Jahrhunderts ragen zwei Denker wegen ihrer besonderen Bedeutung für unterschiedliche Phasen der Französischen Revolution hervor: Montesquieus Modell einer Gewaltenteilung zwischen gesetzgebender, ausführender und richterlicher Gewalt kam im Laufe der ersten Revolutionsphase zur Anwendung, die in die Schaffung einer konstitutionellen Monarchie mündete.
Für die radikaldemokratische zweite Revolutionsphase hat Rousseau wichtige Impulse geliefert, unter anderem, indem er das Eigentum als Ursache der Ungleichheit zwischen den Menschen ansah und Gesetze kritisierte, die ungerechte Besitzverhältnisse schützten. Er propagierte die Unterordnung des Einzelnen unter den allgemeinen Willen (Volonté générale), sah von einer Gewaltenteilung ab und die Richterwahl durch das Volk vor. Verbreitung fand aufklärerisches Denken im 18. Jahrhundert zunehmend in Debattierclubs und Freimaurerlogen sowie durch Lesezirkel, Salons und Kaffeehäuser, die im geselligen Rahmen zur Lektüre und Diskussion der Lesefrüchte anregten. Auch der Meinungsaustausch zu aktuellen politischen Fragen hatte hier zwanglos-selbstverständlich seinen Ort. Hauptnutzer waren bildungsbürgerliche Schichten und Berufsstände, wie z. B. Juristen, Ärzte, Lehrer und Professoren.
Ein breitenwirksames Produkt und Kompendium aufklärerischen Denkens stellte die von Denis Diderot und Jean Baptiste le Rond d’Alembert herausgegebene Encyclopédie dar, die erstmals zwischen 1751 und 1772 erschien. Sie wurde – in mehrere Sprachen übertragen – zu dem Aufklärungslexikon schlechthin für die europäische Bildungswelt des 18. Jahrhunderts: „Verpackt zwischen vielen Bildtafeln und Artikeln über Technik, Handwerk und Gewerbe standen die geisteswissenschaftlichen Artikel, die die modernen Ideen vertraten und Sprengstoff enthielten, um mehr als ein Ancien Régime zu unterminieren.“

### Teuerung als sozialer Treibsatz
Der Großteil der Bevölkerung im Ancien Régime war an Aufklärungsdenken und Politisierung wenig interessiert, am Brotpreis umso mehr. Die Bauern, die vier Fünftel der Bevölkerung stellten, hatten 1788 infolge der Kleinen Eiszeit eine schlimme Missernte erlitten und danach einen harten Winter durchlebt. Die klimatischen Extrema dieser Dekade könnten auch durch den Vulkanausbruch vom 8. Juni 1783 auf Island verstärkt worden sein. Während es den Bauern am Nötigsten fehlte, sahen sie die Speicher der weltlichen und geistlichen Grundherren, denen sie Abgaben zu entrichten hatten, noch gut gefüllt. Es kam zu Protesten und Forderungen nach Verkauf zu einem „gerechten Preis“, als die Getreidepreise stark gestiegen waren. Auch die kleinen Leute in den Städten wurden von den Preissteigerungen der Lebensmittel hart getroffen. Zur Jahresmitte 1789 war Brot teurer als zu jedem anderen Zeitpunkt des 18. Jahrhunderts in Frankreich und kostete das Dreifache des Preises der besseren Jahre. Handwerker in Städten mussten etwa die Hälfte ihres Einkommens allein für die Brotversorgung ausgeben. Jede Preissteigerung wirkte existenzbedrohend und ließ die Nachfrage nach anderen Gütern des täglichen Bedarfs sinken. „Nun erreichten Unzufriedenheit und Erregung auch diejenigen, die von der öffentlichen Auseinandersetzung um die Finanzmisere und die Funktionsunfähigkeit des Staates noch nicht unmittelbar erreicht und mobilisiert worden waren. Die wirtschaftliche Not, die infolge der Teuerung und Unterproduktion die städtischen Konsumenten und dann auch Handel und Gewerbe betraf, brachte die ‚Massen’ auf die politische Bühne.“

## 1789 – ein vielschichtiges Revolutionsjahr
Im allgemeinen Bewusstsein ist 1789 das am engsten mit der Französischen Revolution verknüpfte Jahr, nicht nur, weil es den Beginn eines großen politischen und sozialen Umwälzungsprozesses markiert, sondern auch, weil in diesem Jahr die maßgeblichen Voraussetzungen für das Bewusstsein der nationalen Zusammengehörigkeit aller Franzosen geschaffen wurden. Möglich war dies auch wegen der Mehrgleisigkeit des revolutionären Geschehens, das nach und nach die gesamte Bevölkerung in seinen Bann schlug und bei dem drei Komponenten zusammen- und ineinanderwirkten: die Wendung der Volksvertreter gegen die absolutistische Monarchie, die Erhebung der städtischen Bevölkerung gegen die überkommenen Herrschafts- und Verwaltungsorgane und die Revolte der Bauern gegen das ländliche Feudalregime. Ohne die mit je besonderen Motiven verbundenen Volksaktionen wären die aufklärerisch inspirierten, zu Reformen entschlossenen Vertreter des Bildungs- und Besitzbürgertums mit ihren politischen Vorstellungen 1789 kaum weit gekommen.

### Von den Generalständen zur Nationalversammlung

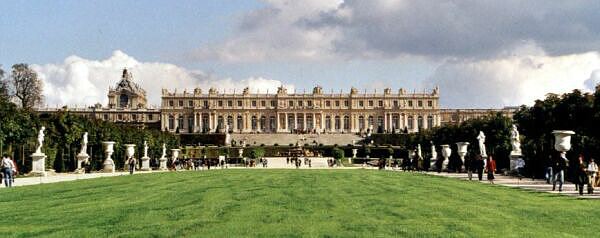
Schloss Versailles

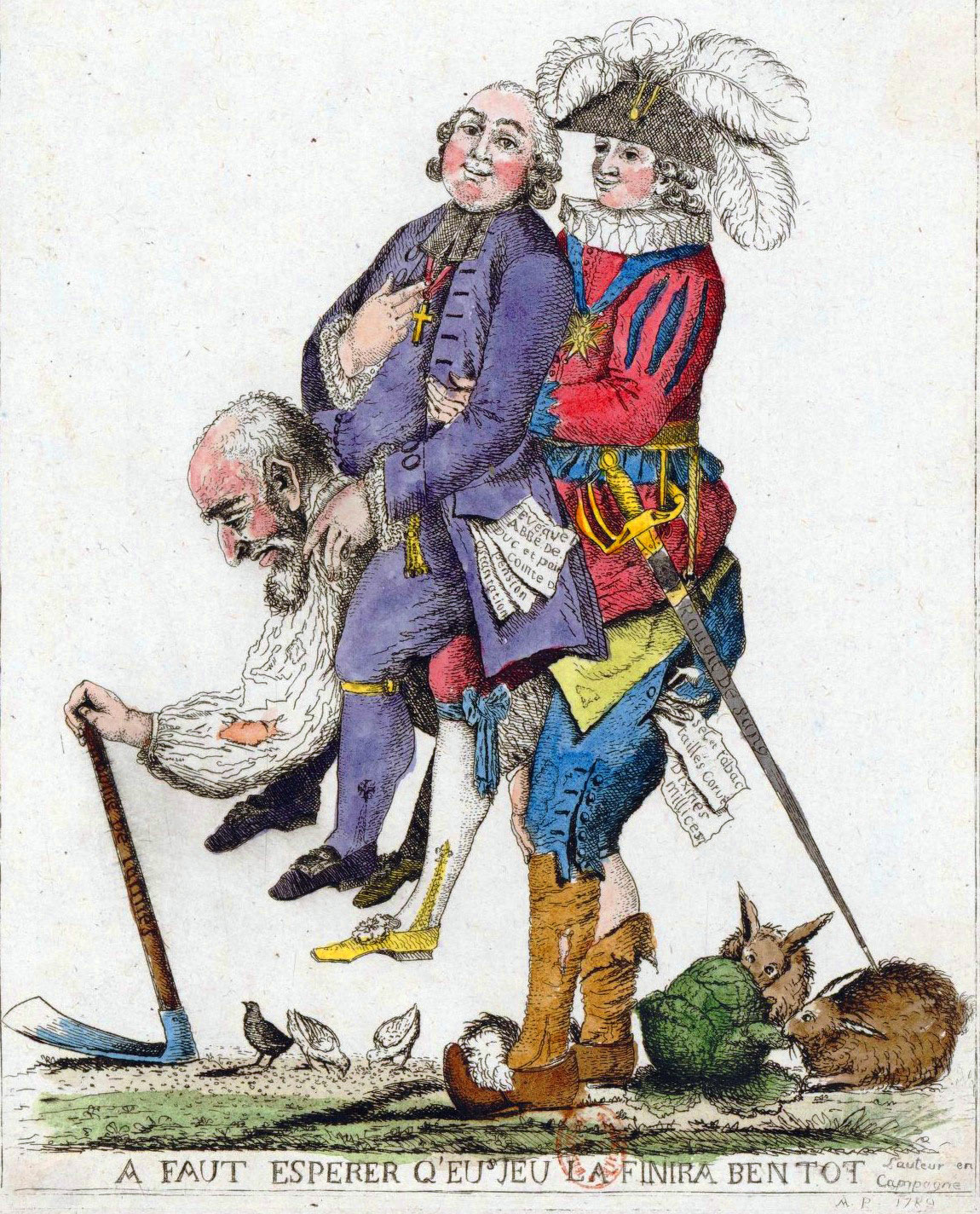
Zeitgenössische Karikatur: Der Dritte Stand trägt den Klerus und den Adel

Zur Einberufung der Generalstände war es durch die Blockadehaltung und auf Druck der Privilegierten in Parlementen und Provinzialständen gekommen. Positive Erwartungen daran knüpften aber vor allem die Mitglieder des Dritten Standes, die mehr als 95 % der Bevölkerung ausmachten. In den Beschwerdeheften, die bei solcher Gelegenheit traditionell verfasst und den Abgeordneten zur Versammlung mitgegeben wurden, forderten die Bauern Erleichterungen bei den Abgaben und Sonderrechten, die ihre Grundherren beanspruchten, während die von aufklärerischen Vorstellungen bestimmten Teile des Bürgertums bereits auf die Umgestaltung der Monarchie nach englischem Vorbild zielten. Als gemeinsames Anliegen wurde die Forderung formuliert, dass der Dritte Stand in den Generalständen eine Aufwertung gegenüber Klerus und Adel erfahren müsste. Noch bei ihrer letzten Zusammenkunft 1614 war jeder der drei Stände mit etwa 300 Köpfen vertreten, wobei das Votum jedes Standes einheitlich abgegeben werden musste, was letztlich auf eine 2:1-Entscheidung für die privilegierten Stände hinauslief.

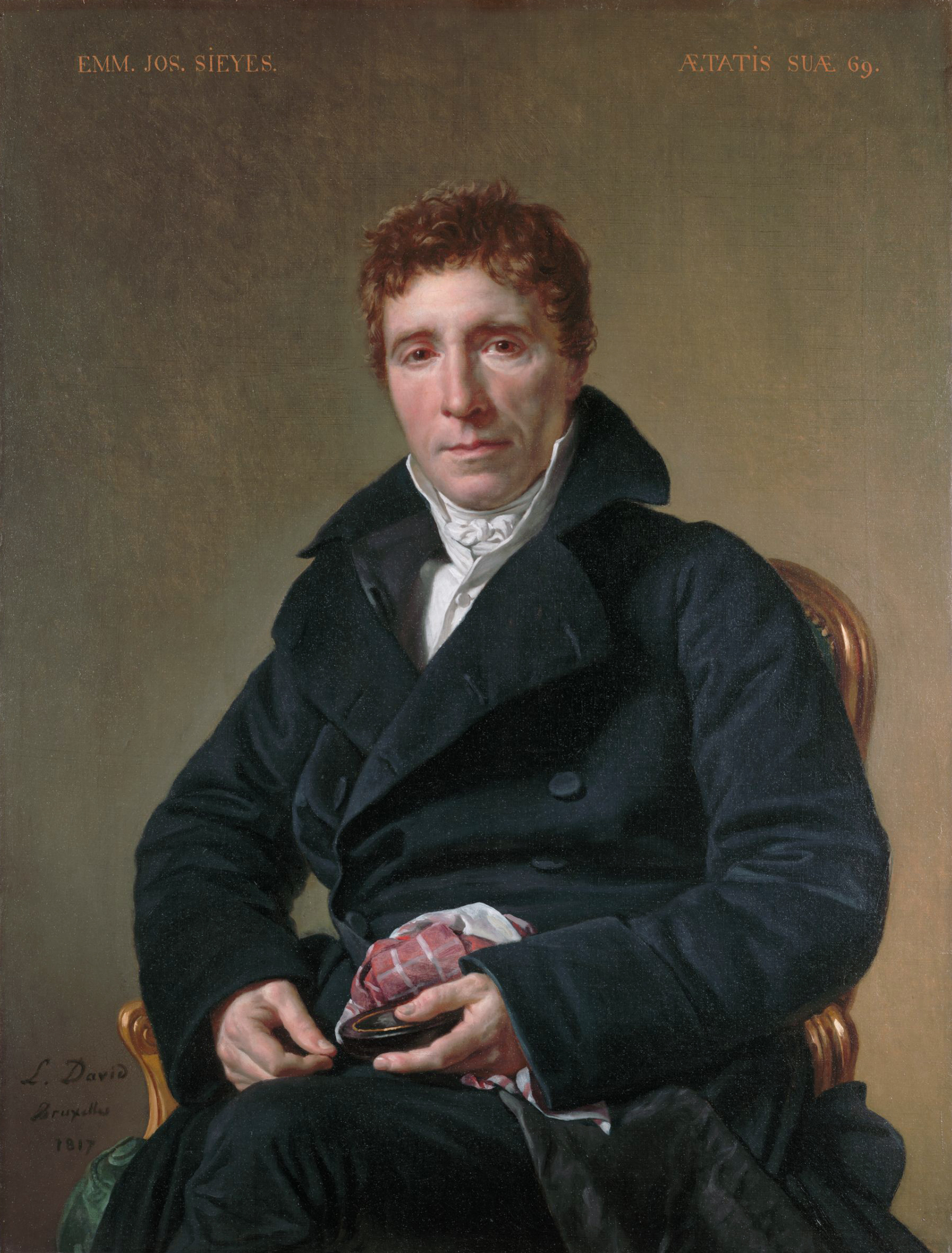
Emmanuel Joseph Sieyès (Porträt von Jacques-Louis David aus dem Jahr 1817)

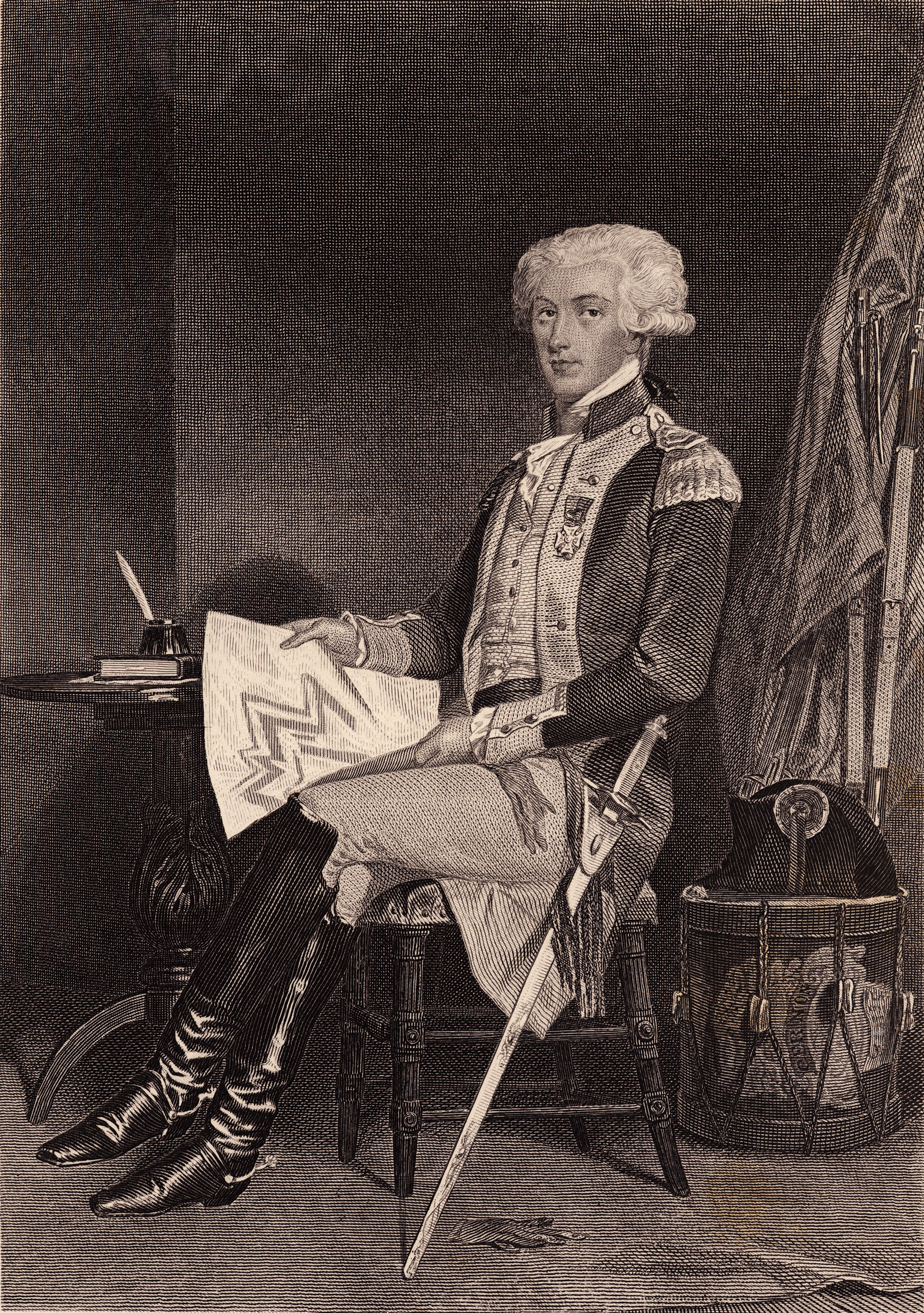
Marquis de La Fayette. Porträt von Alonzo Chappel (1828–1887).

Ludwig XVI. reagierte auf die Forderungen taktierend: Dem Dritten Stand wurde zwar die Verdoppelung der Abgeordnetenzahl zugestanden, der Abstimmungsmodus in den Generalständen blieb aber offen. Das Eröffnungszeremoniell am 5. Mai 1789 in Versailles verhieß nichts Gutes: Die beiden ersten Stände kamen in großer Festgarderobe auf reservierten Plätzen zu sitzen; die Abgeordneten des Dritten Standes, denen ein einfacher schwarzer Anzug vorgeschrieben war, mussten selbst sehen, wie sie sich platzierten. In den Ansprachen gab es von Seiten des Hofes noch immer keinen Hinweis auf die Geschäftsordnung. Mehr als ein Monat verging danach mit ergebnislosen Debatten, da die privilegierten Stände mehrheitlich auf dem alten Tagungs- und Abstimmungsmodus beharrten: getrennte Beratung der Stände, je einheitliche Stimmabgabe pro Stand.
Doch vor allem beim volksnahen niederen Klerus, den Dorf- und Gemeindepfarrern, begann die Front massiv zu bröckeln, als sich seit dem 12. Juni einige dem Dritten Stand anschlossen und dessen Beratungen zu folgen begannen. Von da an überstürzten sich die Ereignisse. Auf Antrag des Abbé Sieyès, der die überragende Rolle des Dritten Standes schon vordem wirksam propagiert hatte, erklärten dessen Vertreter sich am 17. Juni zu Repräsentanten von mindestens 96 % der französischen Bevölkerung, gaben sich den Namen Nationalversammlung und forderten beide anderen Stände auf, sich ihnen anzuschließen. Diesem Aufruf folgte der Klerus am 19. Juni mit knapper Mehrheit, während der Adel bis auf 80 seiner Vertreter die Unterstützung des Königs zur Erhaltung der alten Ordnung suchte.

Der Ballhausschwur. Lavierte Federzeichnung von Jacques-Louis David, 1791

Ludwig XVI. beraumte für den 23. Juni eine königliche Sitzung an und sperrte bis dahin den Sitzungssaal. Die nunmehr entschlossenen Deputierten organisierten aber am 20. Juni ein Treffen im Ballhaus, bei dem sie schworen, sich nicht zu trennen, bevor eine neue Verfassung geschaffen wäre. Sie widerstanden, aufgerührt von Mirabeau, dann auch allen Drohungen des Königs in der Sitzung vom 23. Juni. Bailly als gewählter Präsident der Versammlung verweigerte dem die Auflösungsorder überbringenden Zeremonienmeister den Gehorsam mit dem markanten Ausspruch, dass die versammelte Nation von niemandem Befehle entgegenzunehmen habe. Dem Gebrauch von Waffengewalt gegen den Dritten Stand stellten sich auch einige Adlige in den Weg. Als der Herzog von Orléans, Cousin des Königs, sich mit einer ganzen Reihe weiterer Adliger auf die Seite der Nationalversammlung stellte, gab Ludwig XVI. am 27. Juni nach und befahl nunmehr seinerseits beiden privilegierten Ständen die Mitwirkung.

### Vom Sturm auf die Bastille zum Kampf gegen die Feudalherrschaft

Der Sturm auf die Bastille am 14. Juli 1789. Gemälde von Bernard-René Jordan de Launay, 1789

Die politischen Erfolge des Dritten Standes waren einstweilen vorläufige, denn zeitgleich mit seinem Nachgeben hatte der König Truppen nach Paris beordert, die die Öffentlichkeit beunruhigten und das Volk – zumal angesichts des wie nie zuvor teuren Brotes – eine nochmalige Verschlechterung der Nahrungsmittelversorgung fürchten ließen. Als der beim Dritten Stand als sein Interessenwahrer bei Hofe relativ angesehene Finanzminister Necker am 11. Juli vom König entlassen wurde, galt dies der Pariser Bevölkerung als unheilvolles Signal. Der Rechtsanwalt Camille Desmoulins trat als Wortführer des Volkszorns hervor: „Die Entlassung Neckers ist die Sturmglocke zu einer Bartholomäusnacht der Patrioten! Die Bataillone der Schweizer und Deutschen werden uns noch heute den Garaus machen. Nur ein Ausweg bleibt uns: zu den Waffen zu greifen!“ Zahlreiche Stadtzollhäuser wurden spontan zerstört, die königlichen Zolleinnehmer verjagt.
Angesichts der aufgeheizten Stimmung formierten die unterdessen in die königliche Pariser Stadtverwaltung integrierten Wahlmänner des Dritten Standes am 13. Juli eine Bürgermiliz als ordnendes Element, die spätere Nationalgarde. Das Volk aber drängte zur Bewaffnung. Nach Plünderung eines Waffenlagers zog man am 14. Juli zur Bastille, um dort zusätzlich Waffen und Pulver zu beschaffen. Hier fanden sich weitere Aufstandsbereite zu gemeinsamer Aktion gegen dies Negativsymbol der absolutistischen Herrschaft ein, eine etwa 5000-köpfige Menge insgesamt. Das Stadtgefängnis beherbergte zu diesem Zeitpunkt allerdings nur sieben Gefangene ohne politischen Hintergrund.

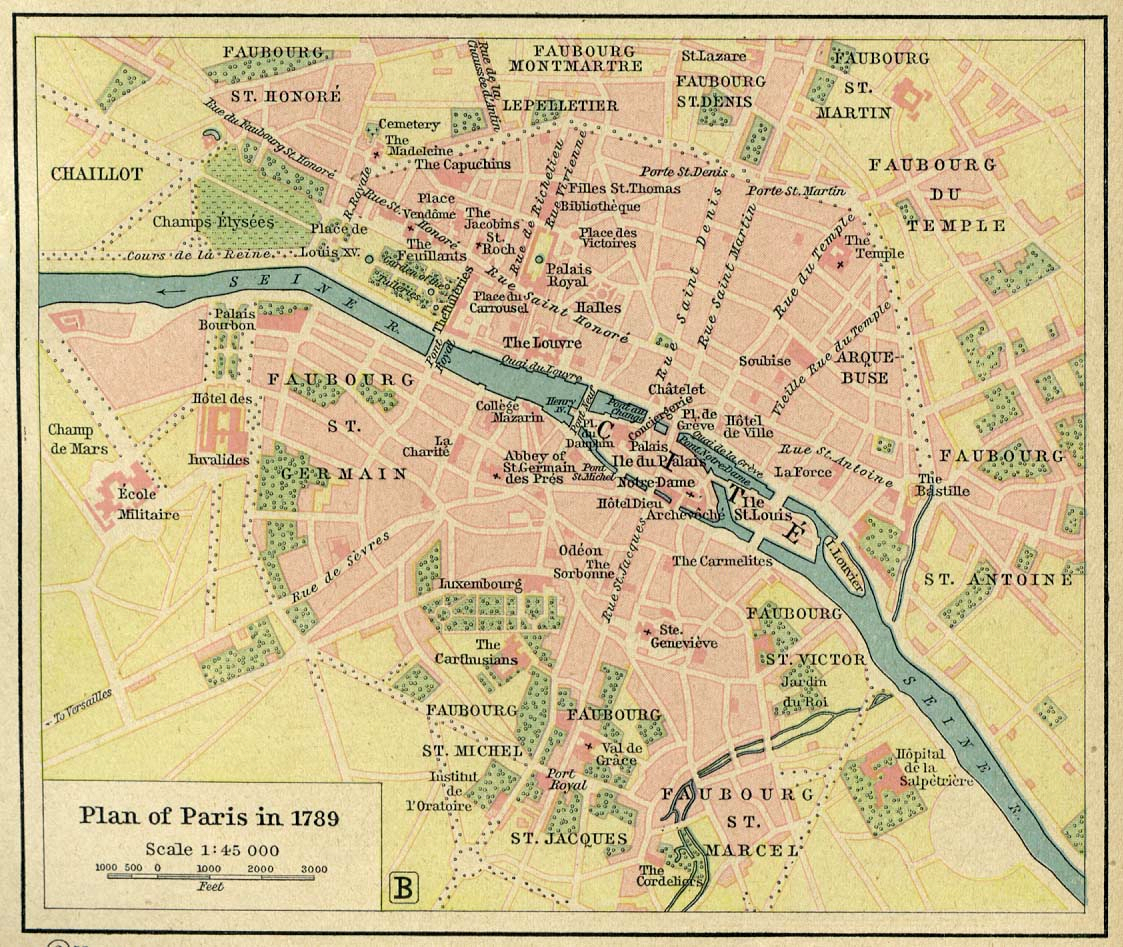
Plan von Paris 1789

Der nur mit kleiner Besatzung operierende Bastille-Kommandant Launay ließ die Menge ungehindert in die Vorhöfe eindringen, dann aber unter Feuer nehmen. 98 Tote und 73 Verwundete hatten die Belagerer am Ende des Tages zu beklagen. Als die erregte Menge die Stadtverwaltung unter Druck setzte, wurden mit Hilfe von Militärs vier Kanonen vor der Bastille in Stellung gebracht; Launay kapitulierte. Die über die heruntergelassenen Brücken einströmenden Massen, denen die vorherige Beschießung als Verrat galt, töteten drei Soldaten und drei Offiziere; Launay wurde erst weggeschleift, dann umgebracht, sein Kopf ebenso wie der des Vorstehers der königlichen Stadtverwaltung Flesselles auf Piken gespießt und zur Schau gestellt.
Die Spitzen des Ancien Régime reagierten schockiert-defensiv. Die Pariser Truppen wurden zurückgezogen und der Nationalversammlung Anerkennung und Schutz zugesichert. An die Spitze der Pariser Verwaltung trat als Bürgermeister nun Bailly; Befehlshaber der Nationalgarde wurde der vom Amerikanischen Unabhängigkeitskrieg mitgeprägte liberale Marquis de La Fayette. Ähnlich umgestaltet wurden in der Folge auch die Stadtverwaltungen in den Provinzen Frankreichs (munizipale Revolution). Am 17. Juli morgens verließ der Graf von Artois, Bruder des Königs, als erster Emigrant das Land, während sich Ludwig XVI. unter Druck des Volkes nach Paris begab und zum Zeichen der Billigung des Geschehenen sich die blau-weiß-rote Kokarde an den Hut steckte.
„Bis zum 14. Juli war so gut wie nicht von den Bauern die Rede gewesen“, so der Historiker Lefèbvre; doch ohne ihre Unterstützung, meint er, wäre die Revolution schwerlich gelungen. Der bäuerliche Eigenbesitz an Grund und Boden machte gegenüber dem von Adel, Klerus und Bürgertum etwa 30 Prozent aus. Leibeigene gab es nur noch in einzelnen Regionen. Der Anteil der landlosen Bauern, die Abgaben an den Grundherrn zu entrichten hatten, schwankte regional zwischen 30 und 75 Prozent. „Im allgemeinen stand dem Besitzer die Hälfte vom Viehzuwachs und der Ernte zu, aber er setzte immer häufiger alle möglichen anderen Abgaben durch…“ Vielfach wurden im Laufe des 18. Jahrhunderts von den adligen und bürgerlichen Grundherren Rechte wieder geltend gemacht und in die Grundbücher eingetragen, die teilweise bereits in Vergessenheit geraten waren. Eine neuere Deutung dieses häufig als „feudale Reaktion“ bezeichneten Phänomens lautet: „Der Kapitalismus drang überall durch die Ritzen der alten Ordnung und bediente sich ihrer Möglichkeiten.“
Missernten und Teuerung trafen viele kleinbäuerliche Existenzen, deren Produktion zur Selbstversorgung mit Nahrungsmitteln nicht ausreichte, doppelt, da die Teuerung auch die bäuerlichen Zuverdienstmöglichkeiten in der Stadt minderte. „Im Frühjahr 1789 tauchten überall organisierte Bettlerbanden auf, die von Hof zu Hof zogen, bei Tag und bei Nacht, und mit heftigen Drohungen auftraten.“ Im Reizklima der Wahlen zu den Generalständen und in Reaktion auf die Ereignisse in Versailles und Paris entwickelte sich auf dem Lande die sogenannte „Große Furcht“ (Grande Peur) vor dem „aristokratischen Komplott“, das für alle misshelligen Entwicklungen und Umtriebe verantwortlich gemacht wurde und in vielerlei bloßen Gerüchten zusätzlich Gestalt annahm. Das Phänomen der Grande Peur herrschte zwischen Mitte Juli und Anfang August 1789, erfasste für drei Wochen nahezu ganz Frankreich und begleitete die massiven bäuerlichen Angriffe auf Schlösser und Klöster, die vom 17./18. Juli an geplündert und in Brand gesteckt wurden mit dem Ziel, die Archive mit den Urkunden über die Herrenrechte zu vernichten und den Verzicht der Grundherren auf ihre feudalen Rechte zu erzwingen.

### Ende der Ständegesellschaft, Erklärung der Menschenrechte und Triumphzug der Pariser Frauen
Die Heftigkeit und das Ausgreifen der Revolution auf dem Lande alarmierten auch Hof und Nationalversammlung in Versailles. Letztere war infolge der Ereignisse des 14. Juli zur allein maßgeblichen politischen Autorität geworden, von der die Neuordnung der Verhältnisse erwartet wurde. Nun geriet sie unter Zugzwang: Die bis dahin bereits kontrovers diskutierte Frage, ob eine Menschenrechtserklärung schon vor Abschluss der Verfassungsberatungen verkündet werden sollte, wurde plötzlich akut.
Etwa 100 Abgeordnete des Dritten Standes, die sich zu gemeinsamen Beratungen im Bretonischen Klub zusammengefunden hatten, bereiteten einen Überrumpelungscoup in der Versammlung vor, mit dem der hinhaltende Widerstand der privilegierten Stände, die auf wieder etwas günstigere Zeiten zur Wahrung ihrer Besitzstände hofften, ausgehebelt werden sollte. Das Manöver gelang mit Unterstützung von liberalen Adligen, die in der Nachtsitzung vom 4./5. August 1789 mit großer Geste als Vorreiter des Verzichts agierten. Dieser betraf alle an die Person gebundenen Dienste, Hand- und Spanndienste, die grundherrliche Gerichtsbarkeit, den privilegierten Ämterzugang, die Abschaffung des Ämterkaufs und des Kirchenzehnten, dazu Vorrechte wie das der Jagd und der Taubenhaltung. Die Leibeigenschaft, die Steuerbefreiung der privilegierten Stände sowie alle Sonderrechte der Provinzen und Städte wurden aufgehoben: „In wenigen Stunden hatte die Versammlung die Einheit der Nation vor dem Recht hergestellt, hatte grundsätzlich mit dem Feudalsystem und der Herrschaft der Aristokratie auf dem Lande aufgeräumt, hatte das Element ihres Reichtums, das sie vom Bürgertum unterschied, beseitigt und die Finanz-, Justiz- und Kirchenreform jedenfalls eingeleitet.“ Es war das Ende des ständestaatlich organisierten Ancien Régime.
Der in Windeseile sich verbreitende und die Revolution auf dem Lande nahezu schlagartig beendende Eingangssatz des die Beschlüsse dieser Nachtsitzung zusammenfassenden Dekrets lautete: „Die Nationalversammlung zerbricht vollständig das Feudalregime.“ Die frohe Kernbotschaft enthielt für die Bauern allerdings nicht die ganze Wahrheit. Zwar waren Leibeigenschaft und Frondienste ersatzlos abgeschafft, aber die übrigen Herrenrechte wurden lediglich rückkäuflich bzw. ablösbar gemacht, bei jährlich 3,3 Prozent Zinsen: „das politische Kalkül liegt darin, dass man das alte Herrenrecht in gutes bürgerliches Geld umrechnet und den Zins so lange zahlen lässt, wie das Kapital nicht zurückgezahlt ist. Die Adligen retten, was überhaupt zu retten ist, und die Grundbesitzer des Dritten Standes haben einen großen Vorteil durch die Gleichstellung von adeligen und bürgerlichen Gütern.“
Nachdem auf diese Weise die ländliche Bevölkerung hatte beruhigt werden können, setzte die Nationalversammlung ihre Arbeit an einer Erklärung der Menschen- und Bürgerrechte fort, die am 26. August 1789 verabschiedet wurde und mit der Zusicherung beginnt: „Von ihrer Geburt an sind und bleiben die Menschen frei und an Rechten einander gleich.“ Verbürgt werden u. a. auch Eigentum, Sicherheit und das Recht auf Widerstand gegen Unterdrückung, rechtsstaatliche Prinzipien, Religions-, Meinungs- und Pressefreiheit sowie Volkssouveränität und Gewaltenteilung. Furet/Richet urteilen: „Diese siebzehn kurzen Artikel von wunderbarem Stil und geistiger Dichte sind nicht mehr Ausdruck des vorsichtigen Taktierens und der Ängstlichkeit des Bürgertums: indem die Revolution ihre Ziele und ihre Errungenschaften frei definiert, gibt sie sich in der natürlichsten Weise eine Fahne, die von der ganzen Welt respektiert werden muß.“ Der bürgerliche Individualismus habe damit seine öffentlich-rechtliche Magna Charta erhalten.

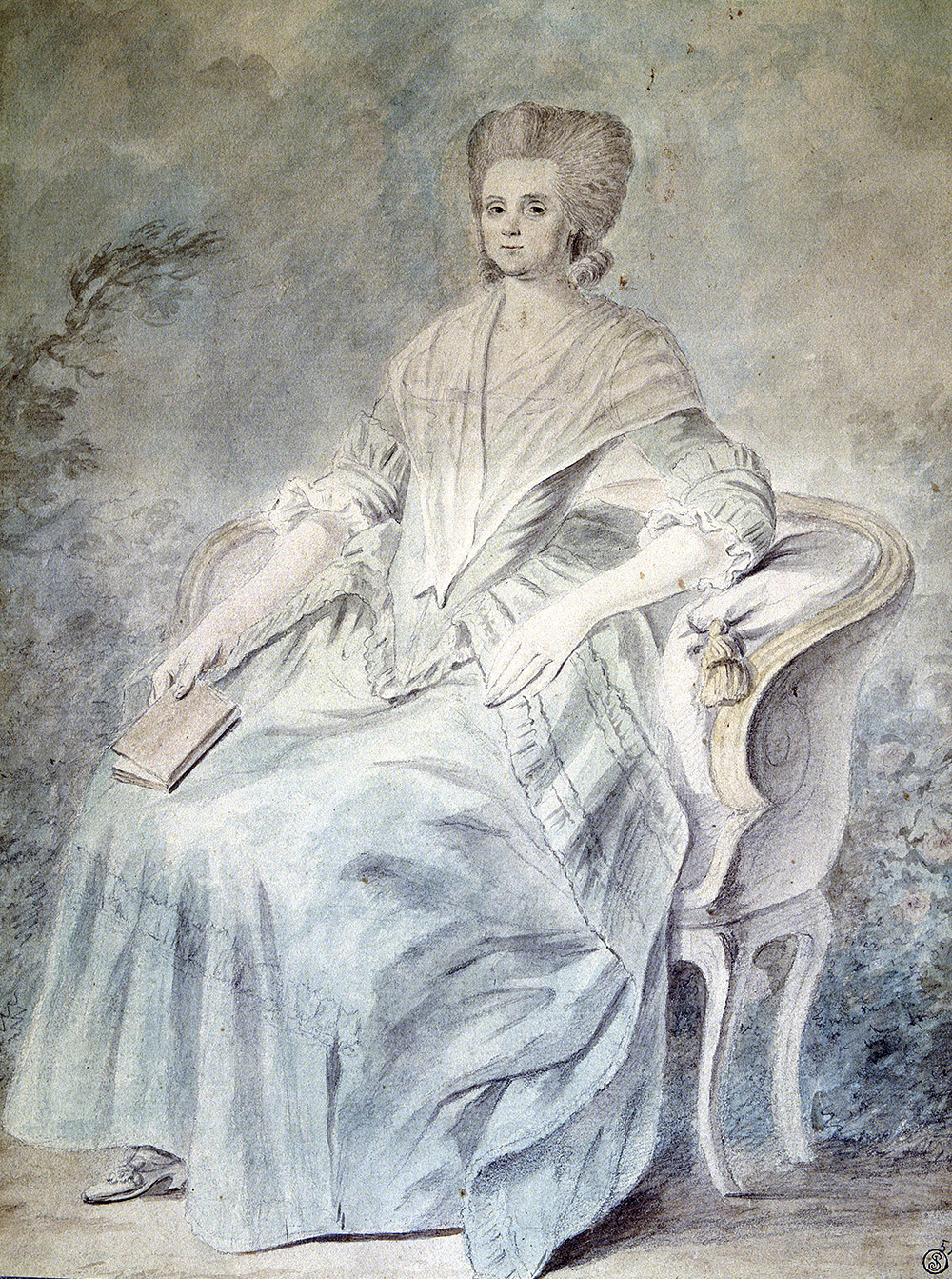
Olympe de Gouges. Anonymes Aquarell, 1793

Dass sich die Erklärung nur auf Männer bezieht, wird im Text nicht ausdrücklich erwähnt, verstand sich jedoch dem Zeitgeist entsprechend nahezu von selbst – nicht jedoch für die französische Rechtsphilosophin und Schriftstellerin Olympe de Gouges, die 1791 die Déclaration des droits de la femme et de la citoyenne („Erklärung der Rechte der Frau und Bürgerin“) veröffentlichte, in der sie die völlige Gleichstellung der Frau mit dem Mann forderte.
Auch den Juden wurde die Anerkennung als gleichberechtigte Bürger zunächst versagt. Wiederholte Versuche scheiterten am Widerstand von Jean-François Reubell und anderen Abgeordneten, die zumeist aus dem Elsass oder Lothringen stammten. Sie führten traditionelle judenfeindliche Stereotype an wie den angeblichen Wucher und die Ausbeutung der Landbevölkerung durch die Juden, ihren Kosmopolitismus und die angebliche Gefahr einer jüdischen Fremdherrschaft. Einzig den akkulturierten sephardischen Juden Südfrankreichs wurden im Januar 1790 die Bürgerrechte zuerkannt.

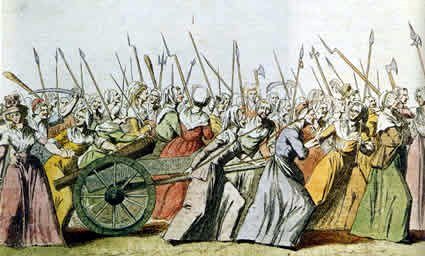
Zug der Frauen nach Versailles. Anonymer zeitgenössischer Druck

Ludwig XVI., dessen Unterschrift gebraucht wurde, damit die Dekrete der Nationalversammlung in Kraft treten konnten, machte allerlei juristische Vorbehalte geltend und versuchte, als Gegenleistung für seine Zustimmung eine möglichst starke Veto-Position in der künftigen Verfassung herauszuschlagen. Zudem beorderte er neuerlich ein auswärtiges flandrisches Regiment (Régiment de Flandre) nach Versailles, dessen Offiziere bei einem königlichen Bankett am 1. Oktober die blau-weiß-rote Kokarde unter ihren Stiefeln zertraten. Der Vorgang wurde in Paris bekannt und heizte eine bei anhaltend hohem Brotpreis und Versorgungsmängeln ohnehin aufgeladene Stimmung weiter an. Jean-Paul Marat, der im September 1789 seine Zeitung „Der Volksfreund“ gegründet hatte, hielt mit anderen gemeinsam die Pariser auf dem Laufenden und mit Warnhinweisen auf die „Verschwörung der Aristokraten“ gegen das Volk in revolutionärer Spannung.
Am 5. Oktober versammelte sich vor dem Rathaus eine hauptsächlich aus Frauen (Poissarden) bestehende mehrtausendköpfige Menge in der Absicht, nach Versailles zu ziehen, um ihre Forderungen vor Ort geltend zu machen. Unter dem Geläut der Sturmglocken verließen sie Paris; später folgten ihnen 15.000 Nationalgardisten und zwei Vertreter der Stadtverwaltung mit dem Auftrag, den König nach Paris zu bringen. Ludwig XVI. empfing die Frauen, versprach Lebensmittellieferungen und unterschrieb unter dem Eindruck der Bedrängnis die Dekrete der Nationalversammlung. Die Lage schien entspannt; doch die Frauen blieben über Nacht, bewachten das Schloss und setzten auch der Nationalversammlung mit ihren Brotforderungen und Zwischenrufen zu.
Am darauffolgenden Vormittag drängten sie ins Schloss und erzwangen gemeinsam mit Stadtbeauftragten und Nationalgardisten das Zugeständnis des Königs, nach Paris umzuziehen. Die Nationalversammlung schloss sich an. „Am frühen Nachmittag machte sich der endlose Zug lärmend auf den Weg nach Paris. An der Spitze marschierten Einheiten der Nationalgarde; auf jedem Bajonett steckte ein Brotlaib. Dann folgen die Frauen, mit Piken und Flinten bewaffnet oder Pappelzweige schwingend; sie begleiten die Getreidewagen und die Kanonen. Hinter den entwaffneten königlichen Soldaten mit der Trikoloren-Kokarde der Leibgarde, dem (Régiment de Flandre) und der Schweizergarde rollt langsam wie ein Leichenwagen die Karosse mit der königlichen Familie […] Daran schließen sich die Wagen der Abgeordneten und den Schluss bildet die riesige Volksmenge mit dem Hauptteil der Nationalgarde. Als sei die Symbolkraft dieses Zuges noch nicht einleuchtend genug, rufen die Leute: ‚Wir bringen den Bäcker, die Bäckersfrau und den Bäckerjungen!’“ Monarch und Nationalversammlung würden fortan den Pressionen des Volkes in der Kapitale Paris ausgesetzt sein.

## Die konstitutionelle Monarchie
Der Umzug von König und Hofstaat nach Paris, gefolgt von einer Begrenzung der Finanzmittel, die der Krone fernerhin im Rahmen einer von der Nationalversammlung bewilligten sogenannten Zivilliste zur Verfügung standen, schwächte die Stellung Ludwigs XVI. zwar zusätzlich, doch blieb er eine zentrale Figur im politischen Kräftespiel. Von einer kleinen Minderheit abgesehen, beabsichtigte niemand in der Nationalversammlung die Abschaffung des Königtums. Wohl aber gab es unterschiedliche Positionen dazu, wie viel politischer Einfluss dem Monarchen im Rahmen der künftigen Verfassung zukommen sollte. Von seiner Zustimmung hing aber wiederum ab, ob die neue Verfassungskonstruktion überhaupt funktionieren könnte. An einer prinzipiellen Weigerungshaltung des Königs musste jede konkrete Fassung der konstitutionellen Monarchie scheitern.

### Die Nationalversammlung auf dem Weg zur Verfassung

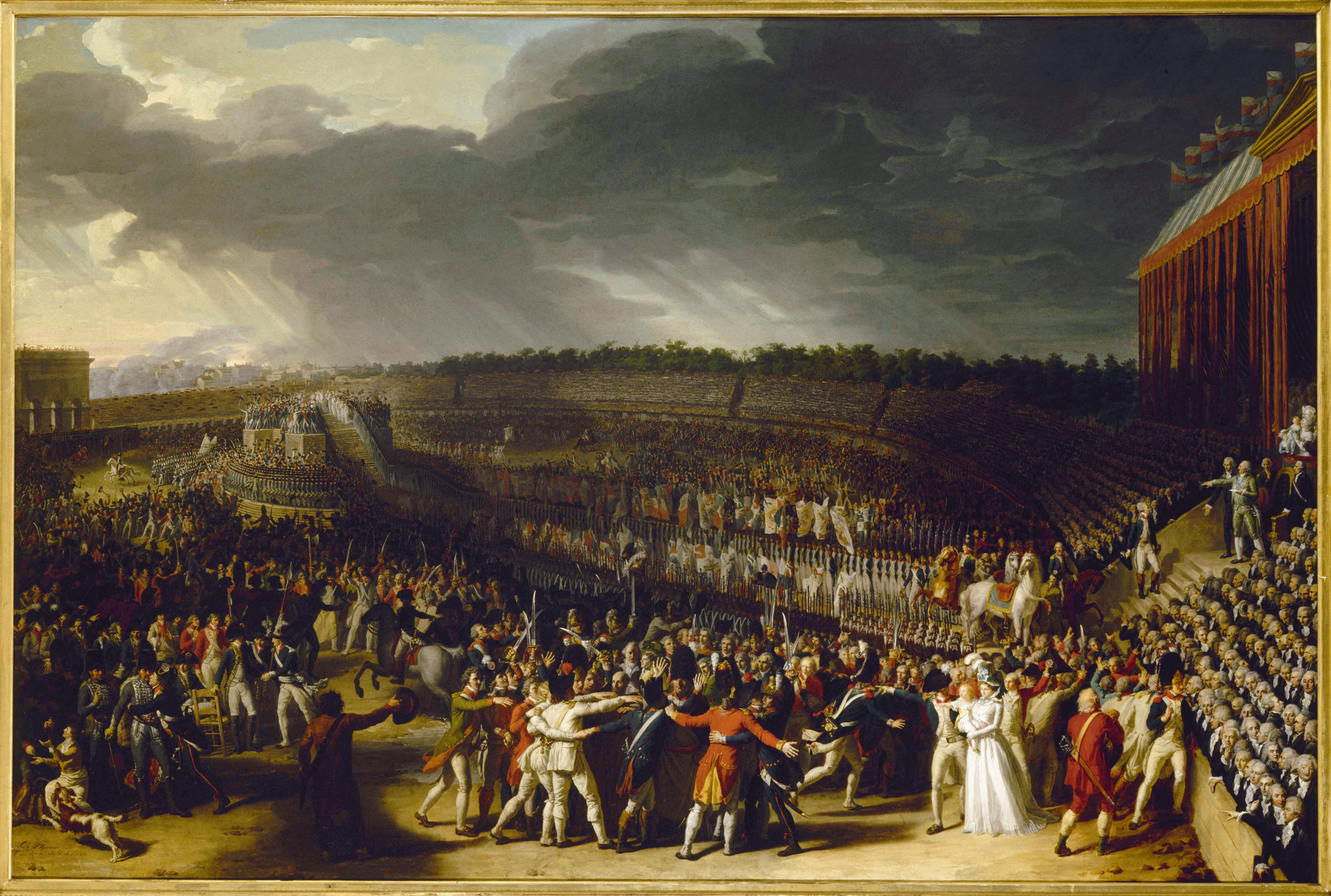
Die Fête de la Fédération auf dem Pariser Marsfeld am 14. Juli 1790. Gemälde von Charles Thévenin, 1792.

Den stürmischen Unruhen und Umbrüchen von 1789 folgte, begünstigt durch eine gute Ernte und die verbesserte Versorgungslage, das „glückliche Jahr“ 1790, das seinen Höhepunkt im Föderationsfest auf dem Champ de Mars zum Jahrestag der Bastille-Eroberung hatte. Die Zahl der Teilnehmer wird unterschiedlich angegeben: Karl Griewank spricht von „Hunderttausenden jubelnder Zuschauer“, nach Jean-François Fayard nahmen 14.000 Menschen teil. Zahlreiche Nationalgardisten aus allen Teilen des Landes leisteten mit der Nationalversammlung den Eid der Treue auf Nation, Gesetz und König am Altar des Vaterlands. Auch der König schwor Treue zur Verfassung und wurde von der Menge bejubelt. Die Heilige Messe zum „Fest der Menschheit“ zelebrierte Talleyrand mit 200 Priestern in Messgewändern, bei denen die Trikolore als Gürtel diente. Unter Kanonendonner wurde gemeinsam der Eid gesprochen und dies gleichzeitig in allen Teilen Frankreichs. Ebenfalls zeitgleich gab es Feiern in London, in Hamburg und in anderen deutschen Städten.
Die Verfassungsberatungen der Nationalversammlung, die sich in eine Vielzahl themenbezogener Ausschüsse gegliedert hatte, machten beachtliche Fortschritte. Noch vor Jahresende 1789 nahm man das vordringliche Problem einer Sanierung der Staatsfinanzen mit revolutionärem Elan in Angriff: Sämtliche Kirchengüter wurden verstaatlicht und in Nationalgüter umgewandelt. Die Gesamtheit dieser Nationalgüter diente als Deckung einer neuen Papiergeld-Währung, der Assignaten. Da den Geistlichen aus Kirchenbesitz nun keine Einkünfte mehr zur Verfügung standen, waren sie auf staatliche Besoldung angewiesen. Die Zivilverfassung des Klerus legte schließlich fest, dass Pfarrer wie andere Beamte zu wählen waren, und ein Dekret schrieb ihnen vor, die Verordnungen der Nationalversammlung von der Kanzel herab zu verlesen und zu kommentieren. Anfang 1790 wurden die bis dahin ungleich gestellten Provinzen durch eine Neuaufteilung in 83 Départements mit einheitlicher Untergliederung und Verwaltungsstruktur abgelöst. Die Stadt- und Binnenzölle innerhalb Frankreichs wurden aufgehoben. Im Gerichtswesen wurde anstelle der Ämterkäuflichkeit die Wahl der Richter – unter juristisch Vorgebildeten – eingeführt, für Verhaftete das richterliche Gehör binnen 24 Stunden und die Pflichtverteidigung durch einen Anwalt vorgeschrieben.

Die französische Verfassung von 1791

Im Wahlrecht gaben die besitzbürgerlichen Vorbehalte in der Versammlung den Ausschlag; man ging hinter das für die Wahlen zu den Generalständen praktizierte allgemeine (Männer-)Wahlrecht zurück: Wählen durften nur sogenannte Aktivbürger mit einem bestimmten Steuermindestaufkommen. Als maßgebliche Begründung für diese Einschränkung diente die Überlegung, dass nur ein nicht käuflicher und damit unabhängiger Bürger das Wahlrecht ausüben sollte. Einzig der Rechtsanwalt Robespierre geißelte dies als Verstoß gegen die in der Menschenrechtserklärung garantierte Rechtsgleichheit. Das heikelste Problem der Konstituante blieb aber die Frage, ob und wie es gelingen könne, Ludwig XVI. in das neue politische System einzubauen. Vor allem in dieser Frage gab es sehr unterschiedliche Vorstellungen und den Hang zu politischer Lagerbildung, die das Rechts-links-Schema, wie es späterhin geläufig geworden ist, begründet hat. Auf den Ehrenplätzen zur Rechten des Parlamentspräsidenten saßen die „Aristokraten“, Mitglieder der beiden ersten Stände und Anhänger des Ancien Régime, die Ludwig XVI. nicht nur die ausführende Gewalt überlassen, sondern ihm auch ein absolutes Veto in der Gesetzgebung verschaffen wollten. Richtung Saalmitte und nach links hinüber folgten dann in Abstufungen jene Abgeordneten, die eine Mitwirkung des Königs im Gesetzgebungsverfahren nur in geringem Umfang befürworteten oder völlig ablehnten.
In dem Auslotungs- und Vermittlungsprozess zwischen Versammlung und König haben sich eine ganze Reihe herausragender Gestalten dieser ersten Revolutionsphase – letztlich vergeblich – engagiert und z. T. durch vermeintliche oder tatsächliche Nähe zu den höfischen Interessen kompromittiert, wie z. B. die zeitweiligen Präsidenten der Nationalversammlung Bailly, Mounier und Mirabeau, der Kommandant der Nationalgarde La Fayette und das „Triumvirat“ Barnave, Duport und Lameth. Laut Verfassungstext wurde dem König schließlich ein aufschiebendes Vetorecht eingeräumt, das ein Gesetzesprojekt für zwei Legislaturperioden blockieren konnte. Andererseits war er als Spitze der Exekutive in seinen Wirkungsmöglichkeiten eingeschränkt. Denn infolge des Wahlprinzips waren Justiz und Verwaltung vom König und seinen Ministern nicht abhängig, zumal, da die Verwaltungsvorschriften nicht von den Ministerien, sondern von der Nationalversammlung erlassen wurden. Zwar blieb er Chef der Streitkräfte, hatte das Offiziersernennungsrecht aber nur mehr für die höchsten Ränge, während die Mannschaften vielfach mit der Revolution sympathisierten und mit Aufständischen fraternisierten.

### Die Kräfte der Gegenrevolution
Das Revolutionsgeschehen zwischen Juli und Oktober 1789 hatte innerhalb der beiden vormals privilegierten Stände Emigrationswellen ausgelöst und zu Sammelpunkten an kleinen Fürstenhöfen etwa in Turin, Mainz und Trier geführt, von denen gegenrevolutionäre Umtriebe ausgingen, die sowohl die Destabilisierung der neuen Ordnung in Frankreich als auch die Herbeiführung einer ausländischen Intervention zum Ziel hatten. Moderate Unterstützung dafür kam von russischer, spanischer und schwedischer Seite, wo man sich in monarchischer Solidarität für die Wiederherstellung des Ancien Régime aussprach – zu mehr aber einstweilen nicht bereit war.

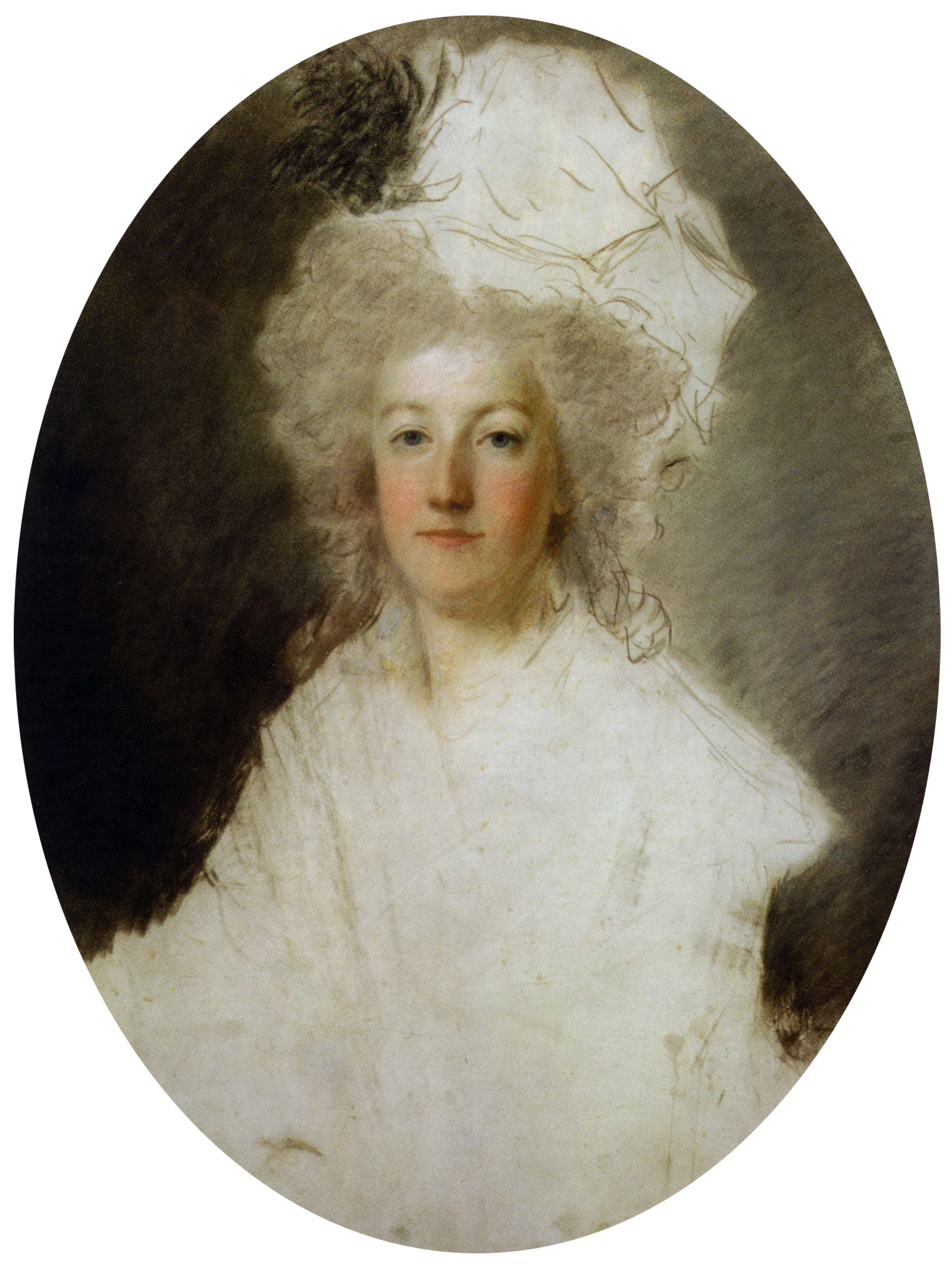
Bei Hofe treibende Kraft der Gegenrevolution: Marie Antoinette 1792, unvollendetes Pastell von Alexander Kucharski

Die Abschaffung des Feudalwesens in Frankreich berührte auch teilweise Ansprüche ausländischer Fürsten, z. B. bei päpstlichen Besitzungen in Südfrankreich und bei denen deutscher Reichsfürsten im Elsass. Weder deren an Kaiser Leopold II., den Bruder der französischen Königin Marie-Antoinette, gerichtete Aufforderung zum Einschreiten noch eine persönliche Begegnung mit dem emigrierten Grafen von Artois, dem Bruder Ludwigs XVI., vermochten den Habsburger aber vorerst zu militärischem Handeln zu bewegen. Nicht nur er hatte wegen anderer Verwicklungen wie dem Krieg Russlands und Österreichs gegen das Osmanische Reich 1790 kein Interesse an einem Krieg gegen Frankreich und ließ sich für die Zwecke der Emigranten nicht einspannen. Die grenznahen Aktivitäten der Armee der Emigranten, die von Koblenz und Worms aus gestartet wurden, hatten vorläufig nicht die gewünschte Wirkung, auch wenn sie im Osten panische Ängste vor der Verschwörung der Aristokraten schürten.
Energischen und anhaltenden Widerstand, der teilweise bald die Form offener Rebellion und eines Religionskriegs annahm, löste dagegen ein Dekret der Nationalversammlung im Zusammenhang mit der Zivilverfassung des Klerus aus, das am 27. November 1790 allen Priestern den Eid auf die neue Verfassung vorschrieb. Papst Pius VI., der bereits die Erklärung der Menschenrechte als „gottlos“ bezeichnet hatte, verbot den Eid bei Strafe der Exkommunikation. Nur knapp die Hälfte der Geistlichen, hauptsächlich aus dem niederen Klerus, leistete daraufhin den Eid. Frankreich war fortan religiös gespalten, denn insbesondere die Landbevölkerung suchte für die Taufe und andere religiöse Kernzeremonien mehrheitlich die eidverweigernden Priester auf. „Die Revolution lieferte damit dem Generalstab der Gegenrevolution, der ohne Truppen war, das nötige Fußvolk: die eidverweigernden Priester und ihre Schäflein.“ Was König und Adel allein nicht zu schaffen in der Lage waren, bewirkte das päpstliche Handeln: religiösen Widerstand als Haupthebel zur Herbeiführung der Gegenrevolution zu wecken.

### Die Flucht des Königs

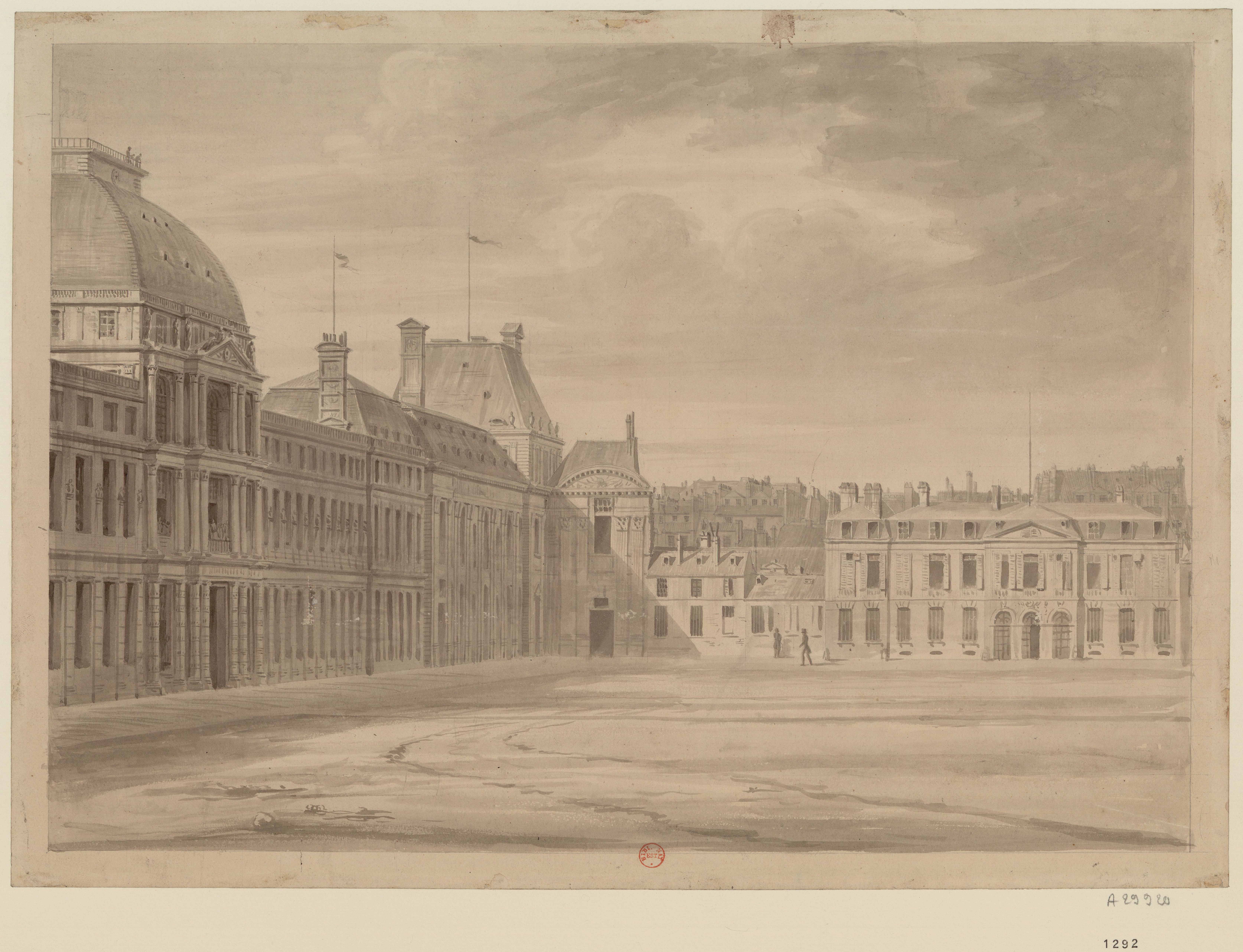
Tuilerien, Zeichnung, vor 1806

Die Kirchenpolitik der Konstituante stellte auch für Ludwig XVI., der im Tuilerien-Schloss den Gottesdienst in der hergebrachten Weise praktizierte, eine zusätzliche Herausforderung dar, da er im öffentlichen Rahmen genötigt war, von eidverweigernden Priestern die Kommunion zu empfangen. Im Februar 1791 appellierte Marie-Antoinette brieflich an Leopold II., nicht länger zu säumen und der weiter rasch fortschreitenden Revolution, die sich auch auf die Österreichischen Niederlande auszubreiten drohe, mit militärischen Mitteln entgegenzutreten. Als Ludwig XVI. dann im April von der Volksmenge daran gehindert wurde, Paris für einen seiner gewohnten Kuraufenthalte in Saint-Cloud zu verlassen, dürften heimliche Fluchtpläne der königlichen Familie vordringlich geworden sein. In der Nacht vom 20./21. Juni 1791 gelang es ihr, aus dem von Nationalgardisten bewachten Schloss in Verkleidung unerkannt zu entkommen, um in Kutschen an einen königstreuen Ort, die Festung Montmédy in Grenznähe zu Luxemburg, oder gleich außer Landes in die Österreichischen Niederlande zu gelangen. Einige Historiker glauben, es sei ihm dabei darum gegangen, aus sicherer Entfernung vom Pariser Unruheherd mit der Unterstützung ausländischer Mächte auf eine Wiederherstellung seiner monarchischen Machtfülle hinzuwirken. Andere meinen, er habe sich dem Druck der Pariser Stadtbevölkerung entziehen wollen, um unbeeinflusst auf eine Verfassung hinwirken zu können, in der der König eine starke Position hätte.

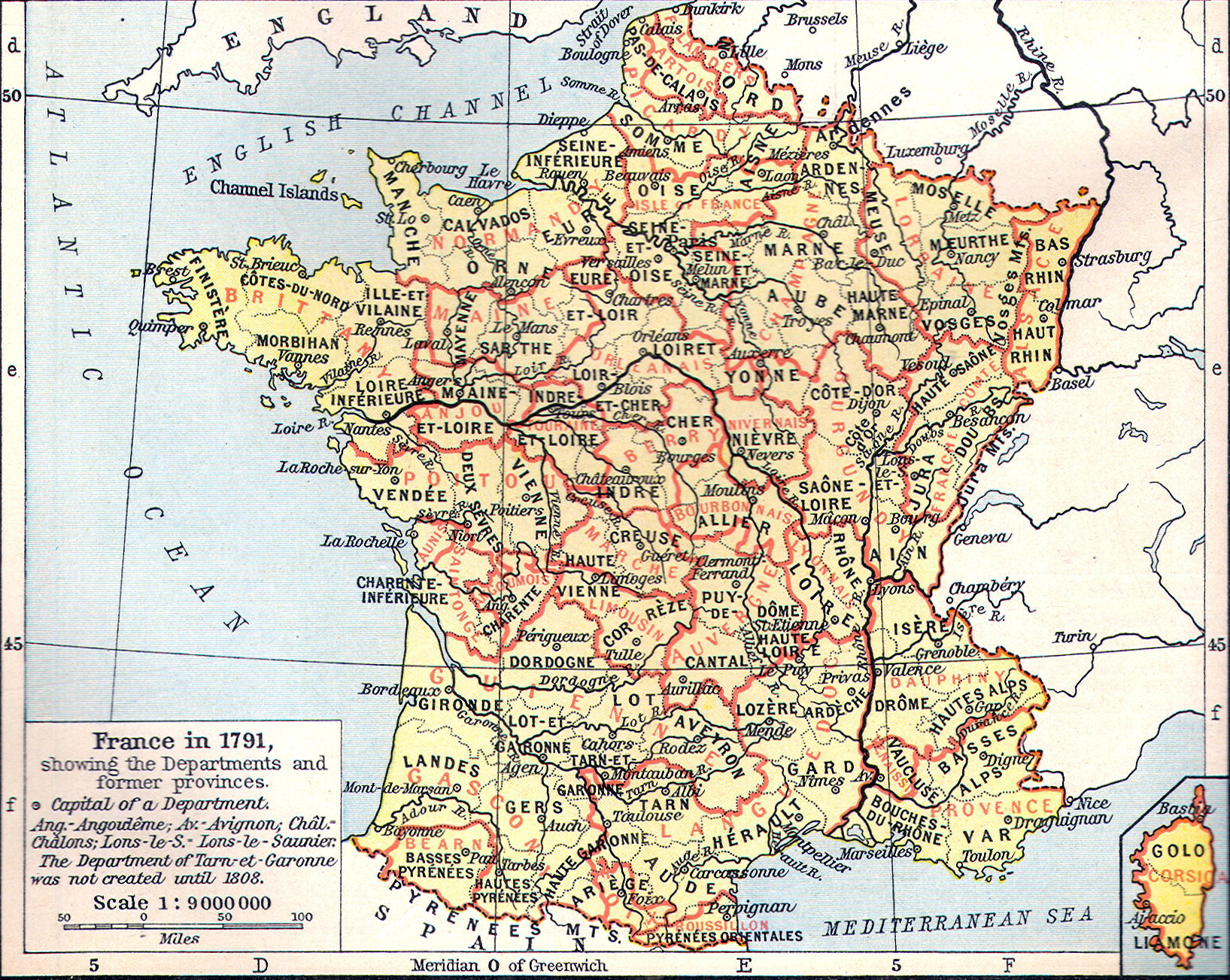
Frankreich 1791

Besondere Vorsicht ließ der König während der Flucht nicht walten, sodass er bei Aufenthalten mehrfach erkannt wurde. Die ohnehin im Zeitplan nachhängende Reisegesellschaft wurde von den Meldungen ihres Unterwegsseins überholt und schließlich nicht sehr weit vor der belgischen Grenze bei Varennes gestoppt. Die Rückführung der königlichen Familie löste in Paris einen Massenauflauf aus, der auch die Häuserdächer einschloss. Von der lärmenden Begeisterung, die noch die erzwungene Ankunft des Königs im Oktober 1789 bei den Parisern ausgelöst hatte, war allerdings nichts geblieben. Ein lastendes Schweigen lag über der Szene. In der Nationalversammlung, die ihr Verfassungswerk gefährdet sah, wurde an Ludwig XVI. auf widersprüchliche Weise festgehalten. Einerseits wurde wider besseres Wissen die Lesart verbreitet, der König sei entführt worden; andererseits wurde er von seinen monarchischen Funktionen so lange entbunden, bis ihm die noch zu vollendende Verfassung zur Unterschrift vorgelegt werden konnte. Barnave mahnte in der Debatte vom 15. Juli 1791: „Wollen wir die Revolution beenden oder wollen wir von neuem mit ihr beginnen? […] Mit noch einem Schritt voran würden wir Unheil und Schuld auf uns laden, ein Schritt weiter auf dem Weg der Freiheit wäre die Zerstörung des Königtums, ein Schritt weiter auf dem Wege der Gleichheit wäre die Zerstörung des Eigentums.“
Bei seiner Flucht hatte Ludwig XVI. eine gegenrevolutionäre Proklamation hinterlassen, die der Öffentlichkeit vorerst unbekannt blieb. Darin hervorgehoben hatte er u. a. die aus seiner Sicht unheilvolle Rolle der politischen Klubs und deren maßgebliche Einflussnahme auf die Beschlüsse der Konstituante. Wie sich nun zeigte, war es aber gerade seine Flucht, die zu einer Neuformierung und Radikalisierung dieser außerparlamentarischen politischen Organisationen führte. Der bis zum Oktober 1789 in Versailles maßgebliche Bretonische Klub hatte in Paris als „Gesellschaft der Freunde der Verfassung“ seinen Tagungsort im Jakobinerkloster gefunden und wurde folglich Jakobiner-Klub genannt. Bereits bis Ende 1790 breitete er sich in 150 Filialen über das ganze Land aus und entfaltete als Ort der politischen Meinungsbildung tatsächlich große Wirkung, wobei das Pariser Original zugleich vorberatenden Einfluss auf die Beschlussfassung in der Nationalversammlung ausübte.

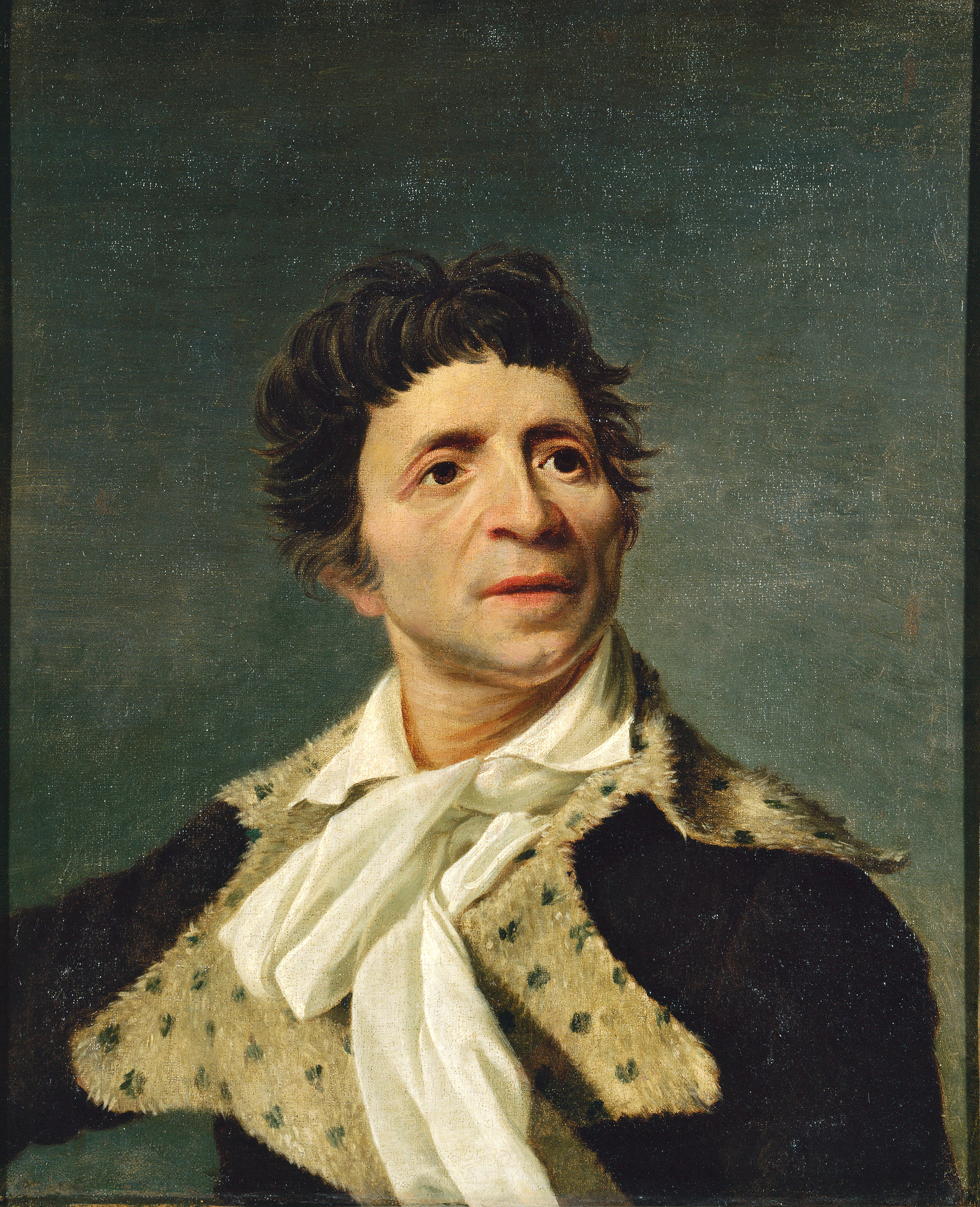
Jean-Paul Marat. Porträt von Joseph Boze, 1792.

Die Flucht der königlichen Familie führte in der Frage der Absetzung Ludwigs XVI. zur Spaltung des Jakobinerklubs: Da die Linke um Robespierre für die Absetzung des Königs eintrat, zog die Mehrheit der die Linie von La Fayette und Barnave teilenden Klubmitglieder aus und gründete im ehemaligen Feuillanten-Kloster den Klub der Feuillants. Auch bei den Tochtergesellschaften kam es zu Abspaltungen; doch gelang es den Pariser Jakobinern auch mittels einer nun erst einsetzenden Kampagne für das allgemeine Wahlrecht, in den namensgleichen Filialen ein deutliches Übergewicht zu behalten. Da die Mitgliedsbeiträge im Jakobinerklub relativ hoch waren, gab es alsbald neben ihm zahlreiche weitere Klubs und Volksgesellschaften mit erleichtertem Zugang. Der einflussreichste unter ihnen war der im Franziskaner-Kloster tagende Klub der Cordeliers, ein Diskussions- und Kampf-Klub für die Durchsetzung der Menschenrechte und zur Aufdeckung von Missbräuchen der öffentlichen Gewalt. Marat, Desmoulins und Danton führten darin maßgeblich das Wort und gelangten über ihn zu politischem Einfluss. Nach der Flucht des Königs ging von hier zuerst die Forderung nach Abschaffung der Monarchie und nach Errichtung einer Republik aus. Am 14. Juli 1791 und noch einmal drei Tage später fanden Großdemonstrationen auf dem Champ de Mars statt, wo nun am Altar des Vaterlandes Unterschriften für die Absetzung des Königs gesammelt wurden. La Fayette ließ die zweite Versammlung durch die Nationalgarde mit Gewehrsalven auseinandertreiben, wobei es zahlreiche Tote gab. Ein unübersehbarer Riss trennte nun Nationalversammlung und Pariser Volksgesellschaften.

### Ein vielseitig motivierter Krieg

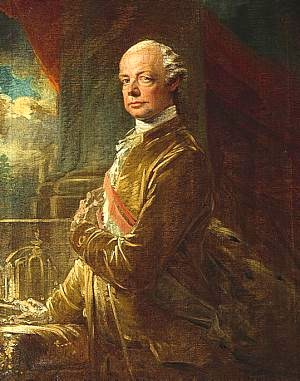
Leopold II. nach 1790, Porträt von Heinrich Friedrich Füger

Die europäischen Höfe, mit deren Unterstützung Ludwig XVI. bei seiner Flucht gerechnet hatte, ließen sich gut einen Monat Zeit für eine Reaktion. Dann erklärten Kaiser Leopold II. und der preußische König Friedrich Wilhelm II. in der Deklaration von Pillnitz die nach der Flucht eingetretene Lage Ludwigs XVI. zum gemeinsamen Interesse für alle Könige Europas. Beide Monarchen stellten militärisches Eingreifen zugunsten Ludwigs XVI. in Aussicht, falls es zu einer großen Koalition der europäischen Mächte mit diesem Ziel käme. Da absehbar war, dass das Königreich Großbritannien sich daran nicht beteiligen würde, blieb die Erklärung lediglich eine symbolische Geste. Bewirkt wurde mit der Drohung allerdings, dass sich die Emigranten unter Führung des Bruders des Königs samt der in Koblenz stationierten Migrantenarmee in ihrem gegenrevolutionären Auslandsaktivitäten bestärkt sahen und dass die französischen Revolutionsanhänger eine noch größere Erbitterung gegen das „aristokratische Komplott“ hegten. Bereits seit 1790 kursierte in Frankreich die Vorstellung von einem „österreichischen Komitee“: Demnach handelte es sich um eine konterrevolutionäre Einrichtung, in der Marie-Antoinette mit Feinden der Revolution konspirierte und die es auszuschalten galt.

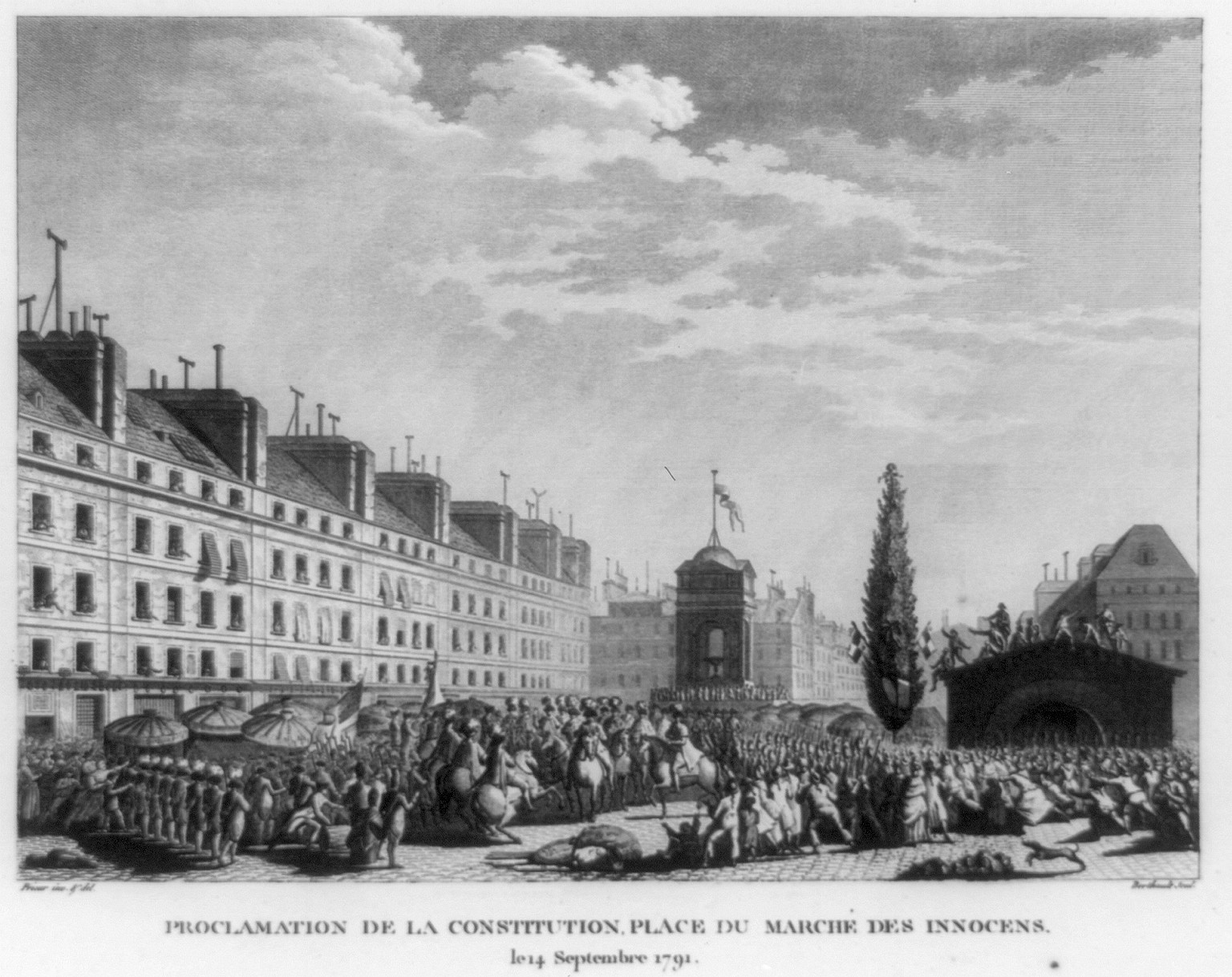
Proklamation der Verfassung am 14. September 1791 in Paris, zeitgenössischer Stich

Im September 1791 trat das Verfassungswerk der Konstituante unter Mitwirkung Ludwigs XVI., der den Eid auf die Verfassung ablegte, in Kraft. Noch kurz vor dem Ende ihres Wirkens beschloss die Verfassunggebende Nationalversammlung am 27. September die vollständige bürgerliche Gleichberechtigung aller Juden in Frankreich. Nachdem sogar Ausländer die Möglichkeit bekommen hatten, französische Staatsbürger zu werden, entfiel jeder Grund, den Juden zu verweigern, was ihnen im Prinzip bereits seit der Erklärung der Menschen- und Bürgerrechte zustand.
Am 1. Oktober konstituierte sich die neugewählte Gesetzgebende Nationalversammlung (Legislative), der kein Mitglied der Konstituante mehr angehören durfte. Die Feuillants stellten gegenüber den Jakobinern eine deutliche Mehrheit; die größte Abgeordnetengruppe gehörte aber keinem der beiden Lager an. Das große Thema und die Ursache dafür, dass diese Nationalversammlung nicht einmal ein Jahr bestand, wurde der Revolutionskrieg. Unter Feuillants wie La Fayette herrschte die Vorstellung, ein kurzer, begrenzter Krieg würde die Generäle stärken und sie in die Lage versetzen, die Revolution zu stabilisieren. Die linken Girondisten, wie man sie später aufgrund der geographischen Herkunft einiger ihrer prominenten Mitglieder nannte, sprachen sich aus einem innenpolitischen Grund für den Krieg aus: Sie glaubten, der König hätte der Verfassung nur zum Schein zugestimmt, und wollten diesen Verrat durch einen Krieg gegen die Heimat seiner Frau aufdecken. Ihr Abgeordneter Jacques Pierre Brissot fachte eine regelrechte Kriegsbegeisterung an: „Die Kraft der Überlegung und der Tatsachen hat mich davon überzeugt, dass ein Volk, das nach 10 Jahrhunderten der Sklaverei die Freiheit errungen hat, Krieg führen muß. Es muß Krieg führen, um die Freiheit auf unerschütterliche Grundlagen zu stellen; es muß Krieg führen, um die Freiheit von den Lastern des Despotismus rein zu waschen, und es muß schließlich Krieg führen, um aus seinem Schoß jene Männer zu entfernen, die die Freiheit verderben könnten.“ Der Abgeordnete Maximin Isnard sekundierte: „Glaubt nicht, unsere gegenwärtige Lage verwehre es uns, jene entscheidenden Schläge zu führen! Ein Volk im Zustand der Revolution ist unbesiegbar. Die Fahne der Freiheit ist die Fahne des Sieges.“
Nur Robespierre hielt im Jakobinerklub nachdrücklich dagegen: „Die ausgefallenste Idee, die im Kopf eines Politikers entstehen kann, ist die Vorstellung, es würde für ein Volk genügen, mit Waffengewalt bei einem anderen Volk einzudringen, um es zur Annahme seiner Gesetze und seiner Verfassung zu bewegen. Niemand mag die bewaffneten Missionare; und der erste Rat, den die Natur und die Vorsicht einem eingeben, besteht darin, die Eindringlinge wie Feinde zurückzuschlagen.“
Gemäß der neuen Verfassung war für eine Kriegserklärung das Zusammenwirken von König und Nationalversammlung nötig – mit dem Prärogativ in allen außenpolitischen Angelegenheiten beim König. Für Ludwig XVI. und Marie-Antoinette war ein Krieg nach dem gescheiterten Fluchtversuch der verbliebene Weg zur Wiederherstellung für sie akzeptabler Verhältnisse. Sie rechneten mit einer schnellen Niederlage des französischen Heeres und mit der Hilfe der Sieger bei der Rückabwicklung der revolutionsbedingten Veränderungen. „Mit einem Doppelspiel ohnegleichen“, heißt es bei Soboul, „wiegelten Ludwig XVI. und Marie-Antoinette die Gegner untereinander auf und machten den Krieg damit unvermeidlich.“
Am 14. Dezember 1791 kam der König dem Verlangen der Legislative nach, den Erzbischof von Trier mit Frist bis zum 15. Januar 1792 ultimativ zur Unterbindung aller gegen Frankreich gerichteten feindseligen Aktivitäten der Emigranten aufzufordern; andernfalls würde ihm von Frankreich der Krieg erklärt. Dieser Kriegsgrund entfiel, als die in Koblenz lagernden Truppeneinheiten der Emigranten mit Ablauf des Ultimatums tatsächlich zum Abzug genötigt wurden. Ein neuer, nun gegen Österreich gerichtet, tat sich auf, indem der österreichische Staatskanzler Wenzel Anton von Kaunitz-Rietberg Frankreich im Gegenzug mit einer Militärintervention drohte, sollte Frankreich gegen die geistlichen Fürsten in Trier und Mainz vorgehen.
Am 20. April 1792 stellte der König in der Nationalversammlung den Antrag, dem „König von Böhmen und Ungarn“ den Krieg zu erklären. Mit dieser Formulierung hoffte man, die übrigen Staaten des Heiligen Römischen Reiches aus dem Konflikt herauszuhalten. Die Kriegserklärung wurde mit überwältigender Mehrheit angenommen, lediglich sieben Abgeordnete stimmten dagegen. In der Euphorie der ersten Tage nach diesem Beschluss entstand für die Rheinarmee in Straßburg die Marseillaise, die bis heute Nationalhymne Frankreichs ist („Allons enfants de la patrie…“).

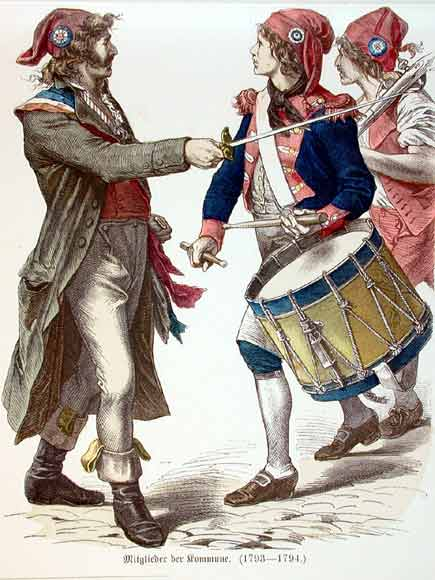
Sansculotten in einer Darstellung von 1912.

Die Kriegswirklichkeit zeigte sich dagegen schnell ernüchternd und verbitternd. Offiziere und Mannschaften setzten den verbündeten Österreichern und Preußen so wenig Widerstand entgegen, dass sehr bald Verrat gewittert wurde und eine Mobilisierung in den Pariser Sektionen einsetzte, durch die mit Piken bewaffnete Sansculotten zum ständigen Erscheinungsbild in den Straßen und auf den Tribünen der Stadt wurden. Ein konzentrierter Vorstoß in die Tuilerien am 20. Juni 1792 endete noch friedlich damit, dass der bedrängte König, der gerade eine unliebsame neue Ministerriege aus Feuillants berufen hatte, sich die rote Jakobinermütze aufsetzte.
Am 11. Juli aber erließ die Legislative eine Proklamation, durch die das „Vaterland in Gefahr“ erklärt wurde. Alle waffenfähigen Bürger wurden zur Einregistrierung als Freiwillige aufgefordert, sollten die Nationalkokarde anlegen und wurden zu den Armeen geschickt. In den Provinzen verschärfte sich die königsfeindliche Stimmung. Man sprach wegen der in wichtigen Feldern unkooperativen Haltung Ludwigs XVI. und Marie-Antoinettes gegenüber der Legislative unterdessen oft nur noch abschätzig von „Monsieur et Madame Veto“. Von Marseille aus brach ein Bataillon aus Freiwilligen nach Paris zum Föderationsfest auf. Durch ihre Gesänge wurde das Lied aus den ersten Kriegstagen als Marseillaise (Hymne der Marseiller) bekannt und verbreitet.

## Die erste französische Republik
Bei den Vorgängen, die den Sturz der Monarchie, die Errichtung der Republik und die Ausbildung von Revolutionsregierung und Terror in der radikal-demokratischen Phase bis Juli 1794 bewirkten, hat der Revolutionshistoriker Georges Lefèbvre eine spezifische revolutionäre Mentalität als ursächlich gedeutet, die bereits den Sturm auf die Bastille und die anderen Volksaktionen des Jahres 1789 bestimmt habe und die sich erst nach der Festigung der revolutionären Errungenschaften allmählich zurückgebildet habe. Sie bestand nach Lefèbvre aus drei Komponenten: der Furcht (peur) vor dem „aristokratischen Komplott“, der Abwehrreaktion (réaction défensive), die die Selbstorganisation von Volksgruppen und die Durchführung von Widerstandsmaßnahmen umfasste, und dem Willen zur Bestrafung der revolutionsfeindlichen Widersacher (volonté punitive). Der von Hiobsbotschaften für die Revolutionsanhänger geprägte Kriegssommer 1792 setzte in dieser Hinsicht nachhaltige Akzente. Er führte nach 1789 in eine „zweite Revolution“.

### Durch Volkserhebung zum Nationalkonvent
Anfang August 1792 wurde in Paris das Manifest des Herzogs von Braunschweig bekannt, des Oberbefehlshabers der preußischen und österreichischen Truppen, die zum Einmarsch in Frankreich bereitstanden. Darin wurde mit Blick auf das Ziel, die königliche Familie aus der Gefangenschaft zu befreien und Ludwig XVI. in seine angestammten Rechte wiedereinzusetzen, zu widerstandsloser Unterwerfung der französischen Truppen, Nationalgardisten und Bevölkerung aufgerufen. Wo immer dagegen eine Verteidigung stattfände, drohte das Manifest mit Wohnungszerstörung und Niederbrennen. Paris wurde speziell hervorgehoben und allen irgend politisch Verantwortlichen der Stadt wurden bei Widersetzlichkeit Kriegsgericht und Todesstrafe in Aussicht gestellt.

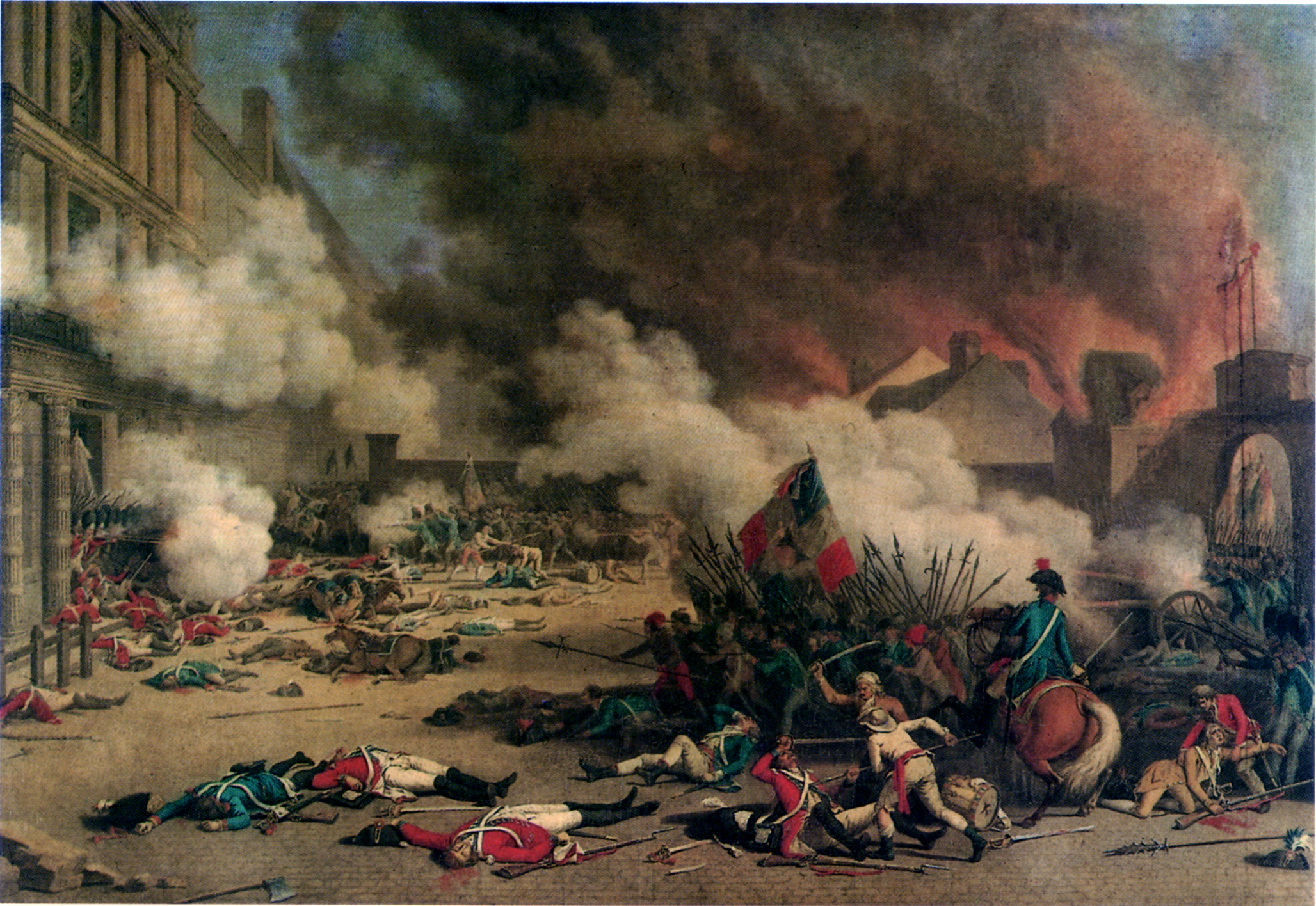
Der Sturm auf die Tuilerien am 10. August 1792. Gemälde von Jean Duplessis-Bertaux, 1793.

Die beabsichtigte Wirkung dieser Proklamation verkehrte sich ins Gegenteil. In den Pariser Sektionen, die sich bis auf eine bereits für die Absetzung des Königs ausgesprochen hatten – wenn auch gegenüber der Nationalversammlung erfolglos –, wurden nun Aufstandsvorbereitungen getroffen. Am Morgen des 10. August 1792 bildeten die Sektionen eine aufständische Kommune (commune insurrectionelle), die die bisherige Stadtverwaltung verjagte und an deren Stelle trat. Der amtierende Kommandeur der Nationalgarde wurde umgebracht und durch den Bierbrauer Santerre ersetzt. Massen von Handwerkern, Kleinhändlern und Arbeitern zogen gemeinsam mit den in Paris ebenfalls seit Wochen auf Absetzung Ludwigs XVI. drängenden auswärtigen Föderierten vor die Tuilerien und erstürmten sie gegen den Widerstand der Schweizergarde. Hunderte von Toten auf beiden Seiten waren der Preis des Tuileriensturms. Die königliche Familie hatte sich bereits vor dem Angriff in die Nationalversammlung geflüchtet, die aber unter dem Druck der aufgebrachten Volksmassen nun doch die vorläufige Absetzung des Königs und seine Gefängnisverwahrung beschloss.
Mit der revolutionären Kommune von Paris war neben die Nationalversammlung ein rivalisierendes politisches Organ getreten, das in der Folgezeit maßgeblichen eigenen Einfluss beanspruchte. Indem nicht wahlberechtigte sogenannte Passivbürger erst in den Pariser Sektionsversammlungen und dann bei der Kommune ihre Interessen zunehmend zur Geltung bringen konnten, büßte die nach dem Zensuswahlrecht gebildete Legislative durch die Volksaktion des 10. August schlagartig ihre Autorität ein. Daher sah sie sich zur Selbstauflösung im Zuge von Neuwahlen nach allgemeinem (Männer-)Wahlrecht für einen Nationalkonvent genötigt. Für die Übergangszeit wurde ein provisorischer Exekutivrat mit den bisherigen Regierungsfunktionen des Königs betraut. Die Verfassung von 1791 hatte damit ausgedient.
Bis Ende August gestaltete sich der Vormarsch der preußisch-österreichischen Truppen mit der Einnahme Longwys am 23. August und der Belagerung Verduns, das am 2. September fiel, für die Bevölkerung von Paris immer bedrohlicher. Zur Verteidigung der Hauptstadt beschloss die Legislative daraufhin eine Sonderaushebung von 30.000 Mann, die Kommune sogar die doppelte Anzahl. Unterdessen hatten die Sektionen nach dem Umsturz des 10. August Überwachungsausschüsse für alle als revolutionsfeindlich Verdächtigten eingerichtet. Sie sorgten mittels Haussuchungen und Verhaftungen, denen vor allem Hofbedienstete, Feuillants, Journalisten und eidverweigernde Priester ausgesetzt waren, für völlig überfüllte Gefängnisse. In dieser Situation, da sich nun die Freiwilligen-Trupps zum Abrücken gegen die preußisch-österreichischen Verbände unter dem Herzog von Braunschweig bereit machten, erschienen die Gefängnisinsassen als Bedrohung der Revolutionsmetropole von innen. In einer Spontanaktion von Föderierten, Nationalgardisten und Sansculotten, die damit Beschlüsse einzelner Sektionsversammlungen umsetzten, wurden vom 2. bis 6. September zwischen 1100 und 1400 Gefängnisinsassen hingemetzelt.

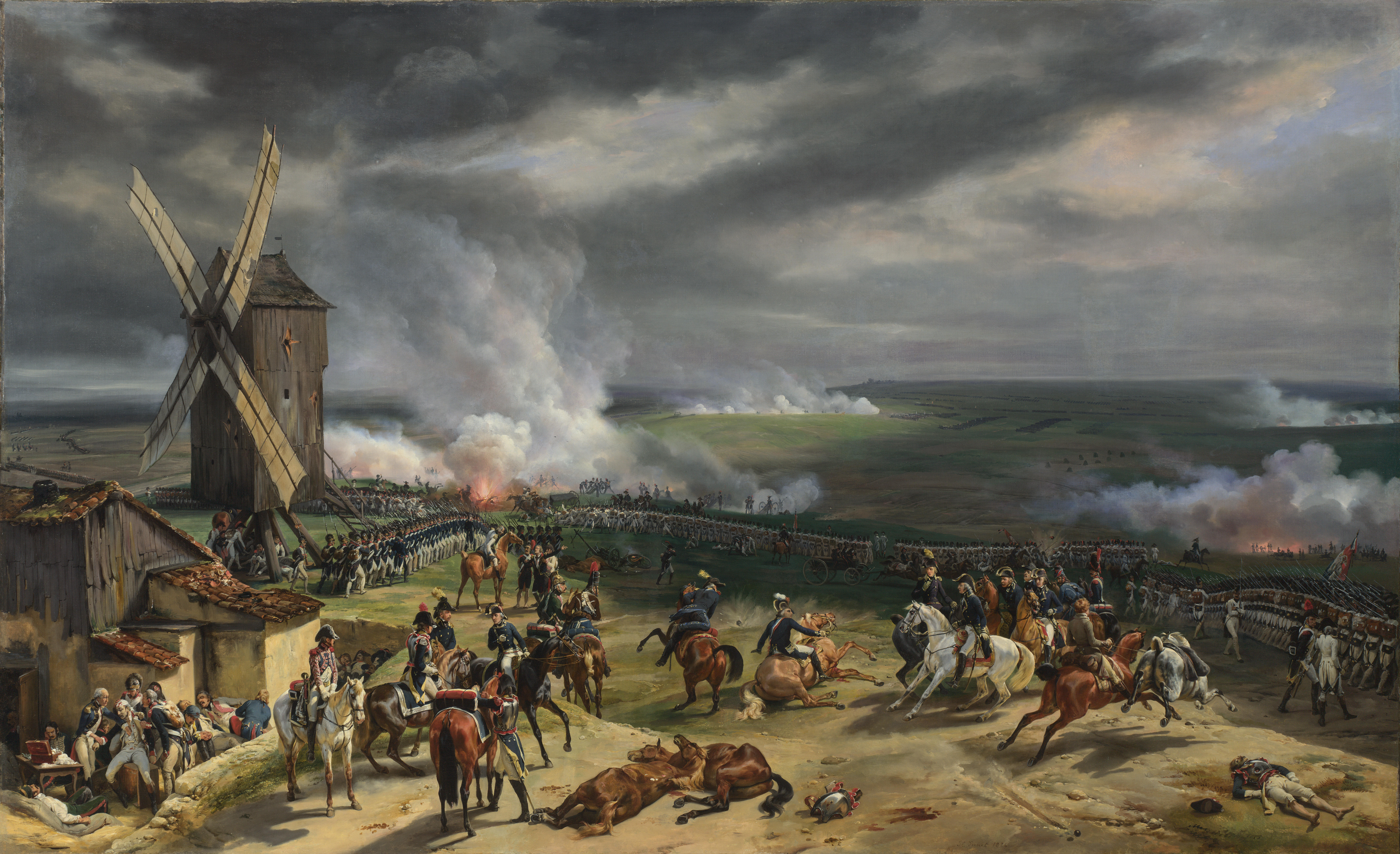
Die Kanonade von Valmy. Gemälde aus dem Jahr 1835 von Jean-Baptiste Mauzaisse.

In dieser angespannten Lage fand bei nur etwa 10 % Beteiligung die Wahl zum Nationalkonvent (2. bis 19. September) statt. In Paris geschah dies bei offener Stimmabgabe unter Ausschluss der Anhänger des Königtums. Als der Nationalkonvent am 21. September 1792 zu seiner Eröffnungssitzung zusammenkam, schienen die Vorzeichen günstiger als noch kurz zuvor: Es war der Tag nach der Kanonade von Valmy, in der das französische Revolutionsheer siegte und die äußere Bedrohung bis auf Weiteres abwendete.

### Girondins, Montagnards und das Urteil gegen Ludwig XVI.
Der Begriff Nationalkonvent (convention nationale) für die nunmehr dritte französische Nationalversammlung signalisierte zwei Kernkompetenzen: die Ausarbeitung einer neuen Verfassung und die vorläufig ungeteilte Ausübung aller Kompetenzen der nationalen Souveränität (bzw. staatlichen Gewalt). Der Konvent sorgte in dieser Hinsicht mit seinen ersten Beschlüssen für klare Verhältnisse. Die Monarchie wurde abgeschafft, die Republik gegründet und eine neue Zeitrechnung eingeführt: Der 22. September 1792 war der erste Tag des Jahres I der Republik.
Dieses relativ einmütige Bekenntnis zu der zweiten Revolution vom 10. August verdeckte zunächst jene Aufspaltung in verschiedene politische Lager, die alsbald in der Sitzordnung der Konventsmitglieder zum Ausdruck kamen. Auf der rechten Seite des Hauses sammelten sich die Anhänger Brissots, die Brissotins (Brissotisten), später Girondins (Girondisten) genannt. Sie standen mit ihrem Eintreten für Eigentumsschutz, freien Handel und Marktpreisbildung auf der Seite der Wirtschaftsbourgeoisie. Den Forderungen der Pariser Sektionsversammlungen und der aufständischen Kommune standen sie ablehnend gegenüber und versuchten dagegen den Einfluss der Föderierten in den Departements geltend zu machen.
Ihre Widersacher im Konvent saßen in den höheren Sitzreihen, gleichsam auf dem Berg, und wurden deshalb Montagnards genannt. Wie die große Mehrheit der Konventsmitglieder gehörten auch sie zur Schicht des mittleren und gehobenen Bürgertums, darunter vor allem Beamte und Angehörige der freien Berufe, besonders Juristen. Sie hielten über ihre führenden Köpfe – u. a. Danton, Robespierre, Marat – anders als die Girondins engen Kontakt zu den Sektionen und Volksgesellschaften, öffneten sich deren Interessen und machten sich zu ihren Wortführern im Konvent.

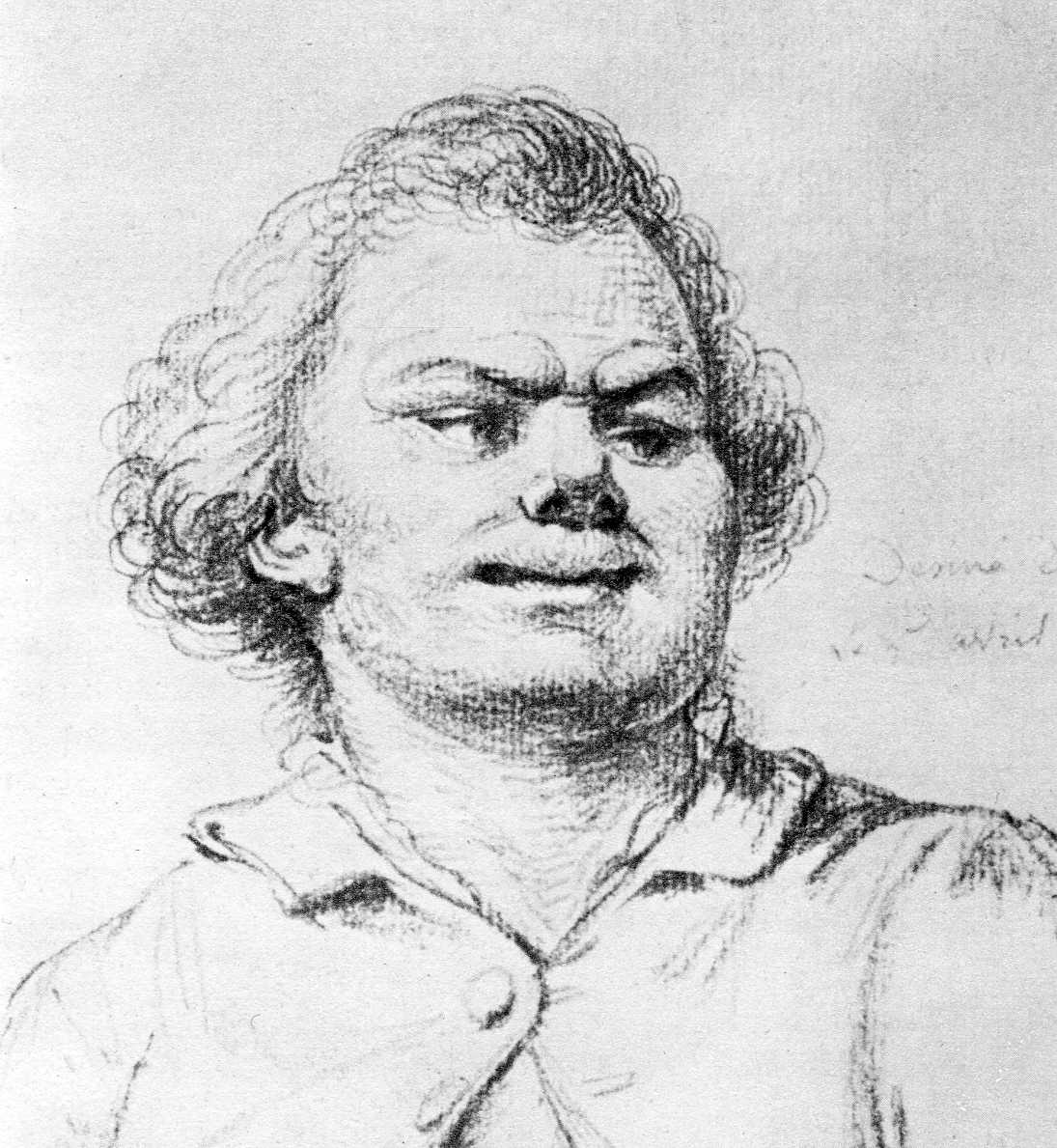
Georges Danton auf dem Weg zur Hinrichtung. Zeichnung, Pierre-Alexandre Wille zugeschrieben, 1793.

In der „Ebene“ (plaine) bzw. im „Sumpf“ (marais) zwischen Girondins und Montagnards saß jene Mehrheit von Abgeordneten, die keinem der beiden Lager beitrat, sondern je nach Sachgegenstand und politischer Großwetterlage mal mit der einen, mal mit der anderen Seite stimmte. Dass bei einer Gesamtzahl von 749 Konventsmitgliedern 200 Girondins die ca. 120 Montagnards zahlenmäßig zunächst deutlich überwogen, musste deshalb nicht den Ausschlag geben, auch wenn die Girondins in der Entspannungsphase nach Valmy für ihren liberalen Kurs mehrheitlich Unterstützung fanden und sogar von Justizminister Danton umworben wurden.
Die schwelende Frage, wie mit dem abgesetzten und inhaftierten König weiter zu verfahren sei, kam Ende November drängend auf die Tagesordnung des Konvents, als in einem Geheimschrank in den Tuilerien belastende Korrespondenz Ludwigs XVI. mit Emigranten und revolutionsfeindlichen Fürsten entdeckt wurde. Hiernach erwies sich ein Hochverratsprozess als unvermeidlich. Der Konvent selbst bildete den Gerichtshof. Gegen die widerstrebenden Girondins, die den König schonen wollten und den Jakobinerclub verließen, als sie sich dort nicht durchsetzen konnten, entschied der Konvent nach zwei Anhörungen des Angeklagten am 11. und 26. Dezember 1792 in seinen Beratungen vom 16. bis 18. Januar 1793 mehrheitlich, dass Ludwig XVI. sich der Verschwörung gegen die Freiheit schuldig gemacht habe, dass das Volk – anders als die Girondins es wollten – darüber nicht durch Plebiszit zu entscheiden habe, dass er die Todesstrafe erleiden solle, und zwar ohne Aufschub.

Hinrichtung Ludwigs XVI. Anonymer zeitgenössischer Druck.

Am 21. Januar wurde der im Prozess nur noch als Louis Capet Angesprochene auf der „Place de la Révolution“ (heute Place de la Concorde) durch die Guillotine hingerichtet. Von einzelnen royalistischen Protestaktionen abgesehen, blieb es weitgehend ruhig im Lande: „außer in Paris und in den Versammlungen ruft der Prozess gegen Ludwig den XVI. keinerlei Begeisterung hervor. Dieses Schweigen eines ganzen Volkes beim Tod seines Königs beweist, wie tief der Bruch mit den jahrhundertealten Empfindungen der Menschen schon ist. Der Gesalbte Gottes, der mit allen Heilskräften Begabte wird ein für allemal mit Ludwig XVI. zu Staub. Man kann zwar zwanzig Jahre später die Monarchie wieder aufrichten, nicht aber die Mystik des geweihten Königs.“

### Jakobiner und Sansculotten im Radikalisierungsprozess

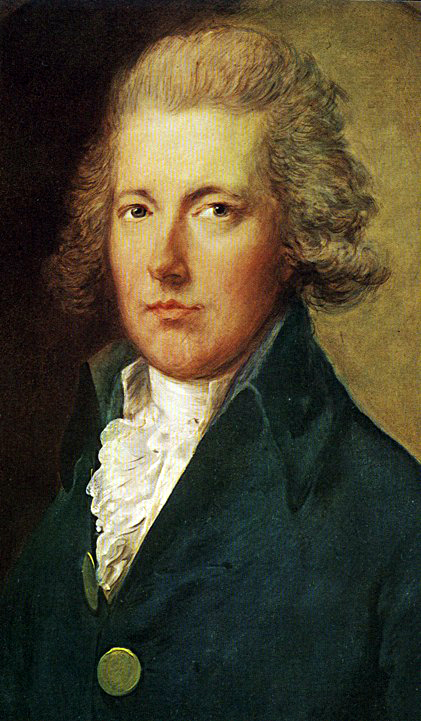
William Pitt, der Jüngere. Porträt, Thomas Gainsborough zugeschrieben, vor 1789.

Heftige Reaktionen löste die Guillotinierung Ludwigs XVI. im Ausland aus. Zur treibenden Kraft entwickelte sich dabei Großbritannien, wo der Hof Trauerkleidung anlegte und der französische Gesandte ausgewiesen wurde. Auch die seit den Siegen von Valmy und Jemappes offensive Kriegführung und Annexionspolitik des Konvents sowie die Schädigung britischer Wirtschaftsinteressen in Holland machten den britischen Premierminister Pitt nach der französischen Kriegserklärung vom 1. Februar 1793 zum Haupt einer Koalition der europäischen Mächte gegen das republikanische Frankreich. Bereits zwei Monate später kämpften die zurückgedrängten Revolutionsheere wieder um die Verteidigung der eigenen Landesgrenzen – und innerhalb Frankreichs um den Fortbestand der Revolutionsergebnisse.
Angesichts der gegnerischen Übermacht hatte der Konvent am 23. Februar die Aushebung weiterer 300.000 Mann beschlossen und es den Departements überlassen, mit welchem Verfahren sie das ihnen zugeteilte Kontingent zusammenbrachten. Konterrevolutionären Unmut löste diese Vorgabe vor allem in der bäuerlich-konservativ geprägten westfranzösischen Vendée aus, wo sich seit Anfang März bewaffnete Erhebungen wie ein Flächenbrand ausbreiteten und binnen Kurzem zu einem Bürgerkrieg eskalierten, der auch in anderen Teilen des Landes Nahrung fand. Das Dekret des Konvents, das allen bewaffneten Rebellen die Todesstrafe und die Eigentumsbeschlagnahme androhte, bewirkte vorerst ebenso wenig wie der Einsatz von Revolutionstruppen.
Zusätzlich unter Druck stand der Konvent im Frühjahr 1793 durch die Pariser Sansculotten, deren Unruhe auch noch durch eine Preisinflation angetrieben wurde. Allein von Ende Januar bis Anfang April war der tatsächliche Wert der Assignaten von 55 % auf 43 % ihres Nennwertes gesunken. Trotz zufriedenstellender Ernte 1792 hielten die Bauern in Erwartung weiterer Preissteigerungen das Marktangebot gering. Die wirtschaftspolitischen Forderungen der Sansculotten, die in solcher Lage regelmäßig erhoben wurden, zielten auf Feststellung der vorhandenen Bestände an Nahrungsmittelvorräten, Beschlagnahme gehorteter Teile der Produktion bei Bauern und Händlern, Festsetzung von Höchstpreisen (bzw. eines Preismaximums) und des Kurses der Assignaten sowie auf die Bestrafung von Wucherern.
Während die Girondisten es strikt ablehnten, sich auf solche Forderungen einzulassen, zeigten sich die Montagnards bereitwilliger und zogen unter dem Druck der Umstände die Mehrheit der Plaine-Abgeordneten mit sich, denen daran lag, dass der Konvent die politische Initiative behielt und nicht von den Pariser Sektionen und der Kommune überrollt wurde. Girondistischen Warnungen vor der Diktatur hielt Marat entgegen: „Die Freiheit muss mit Gewalt geschaffen werden, und jetzt ist der Augenblick gekommen, um auf eine gewisse Zeit den Despotismus der Freiheit zu organisieren, um den Despotismus der Könige zu zerschmettern!“
Im März 1793 wurde ein Revolutionstribunal geschaffen, das über Revolutionsgegner und Verdächtige zu urteilen hatte; als Zulieferer dienten die danach in den Gemeinden eingerichteten Überwachungsausschüsse. Der Zwangskurs für Assignaten, ein Preismaximum für Korn und Mehl sowie eine bei den Reichen zu erhebende Zwangsanleihe folgten im April und Mai. Für die Regierungsfunktionen wurde ein Wohlfahrtsausschuss geschaffen, in den am 11. April zunächst eine Mehrheit von Plaine-Abgeordneten gewählt wurde, in dem aber Danton den maßgeblichen politischen Einfluss ausübte. Seine Richtlinie bei der Einrichtung des Revolutionstribunals lautete in Erinnerung an die Septembermorde des Vorjahres: „Seien wir schrecklich, damit das Volk es nicht zu sein braucht!“

Die Umstellung des Konvents, Radierung aus dem Jahr 1816 von August Dalbon nach Jacques François Joseph Swebach-Desfontaines

Die Girondisten dagegen suchten die Auseinandersetzung mit den Pariser Sansculotten, betonten, dass Paris nur ein Departement neben 82 anderen sei, und setzten im Konvent eine rein girondistisch zusammengesetzte Kommission zur Kontrolle der Umtriebe in den Pariser Sektionen durch. Der Abgeordnete Isnard eskalierte den Konflikt mit einer Drohung, die an das Manifest des Herzogs von Braunschweig erinnerte: „[…] sollte jemals durch einen Aufruhr, wie er seit dem 10. August unaufhörlich neu angezettelt wird, … die Vertretung der Nation in Mitleidenschaft gezogen werden, so erkläre ich hiermit im Namen ganz Frankreichs, daß Paris vom Erdboden getilgt werden würde; bald würde man sich beim Anblick des Seine-Ufers fragen, ob es dieses Paris wirklich einmal gegeben hat.“
Die Entscheidung wurde abseits der normalerweise die Volksbewegung anführenden Sektionen und der Kommune von einem aufständischen Komitee vorbereitet, dem es in mehreren Anläufen vom 31. Mai bis 2. Juni 1793 schließlich gelang, den Vorhof der Tuilerien von drei- bis viertausend bewaffneten Aufständischen besetzen zu lassen. Gegen den Widerstand auch der Montagnards wurde ultimativ die Auslieferung der führenden Girondins verlangt, sodass der Konvent letztlich den Beschluss fasste, diese unter Hausarrest zu stellen. Mit dem Ausscheiden der Girondins aus dem Konvent begann jener Abschnitt der Französischen Revolution, der vielfach als „Jakobinerherrschaft“ bezeichnet wird.

### Eine Revolutionsdiktatur zur Rettung der Republik

Die republikanische Verfassung von 1793

Durch die Vertreibung der Girondins aus dem Konvent war auch der wesentlich von dem Aufklärungsphilosophen Condorcet geprägte Verfassungsentwurf hinfällig, der strikte Gewaltenteilung, ein konsequentes Repräsentativsystem und eine stärkere politische Eigenständigkeit und Mitgestaltungskompetenz der Departements vorsah. Eilig wurden bis zur Verabschiedung der neuen Verfassung am 24. Juni 1793 – im Wesentlichen durch Marie-Jean Hérault de Séchelles, Georges Couthon und Louis Antoine de Saint-Just – nun noch Akzente zugunsten der sozialen Gleichheit verschoben, ein Recht auf Arbeit und die Pflicht zum Widerstand gegen eine volksfeindliche Regierung hervorgehoben sowie neben dem Recht des Einzelnen auf Eigentum und freie Verfügung darüber auch die Verpflichtung zur Unterordnung unter den allgemeinen Willen betont. Diese per Volksabstimmung bestätigte republikanische Verfassung wurde allerdings vom Konvent wegen der bedrohlichen Kriegslage auf Friedenszeiten verschoben und ist tatsächlich nie in Kraft getreten. Der Konflikt wurde durch den von Anhängern der Girondins in den Departements geschürten Bürgerkrieg noch verschärft.
Die Ermordung des radikalen Revolutionärs Marat durch die Girondistin Charlotte Corday am 13. Juli 1793 sowie Aufstände gegen die Herrschaft des Pariser Rumpfkonvents, die u. a. in Lyon, Marseille, Toulon, Bordeaux und Caen ausbrachen, hielten die Sansculotten in gespannter Erregung und den Konvent im Zugzwang. Nun erst wurde die endgültige Befreiung der Bauern von sämtlichen noch zur Ablösung verbliebenen urkundlich belegbaren Feudallasten beschlossen und damit den 1789 auf dem Lande geweckten Erwartungen entsprochen. Zugleich begann der Verkauf enteigneter und in Kleinparzellen zerlegter Emigrantengüter. Damit war die Bindung der noch vermehrten Menge von Kleinbauern an die Revolution erreicht. Die Pariser Sansculotten konnten so aber nicht zufriedengestellt werden.
Jacques Roux, der Wortführer einer besonders radikalen Sansculotten-Gruppierung, hatte bereits am Tag nach der Verfassungsverabschiedung, am 25. Juni 1793, im Konvent das Manifest der Enragés (der Wütenden) vorgetragen, in dem es hieß: „Nun wird das Verfassungswerk dem Souverän übergeben. Habt ihr darin das Spekulantentum geächtet? Nein. Habt ihr die Todesstrafe für Schieber ausgesprochen? Nein. […] Nun so erklären wir euch, ihr habt für das Glück des Volkes nicht genug getan.“ Am 26. Juli beschloss der Konvent daraufhin die Todesstrafe für Kornaufkäufer. Auch bei den Maßnahmen zur militärischen Verteidigung der Republik gegen die äußeren und inneren Feinde wurde der Konvent im August 1793 – entgegen seinen Bedenken hinsichtlich der organisatorischen Folgeprobleme – zum Äußersten getrieben: „Von diesem Augenblick an bis zu dem Zeitpunkt, wo alle Feinde vom Territorium der Republik verjagt sein werden, befinden sich alle Franzosen im ständigen Aufgebot für den Armeedienst. Die jungen Männer ziehen in den Kampf; die verheirateten werden Waffen schmieden und Versorgungsgüter befördern; die Frauen werden Zelte und Kleidung herstellen und in den Krankenhäusern arbeiten; die Kinder werden aus alter Wäsche Verbandsmull machen, und die alten Leute begeben sich auf die öffentlichen Plätze, um dort die Kampfmoral der Krieger zu stärken und den Haß auf die Könige sowie die Einheit der Republik zu verkünden.“
In der Sitzung des Nationalkonvents vom 31. Juli 1793 wurde auf Anregung von Bertrand Barère beschlossen, alle Königsgräber zu öffnen und zu zerstören und die im Wesentlichen aus den Bleisärgen gewonnenen Metalle den Zwecken des Revolutionskrieges zuzuführen.

Jacques-René Hébert. Anonymer Druck aus einem Geschichtswerk von 1845.

Anfang September wurden bei nochmals verschlechterter Versorgungslage erneut wirtschaftspolitische Forderungen etwa aus der Sektion Sans-Culottes laut: „Jedem Departement wird eine genügende Summe bewilligt, damit der Preis der Grundnahrungsmittel für alle Einwohner der Republik auf gleicher Höhe gehalten werden kann. […] Es soll ein Maximum für Vermögen festgesetzt werden. […] Keiner soll mehr Ländereien pachten dürfen, als für eine festgesetzte Anzahl von Pflügen gebraucht wird. Ein Bürger soll nicht mehr als eine Werkstatt oder einen Laden besitzen dürfen.“ Jacques-René Hébert, Herausgeber der Volkszeitung Le père Duchesne, erhob Anklage gegen die „Einschläferer“ im Konvent und trug dazu bei, dass es am 5. September 1793 zur Septemberbewegung kam: Kleine Leute aus den Pariser Sektionen besetzten den Konvent friedlich, um Druck auf die Beratungen der Abgeordneten auszuüben. Sie erreichten unmittelbar, dass eine Revolutionsarmee aus Sansculotten gebildet wurde, die die Hauptstadtversorgung mit Getreide und Mehl sicherstellen sowie Wucherer und Schieber verfolgen sollte. Auf Anregung Dantons sollten zudem allen Bedürftigen fortan Tagegelder von 40 Sous auf Staatskosten für den Besuch von wöchentlich zwei Sektionsversammlungen ausgezahlt werden. Außerdem wurde die Verhaftung der Verdächtigen beschlossen und damit der Weg in die Schreckensherrschaft geöffnet. Mit der Einführung des Allgemeinen Maximums für Preise – wie aber auch für Löhne – wurde Ende September schließlich eine weitere wirtschaftspolitische Kernforderung der Sansculotten berücksichtigt.

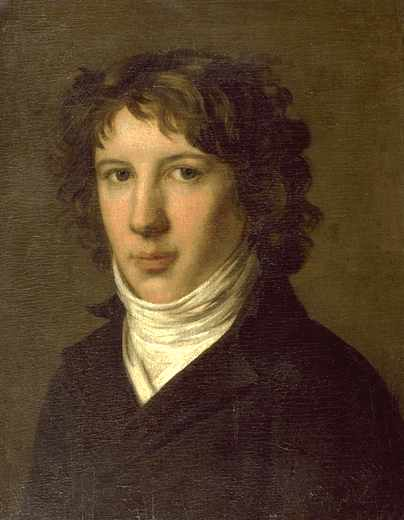
Louis Antoine de Saint-Just, Porträt von Pierre Paul Prud’hon, 1793

Führungsanspruch und Entschlossenheit gingen in dieser Revolutionsphase hauptsächlich von dem umgebildeten Wohlfahrtsausschuss aus, in dem Robespierre nach dem Ausscheiden Dantons die Fäden zog. Am 10. Oktober 1793 mahnte Saint-Just als enger Weggefährte Robespierres im Konvent ein klares Mandat für die Revolutionsregierung des Wohlfahrtsausschusses an: „In Anbetracht der Umstände, denen sich die Republik gegenwärtig ausgesetzt sieht, kann die Verfassung nicht in Kraft gesetzt werden; man würde die Republik durch die Verfassung selbst zugrunde richten. […] Ihr selbst seid zu weit weg von allen Verbrechen. Das Schwert des Gesetzes muß allerorts mit reißender Geschwindigkeit dazwischenfahren, und eure Macht muß allgegenwärtig sein, um dem Verbrechen Einhalt zu gebieten. […] Ihr könnt auf gutes Gedeihen nur dann hoffen, wenn ihr eine Regierung bildet, die milde und nachsichtig gegenüber dem Volk, sich selbst gegenüber aber durch die Tatkraft ihrer Beschlüsse schrecklich sein wird. […] Es ist auch nützlich, den Volksvertretern bei den Armeen mit Nachdruck ins Gedächtnis zurückzurufen, worin ihre Pflichten bestehen. Sie sollten in den Armeen Väter und Freunde der Soldaten sein. Sie sollen im Zelt schlafen, bei militärischen Übungen zugegen sein, sich nicht in Vertraulichkeiten mit den Generälen einlassen, damit der Soldat mehr Vertrauen in ihre Gerechtigkeit und Unparteilichkeit hat, wenn er ihnen ein Anliegen vorträgt. Tags wie nachts soll der Soldat die Volksvertreter bereit finden, ihm Gehör zu schenken.“

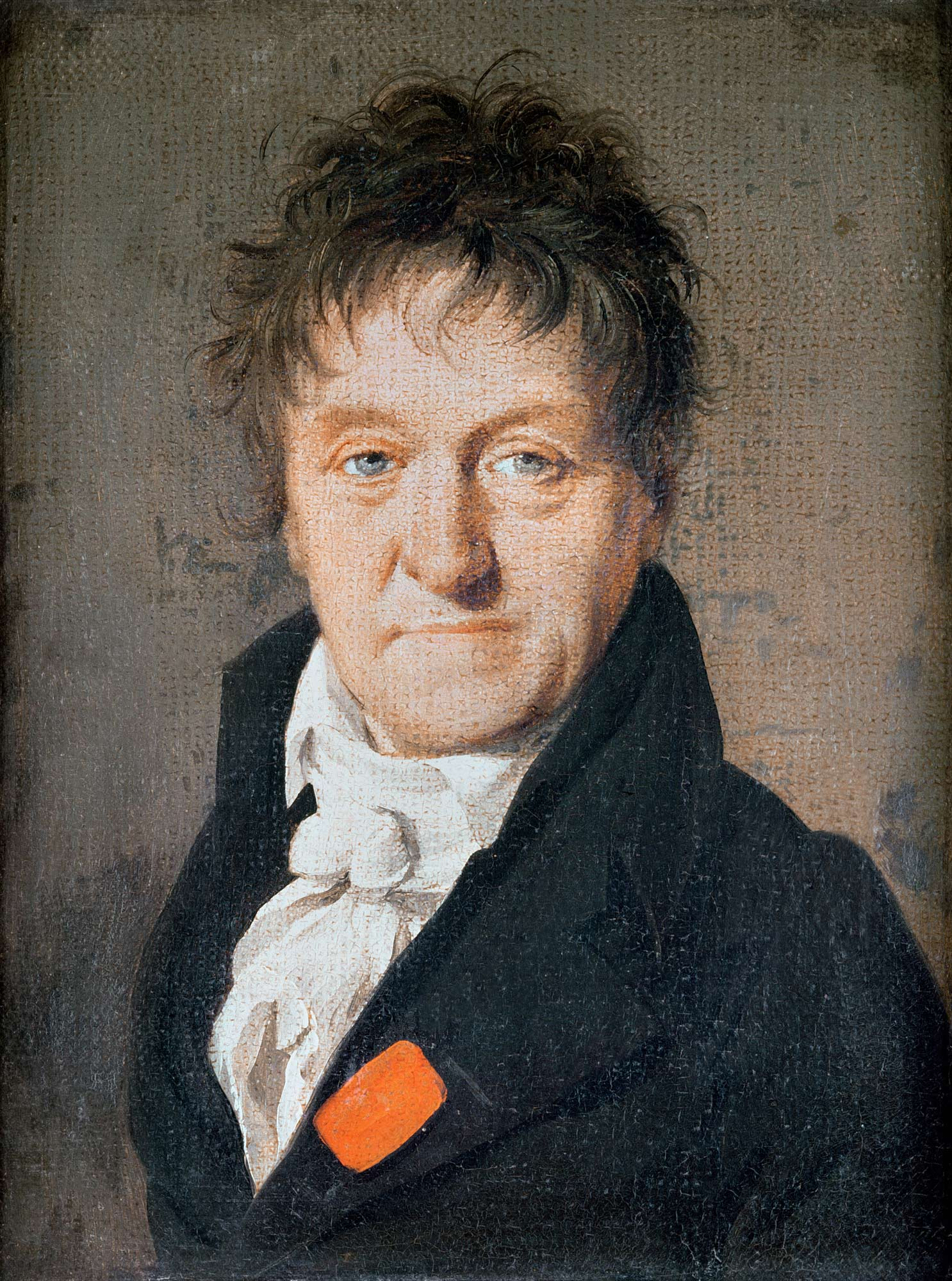
Lazare Carnot. Porträt von Louis-Léopold Boilly, 1813.

Tatsächlich hatte die Republik in dieser Zeit vor allem einen militärischen Überlebenskampf zu führen. Der Konvent entsandte Kommissare (die von Saint-Just angesprochenen Volksvertreter) an die verschiedenen Kriegs- und Bürgerkriegsfronten, die vor allem mit unzuverlässigen Armeeführungen schonungslos aufräumen sollten. Der Nachlässigkeit verdächtige Generäle sollten militärgerichtlich abgeurteilt und durch erprobte und tatendurstige jüngere Offiziere ersetzt werden, zum Teil auf Vorschlag der Mannschaften. Die Umorganisation der Revolutionsheere wurde hauptsächlich von dem Militäringenieur Lazare Carnot geleitet, ebenfalls Mitglied des Wohlfahrtsausschusses. Dabei wurden die Reste der alten Linientruppen mit den jüngst erst Ausgehobenen zu neuen Truppenkörpern vereinigt, die loyal zur Revolutionsregierung standen. Zur Jahreswende 1793/1794 zeichneten sich erste Erfolge dieser Maßnahmen ab, auch weil infolge des Massenaufgebots nun das zahlenmäßige Übergewicht der Revolutionsheere den Druck des Mehrfrontenkriegs aufzuwiegen begann. Ein Ende der Bedrohung für die Republik schien aber sowohl in der Vendée als auch an den nordöstlichen Grenzen Frankreichs noch weit entfernt.

### Legalisierter Terror und Entchristianisierung

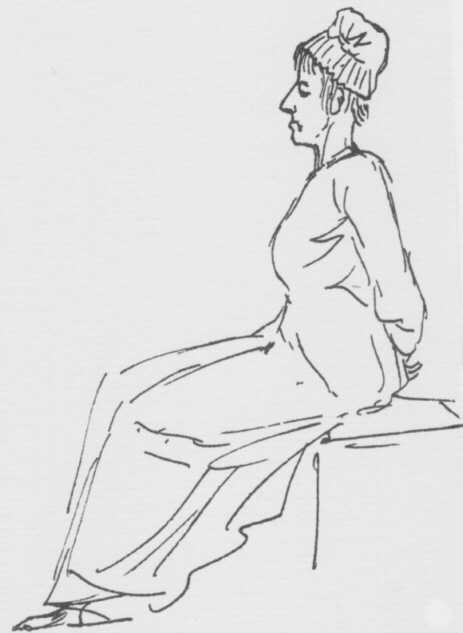
Marie Antoinette auf dem Weg zur Guillotine am 16. Oktober 1793, Federzeichnung von Jacques-Louis David

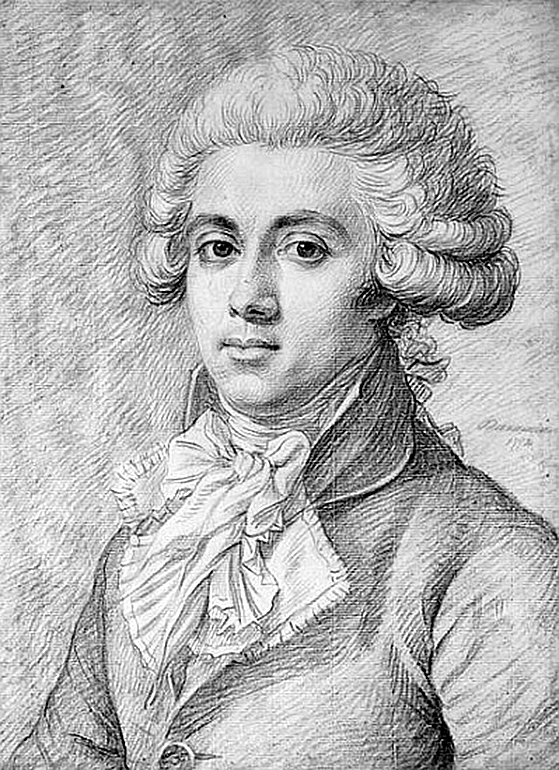
Pierre Vergniaud. Anonymer, undatierter Druck.

Das im März 1793 geschaffene Revolutionstribunal hatte bis zur Septemberaktion der Pariser Sansculotten von 260 Angeklagten nur etwa ein Viertel (66 Personen) zum Tode verurteilt. Den Aufständischen erschien das völlig unzureichend, wie aus ihrer dem Konvent vorgelegten Petition vom 5. September 1793 hervorging: „Gesetzgeber, es ist an der Zeit, dem seit 1789 andauernden unheiligen Kampf zwischen den Kindern der Nation und jenen, die sie im Stich gelassen haben, ein Ende zu bereiten. Euer und unser Schicksal sind mit der unveränderlichen Einrichtung der Republik verknüpft. Entweder müssen wir ihre Feinde vernichten oder sie uns. […] Weder Gnade noch Erbarmen mehr mit den Verrätern! Denn kommen wir ihnen nicht zuvor, werden sie uns zuvorkommen. Errichten wir zwischen ihnen und uns die Schranke der Ewigkeit!“
Auch in dieser Hinsicht verfehlte der Massenauftritt der Sansculotten im Konvent die beabsichtigte Wirkung nicht. Der Konvent beschloss nicht nur die Verhaftung der Verdächtigen, sondern auch die Säuberung der Revolutionsausschüsse, die mit der Suche nach ihnen beauftragt waren, und setzte damit seinerseits wie gefordert die terreur oder den Schrecken, auf die Tagesordnung. Am 17. September beschlossen die Montagnards und Plaine-Abgeordnete das Gesetz über die Verdächtigen, zu denen alle gezählt wurden, „die sich durch ihr Verhalten oder ihre Beziehungen oder durch mündlich oder schriftlich geäußerten Ansichten als Parteigänger der Tyrannen, des Föderalismus und Feinde der Freiheit zu erkennen gegeben haben“; dazu alle vormaligen Adligen und deren Verwandte, „die nicht dauernd ihre Verbundenheit mit der Revolution unter Beweis gestellt haben“, sowie sämtliche nach Frankreich zurückgekehrten Emigranten. Die örtlich zuständigen Überwachungsausschüsse hatten eine Liste der verdächtigen Personen aufzustellen, die Verhaftungsbefehle zu fertigen und die Überstellung ins Gefängnis zu veranlassen, wo die Inhaftierten bis zum Friedensschluss auf eigene Kosten verwahrt werden sollten. Eine Liste der Internierten war zentral dem Allgemeinen Sicherheitsausschuss des Konvents zu übersenden.
Gleichfalls auf der von den Sansculotten geforderten Linie lag eine Verfahrensbeschleunigung im Revolutionstribunal, das mit den Angeklagten zunehmend kurzen Prozess machte: In den Verurteilten dieses Zeitraums spiegelte sich bereits das Drama der Revolutionsgeschichte bis dahin. Neben Marie-Antoinette, Charlotte Corday und Olympe de Gouges mussten auch Feuillants und Girondins das Schafott besteigen, darunter führende Persönlichkeiten der unterdessen drei aufeinander folgenden Nationalversammlungen wie Bailly, Barnave und Brissot. Vergniaud, einer der prominentesten Redner der Gironde und selbst Betroffener, goss das Geschehen in die Formel: „Die Revolution, gleich Saturn, frisst ihre eigenen Kinder.“

Hinrichtung der ein und zwanzig Deputirten von der Gironde: Radierung von Johann Carl Bock aus dem Jahr 1816 nach Jean Duplessis-Bertaux

Während die verurteilten Girondins am Morgen des 31. Oktober 1793 auf Karren zum Hinrichtungsplatz gefahren wurden, stimmten sie lautstark die Marseillaise an und wurden jeweils erst durch die Guillotine zum Verstummen gebracht: „Der Chor wurde immer schwächer, je öfter die Sichel fiel. Nichts konnte die Überlebenden davon abhalten, weiter zu singen. Immer weniger hörte man sie auf dem riesigen Platz. Als die ernste und heilige Stimme Vergniauds zuletzt allein sang, hätte man glauben können, die ersterbende Stimme der Republik und des Gesetzes zu hören …“ Als Madame Roland, die ehedem einflussreiche Frau des vormaligen girondistischen Innenministers Roland am 8. November das Schafott auf der Place de la Révolution bestieg, grüßte sie die nahebei aufgestellte monumentale Freiheitsstatue: „O Freiheit, was für Verbrechen werden in deinem Namen begangen!“
Unter den frühen Widersachern der Revolution waren die eidverweigernden Priester; nach der Ausschaltung der Girondins aus dem Konvent war im Sommer 1793 aber auch der konstitutionelle Klerus großteils ins gegenrevolutionäre Lager übergegangen. Dadurch wurden z. T. bereits vorhandene antikirchliche Strömungen verstärkt und brachen sich mancherorts Bahn. Besonders hervor tat sich dabei im Rahmen einer Konventsmission gegen föderalistische Aufstandsgebiete der Abgeordnete Fouché, der in Nevers u. a. für das Einschmelzen der Kirchenglocken sorgte, in der Kathedrale eine Brutus-Büste weihen ließ und ein Bürgerfest veranstaltete. Ähnliches geschah am 7. November in Paris, wo der Bischof Jean Baptiste Joseph Gobel zur Abdankung vor dem Konvent genötigt und die Kathedrale Notre Dame in einen Tempel der Vernunft umgewidmet wurde. Ein Konventsdekret stellte es jeder Gemeinde frei, sich von der Religion loszusagen. In Paris sorgten Revolutionsausschüsse und Volksgesellschaften dafür, dass Ende November alle Kirchen der Hauptstadt der Vernunft geweiht waren und dass in sämtlichen Pariser Sektionen ein Kult für die Märtyrer der Freiheit (Marat, Lepeletier, Chalier) eingeführt wurde. Zwar erließ auf Initiative Robespierres der Konvent am 6. Dezember 1793 ein Dekret, das das Recht auf freie Religionsausübung bekräftigte, doch haben Entchristianisierung und vorläufige Kirchenschließung dauerhafte Spuren hinterlassen.

### Robespierristen, Hébertisten und Dantonisten im Entscheidungskampf

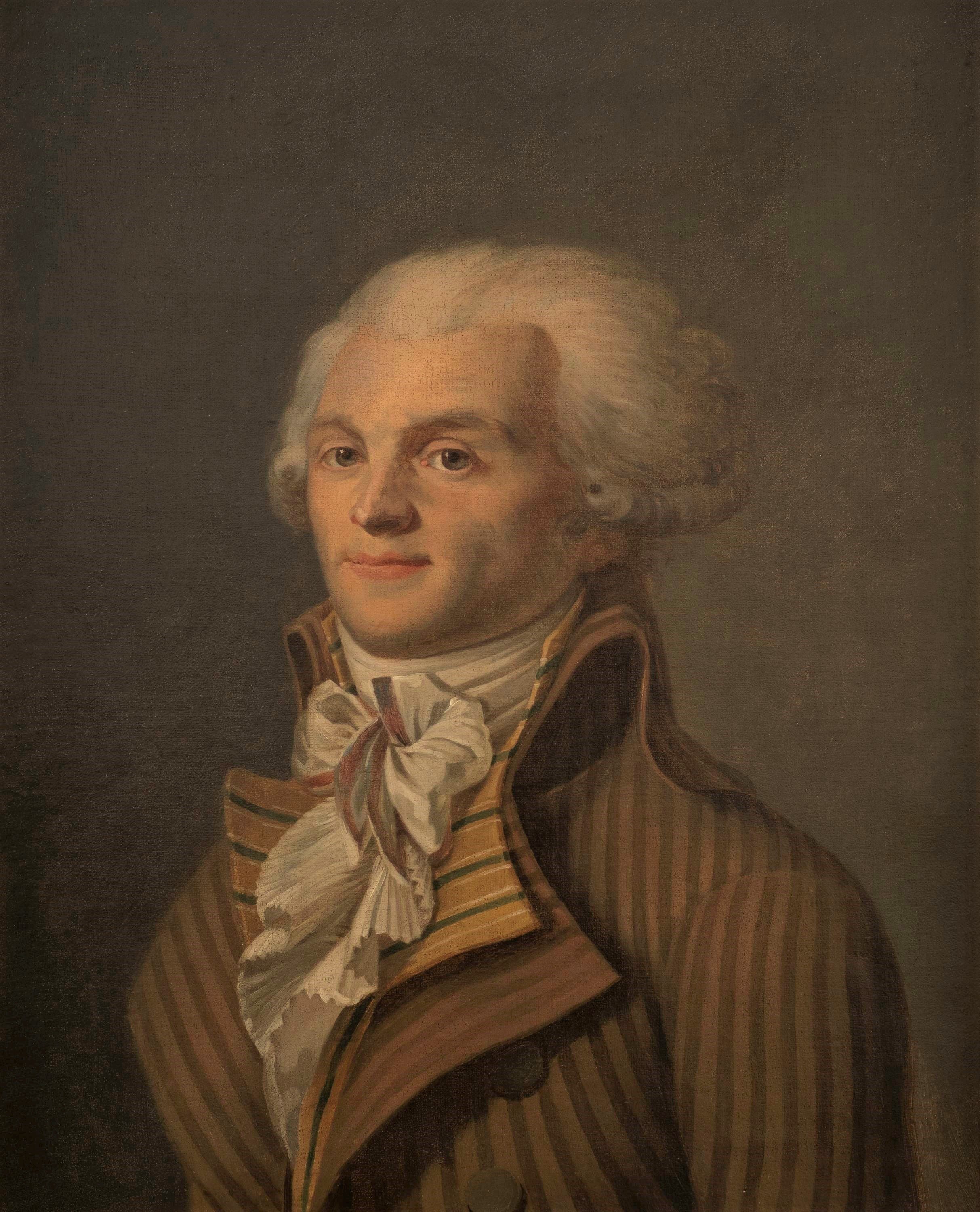
Anonymes Porträt Robespierres um 1793, Musée Carnavalet

In seiner Wendung gegen die Auswüchse der Entchristianisierungskampagne, in der er mit Danton einig war, suchte Robespierre den radikalen Gruppierungen unter den Sansculotten Schranken zu setzen. Als stetiger Wächter der Volksinteressen und des allgemeinen Willens in Anlehnung an Rousseau hatte er sich bereits in der Konstituante profiliert und den Ruf des „Unbestechlichen“ (L’Incorruptible) erworben. „Er wird es weit bringen“, hatte Mirabeau prophezeit, „er glaubt alles, was er sagt.“ Seit März 1790 war Robespierre Vorsitzender des Jakobinerklubs und hatte dort sowohl die Abspaltung der Feuillants als auch der Girondins mit eigenem Autoritätsgewinn überstanden. Als er am 25. Dezember 1793 vor den Konvent trat, um über die Grundsätze der Revolutionsregierung zu referieren, stand er als strategischer Kopf des Wohlfahrtsausschusses im Zenit seiner Macht. Teile seiner damaligen Ansprache werfen ein erhellendes Licht auf die nachfolgende Entwicklung bis zu seinem Sturz.
Die Revolutionsregierung mahnte er zur Wachsamkeit gegenüber zwei gleichermaßen ins Verderben führenden gegensätzlichen Polen: „Sie muß zwischen zwei Klippen, der Schwachheit und der Verwegenheit, dem Moderantismus und der Maßlosigkeit, hindurchsteuern: dem Moderantismus, der für die Mäßigung ist, was die Impotenz für die Keuschheit ist; der Maßlosigkeit, die der Tatkraft ähnelt wie die Wassersucht der Gesundheit.“ Weder dem Moderantismus, wie Robespierre ihn im Sinne falscher Beschwichtigungs- und Mäßigungspolitik mehr und mehr den Dantonisten (Danton-Anhängern) unterstellte, noch einer maßlosen Radikalität, wie sie sich für ihn bei den Enragés und den Hébertisten, die zeitgenössisch als Exagérés, also als „Übertriebene, Unbescheidene“ bezeichnet wurden, zeigte, durfte also Raum gelassen werden, wenn nicht den Absichten der konterrevolutionären europäischen Fürsten in die Hände gespielt werden sollte: „Die Höfe des Auslands beratschlagen in unseren Verwaltungen und in unseren Sektionsversammlungen mit; sie verschaffen sich Zutritt zu unseren Klubs. Sie haben sogar Sitz und Stimme im Heiligtum der Volksvertretung. […] Zeigt ihr Schwäche, preisen sie eure Vorsicht; legt ihr Vorsicht an den Tag, zeihen sie euch der Schwäche. Euren Mut heißen sie Tollkühnheit, euren rechtlichen Sinn Grausamkeit. Laßt ihr ihnen Schonung angedeihen, zetteln sie vor aller Augen Verschwörungen an.“ Der Tenor der Rede konnte leicht dahingehend verstanden werden, dass jede Abweichung vom Kurs der Revolutionsregierung als Hochverrat geahndet werden würde.

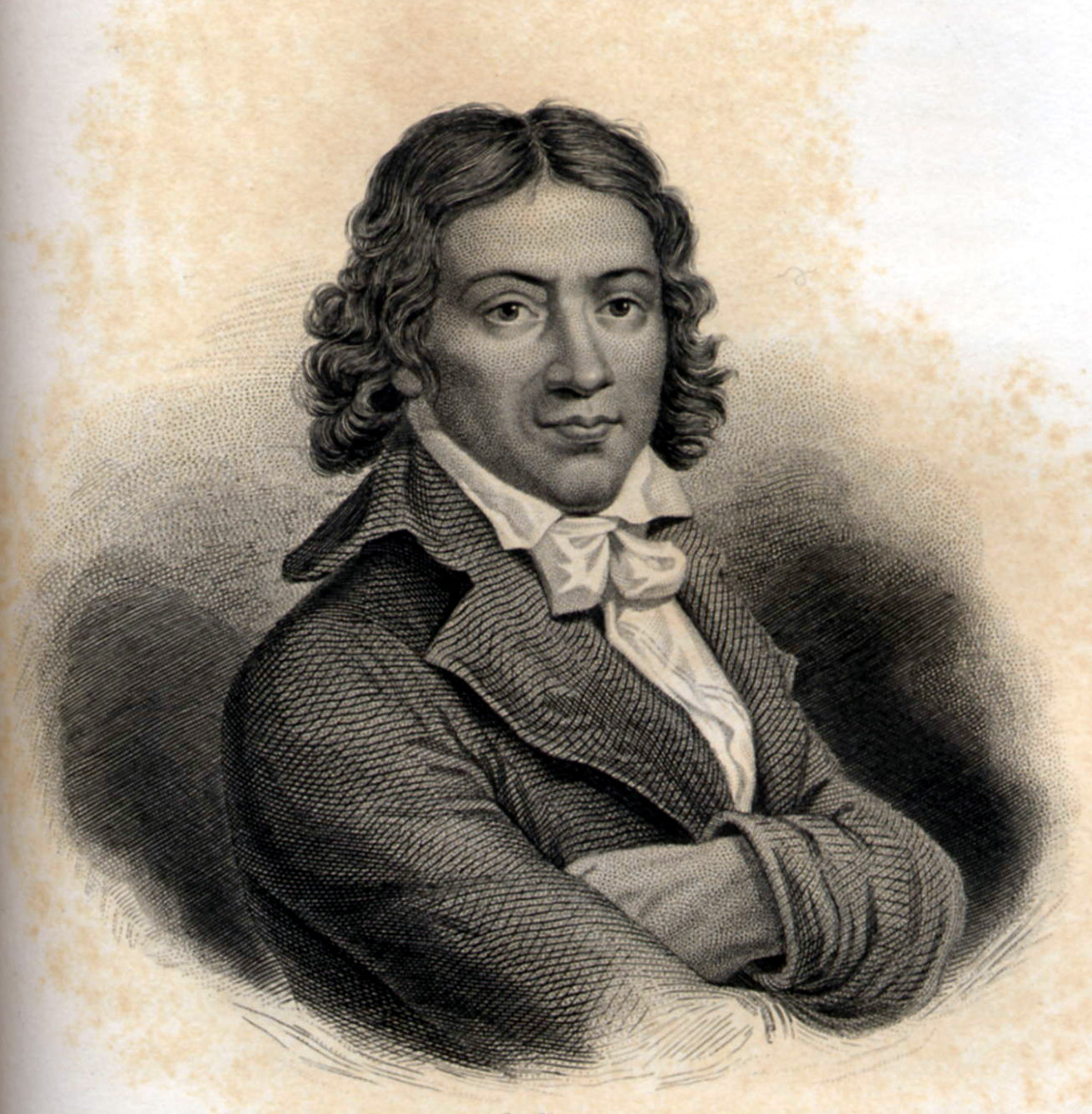
Camille Desmoulins, Stich von Geoffroy aus einem Geschichtswerk von 1865.

Während die Hébertisten die Revolutionsregierung als noch zu wenig energisch gegenüber Revolutionsfeinden und in der Durchsetzung sansculottischer Wirtschaftsvorstellungen angriffen, drängte Dantons enger Freund Camille Desmoulins im „Vieux Cordelier“ auf Milderung der Schreckensherrschaft durch die Freilassung von 200.000 Verdächtigen und auf Schaffung eines Begnadigungsausschusses; schließlich forderte er auch die Umbesetzung des Wohlfahrtsausschusses. Beide gegnerischen Fraktionen entstammten dem Klub der Cordeliers, gehörten zu den Montagnards oder standen ihnen politisch nahe. Das schützte sie aber nicht vor dem Zugriff der Revolutionsregierung. Sowohl die Hébertisten als auch einige der Gefährten Dantons, insbesondere Fabre d’Églantine, hatten sich durch zwielichtige Kontakte mit ausländischen Waffenhändlern und Geschäftemachern angreifbar gemacht und standen unter Korruptionsverdacht. Nacheinander wurde ihnen der Prozess gemacht.
Danton selbst, auf dessen Initiative das Revolutionstribunal ein Jahr zuvor eingerichtet worden war, fand sich nun als Angeklagter vor ihm wieder. Auf die Frage nach seiner Adresse meinte er: „Meine Wohnung? Bis jetzt rue Marat. Bald wird sie im Nichts sein. Und dann im Pantheon der Geschichte.“ Dantons Selbstverteidigung imponierte über die Mauern des Gerichtssaals hinaus und drohte einen Volksaufstand auszulösen. Der Ankläger Fouquier-Tinville, dem der Prozessverlauf entglitten war, erwirkte über den Wohlfahrtsausschuss ein Dekret des Konvents, das den Ausschluss Dantons von der Verhandlung wegen Störung der öffentlichen Ordnung ermöglichte. Die Hébertisten kamen am 24. März 1794 unter die Guillotine, die als „Gemäßigte“ (Indulgents) bezeichneten Männer um Danton am 5. April.

### Erosion und Ende der Schreckensherrschaft
Nach diesem Doppelschlag gegen wichtige Identifikationsfiguren breiter Volksschichten bröckelte die Basis von Montagnards und Revolutionsregierung unter den Sansculotten mehr und mehr, zumal diese sich durch die Festlegung eines Lohnmaximums erneut in ungünstiger wirtschaftlicher Lage sahen. Die Entchristianisierungskampagne, die die hergebrachte Religion durch einen Kult der Vernunft und der Revolutionsmärtyrer ersetzt hatte, suchte Robespierre zu entschärfen und in ihrer Wirkung nach innen und gegenüber dem Ausland unschädlich zu machen, indem er den Konvent im Mai 1794 dekretieren ließ: „Das französische Volk anerkennt die Existenz eines Höchsten Wesens und die Unsterblichkeit der Seele.“ Mit einem unter großem Zeremoniell und persönlicher Leitung Robespierres begangenen „Fest des Höchsten Wesens und der Natur“ am 8. Juni 1794 suchte Robespierre schließlich die Nation ideologisch auszusöhnen und auszurichten.

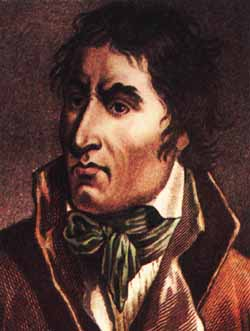
Jean-Baptiste Carrier. Anonymes Gemälde, undatiert.

Die Schreckensherrschaft wurde aber auch nach der Ausschaltung von Hébertisten und Dantonisten nicht gelockert, im Gegenteil: zwei Tage nach dem Fest des Höchsten Wesens wurde das Gesetz vom 22. Prairial verabschiedet, das den Kreis der potentiell Verdächtigen noch einmal nahezu beliebig erweiterte, indem als Feind des Volkes u. a. gelten sollte, „wer Mutlosigkeit zu verbreiten sucht mit der Absicht, die Unternehmungen der gegen die Republik verbündeten Tyrannen zu fördern; wer falsche Nachrichten ausstreut, um das Volk zu spalten oder zu verwirren“.

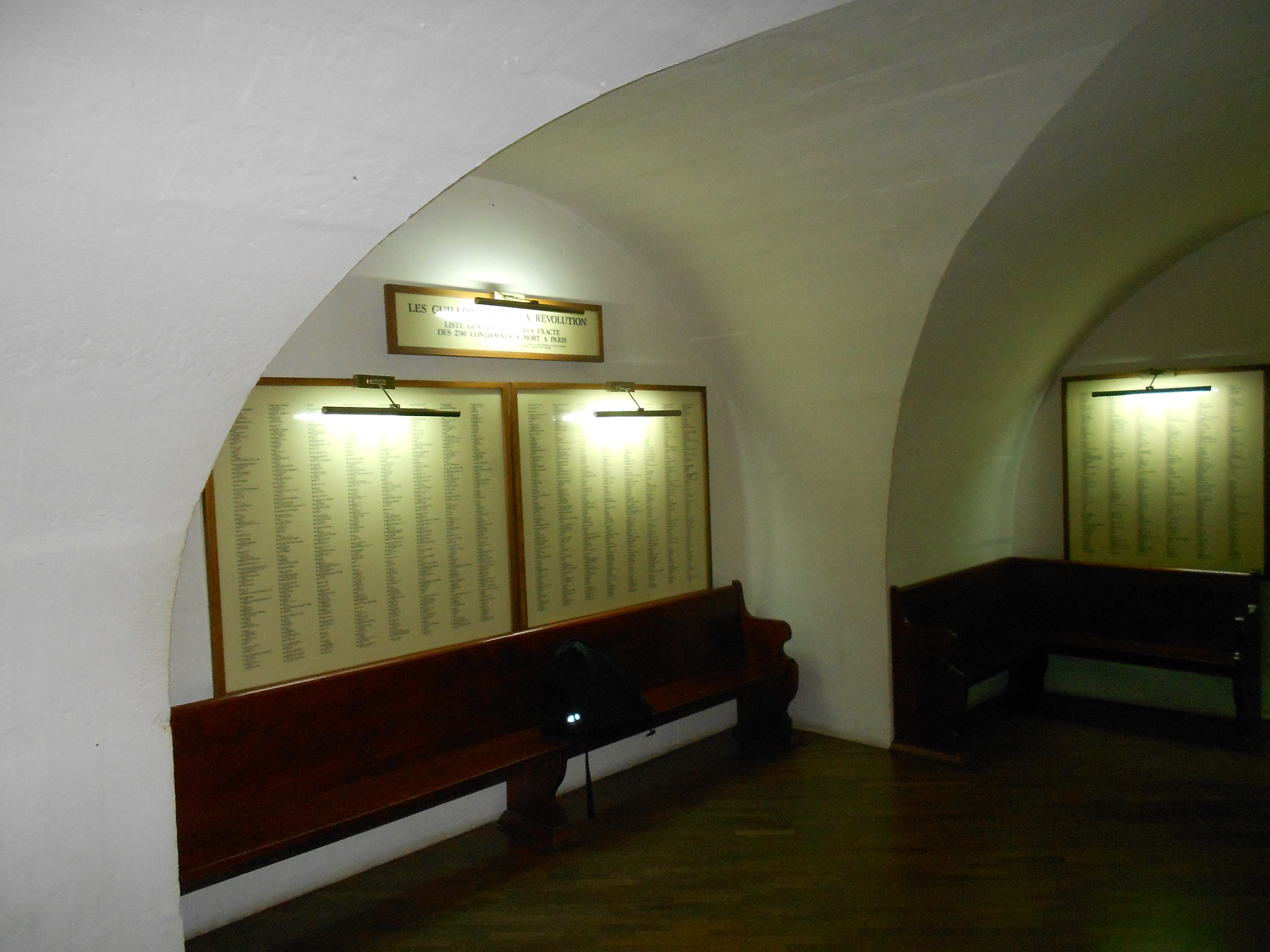
Gedenkstätte in der Conciergerie mit den Namen aller 2780 Opfer, die während der Revolution in Paris zum Tode verurteilt wurden

Vor dem stark erweiterten Revolutionstribunal gab es fortan für die Angeklagten keine Verteidiger mehr, im Falle des Schuldspruchs aber nur noch ein Strafmaß: die Hinrichtung. Die damit eingeleitete Phase der „Grande Terreur“ (des „Großen Schreckens“) vom 10. Juni bis 27. Juli 1794 führte zu 1285 Todesurteilen allein am Pariser Revolutionsgerichtshof. Noch summarischer hatte die Schreckensherrschaft bis dahin schon in den vom Bürgerkrieg betroffenen Regionen Frankreichs gewütet. Bei den Strafaktionen gegen Marseille, Lyon, Bordeaux und Nantes spielte die Guillotine, das Instrument der Einzelexekution, nicht die Hauptrolle. In Lyon praktizierten die Konventskommissare Collot d’Herbois und Fouché Massenexekutionen durch Füsilladen und Mitrailladen. Ihr Kollege Carrier ließ in Nantes außerdem Massenertränkungen in der Loire vornehmen.
Collot d’Herbois und Fouché gehörten nach ihrer Rückkehr in den Konvent neben Barras schließlich auch zu den treibenden Kräften beim Sturz Robespierres und seiner engsten Mitarbeiter im Wohlfahrtsausschuss. Beide sahen sich in Gefahr, als Robespierre ohne Namensnennung am 26. Juli 1794 vor dem Konvent sein politisches Testament ausbreitete: „In wessen Händen sind heute die Armeen, die Finanzen und die innere Verwaltung der Republik? In den Händen der Koalition, die mich verfolgt. […] Man muß die Verräter bestrafen […] Ich fühle mich berufen, das Verbrechen zu bekämpfen, nicht aber, über das Verbrechen zu herrschen. Die Zeit ist noch nicht gekommen, wo die rechtschaffenen Menschen ohne Gefahr dem Vaterland dienen können; solange die Horde der Schurken regiert, werden die Verteidiger der Freiheit geächtet sein.“
In der darauffolgenden Nacht formierte sich das Komplott zum Sturz Robespierres, nach Soboul eine Augenblickskoalition, die einzig durch Angst zusammengehalten wurde, die es aber verstand, Robespierre und Saint-Just am Folgetag im Konvent nicht mehr nennenswert zu Wort kommen zu lassen, sondern sie und weitere ihrer Weggefährten zu verhaften und am 28. Juli 1794 – nach einem halbherzigen Befreiungsunternehmen einiger Pariser Sektionen – ohne Urteil hinrichten zu lassen. In einem pointierten Resümee zu der damit endenden radikalen Phase der Französischen Revolution heißt es: „Diese Revolutionsdiktatur ist, wie sie sich schließlich gestaltete, an sich selbst zusammengebrochen, aber es war ihr Werk, dass nach ihr das Alte, welches sie endgültig hinweggefegt hatte, nicht mehr wiederkehren konnte.“
Insgesamt wurden während der Schreckensherrschaft in Frankreich circa 50.000 Menschen hingerichtet, weit mehr noch kamen in den Revolutionswirren um. In der Vendée fiel annähernd ein Viertel der Bevölkerung dem Bürgerkrieg zum Opfer. (Siehe auch Opferzahlen).

## Thermidorianer und Direktorium – das Besitzbürgertum an der Macht (1794–1799)
In der dritten Phase der Französischen Revolution – mit gut fünfjähriger Dauer etwa ebenso lang wie die erste und zweite Phase zusammengenommen – lassen sich noch einmal drei Abschnitte unterscheiden: der etwa einjährige Abschnitt des (durch die Rückberufung der noch lebenden Girondins) erweiterten Thermidorianer-Konvents sowie die beiden Abschnitte des ersten und zweiten Direktoriums, die jeweils etwa 2 Jahre währten und auf der am 22. August 1795 in Kraft gesetzten neuen Verfassung beruhten.
Sturz und Hinrichtung Robespierres und seiner engsten Anhänger geschahen kaum zufällig zu einem Zeitpunkt, da die Revolutionsregierung ihren selbstgesetzten Zweck erfüllt hatte. Die Bedrohung der revolutionären Errungenschaften durch innere und äußere Feinde war mit äußerster Radikalität und Konsequenz abgewendet worden. Nun hieß es für die bis dahin gefügige Mitte der Konventsmitglieder, die Früchte der Revolution im Rahmen einer neuen Verfassung zu sichern. Die Thermidorianer standen auf dem Boden der Republik, hatten dem Sturz der Monarchie das eigene Mandat zu verdanken und hatten die revolutionsbedingten kulturellen Neuerungen mitvollzogen.

### Die Revolution als Motor kulturellen Wandels

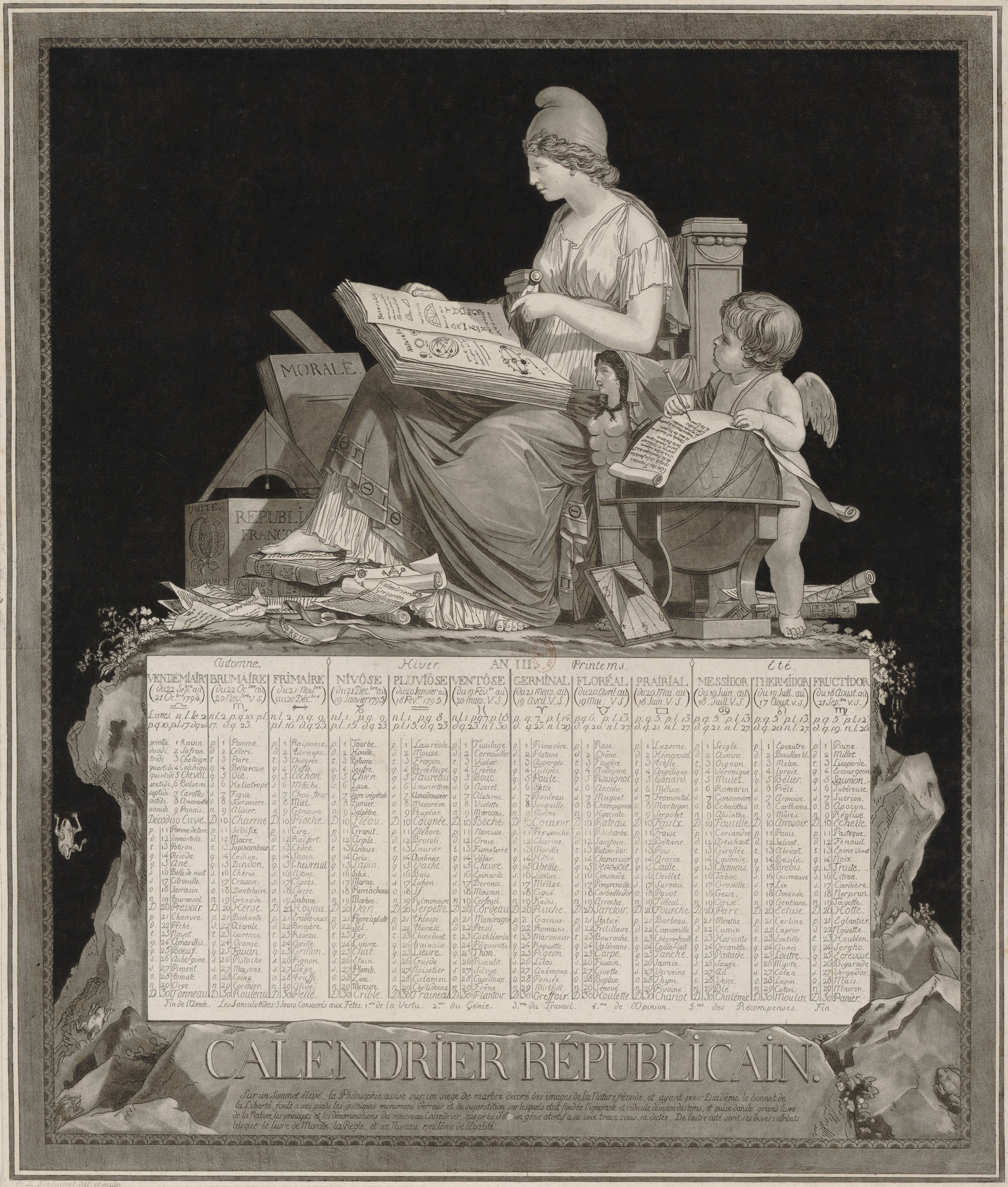
Der neue republikanische Kalender

Die Französische Revolution hat nicht nur in politischer und sozialer Hinsicht zu Umwälzungen geführt, sondern auch das Alltagsleben und die Kultur durchgreifend verändert. Mit der Einführung des Revolutionskalenders war nicht nur eine neue Zeitrechnung (beginnend mit dem Jahr I der Republik) verbunden; der Tag wurde in zehn entsprechend längere Stunden aufgeteilt. Auch die Monatsnamen wurden geändert und auf jahreszeitliche Merkmale bezogen. So hießen die im Frühling liegenden Monate nun Germinal (für die da sprießenden Keime), Floréal (für die sich ausbreitende Blumenblüte) und Prairial (Wiesenmonat). Die Woche wurde in der alten Form abgeschafft und ein Zehn-Tage-Zyklus eingeführt, sodass nicht mehr jeder siebte, sondern nur noch jeder zehnte Tag arbeitsfrei gestellt war. Auch Maße, Münzen und Gewichte wurden auf das Dezimalsystem umgestellt.
Kommuniziert wurde das Revolutionsgeschehen einschließlich der damit verbundenen Neuerungen durch das Zeitungswesen, das sich in dieser Zeit sprunghaft entwickelte. Die Blätter vervielfachten zum Teil ihre Auflage und wechselten von monatlicher zu wöchentlicher Erscheinungsweise. Auch die Bildpublizistik nahm mit Vignetten und Karikaturen zu politischen Themen einen bedeutenden Aufschwung. Beliebte Motive waren die Freiheitsgöttin Marianne, der Altar des Vaterlandes, auch Gesetzestafeln der Verfassung. Auf diese Weise wurde die politische Kultur von den Medien angeregt und mitgeprägt.
Als Meinungsbildungs- und Kommunikationsformen dienten aber wesentlich auch die politischen Klubs, deren Spektrum von intellektuellen Diskussionszirkeln bis zu Volksgesellschaften reichte und die die jeweilige Bandbreite der politischen Interessen abdeckten. Für Frauen bildete diese Organisationsform nahezu die einzige Möglichkeit eigener Interessenartikulation während der Revolution, da ihnen das Wahlrecht durchgängig verwehrt blieb. In der Phase der Jakobinerherrschaft beanspruchten manche der Volksgesellschaften eine Kontrollfunktion auch dem Konvent gegenüber und betrieben Gesinnungsschnüffelei bis hin zur Überwachung bestimmter Revolutionssymbole (z. B. der Kokarden) und der Teilnahme an politischen Feiern.
Der Identifikationsbereitschaft mit Revolution und Nation dienten die mit großem Aufwand und Engagement durchgeführten Revolutionsfeste, bei denen traditionelle und religiöse Formen und Rituale wie Eidesleistungen und Prozessionen in eine neue säkulare und entchristlichte Formensprache überführt wurden. Man trug festliche Kleidung und die Kokarden der Bürgergesellschaft, präsentierte die Trikolore, die Freiheitsgöttin mit phrygischer Mütze (von den Jakobinern als Erkennungszeichen getragen) und ab 1792 auch zeitweise eine Herkules-Gestalt als Symbol der Gleichheit des Volkes. Während aber das Fest der Einheit und Verbrüderung, das auf den 10. August 1792 bezogen war, nach dem Sturz der Jakobinerherrschaft verblasste, blieb das auf den 14. Juli 1789 gerichtete Revolutionsfest bis heute das stolzeste Ereignis der Nation und französischer Nationalfeiertag.

### Stabilisierungsversuche zwischen Volksaktion und monarchistischer Reaktion
Weitgehend einig waren sich die während der dritten Revolutionsphase im Konvent vorherrschenden Kräfte in der Wahrung ihrer besitzbürgerlichen Eigentums- und wirtschaftlichen Interessen. Dabei unterdrückten sie sowohl die verbliebenen Kräfte der Volksbewegung in Gestalt von Sansculotten und Jakobinern als auch die Royalisten auf der anderen Seite des politischen Spektrums, die die Rückkehr zur Königsherrschaft und zum Ständestaat anstrebten.
Die Höchstpreisgesetze wurden am 24. Dezember 1794 aufgegeben und der Getreidehandel völlig freigegeben mit der Folge, dass der Spekulation mit Nahrungsmitteln neuerlich Tür und Tor geöffnet waren. Die begleitende Inflation entwertete das Papiergeld der Assignaten rasch völlig, sodass Bauern und Kaufleute nur mehr Münzgeld akzeptierten. Nahrungsmittelknappheit und Hunger nahmen z. T. katastrophale Ausmaße an. Davon unberührt blieben das handeltreibende Großbürgertum, Armeelieferanten und Aufkäufer von Nationalgütern. Die Sprösslinge der unter diesen Voraussetzungen sich entwickelnden Schicht von Neureichen, die mit der sprechenden Bezeichnung Jeunesse dorée (goldene Jugend) belegt wurden, schlossen sich zu Großbanden zusammen und machten gelegentlich regelrecht Jagd auf Jakobiner und Sansculotten.
Die führungslos gewordene Pariser Volksbewegung versuchte in der ersten Jahreshälfte 1795 etwa im Prairialaufstand zwar erneut, den Konvent unter Druck zu setzen, wurde aber mit der Nationalgarde niedergehalten. Todesurteile, Deportationen und Zwangsarbeit wurden verhängt. Die Niederlage der Volksbewegung wiederum rief die Royalisten auf den Plan, die die Stunde gekommen sahen, den im Exil in Verona seine Thronansprüche anmeldenden Bruder Ludwigs XVI. zu unterstützen. Ende Juni 1795 landete eine von der britischen Flotte unterstützte Emigrantentruppe auf der Halbinsel Quiberon, wurde aber von Regierungstruppen aufgerieben. Auch in Paris scheiterte Anfang Oktober 1795 ein royalistischer Aufstand an den von Napoleon Bonaparte geführten regierungstreuen Soldaten.

### Neue Verfassung und erstes Direktorium

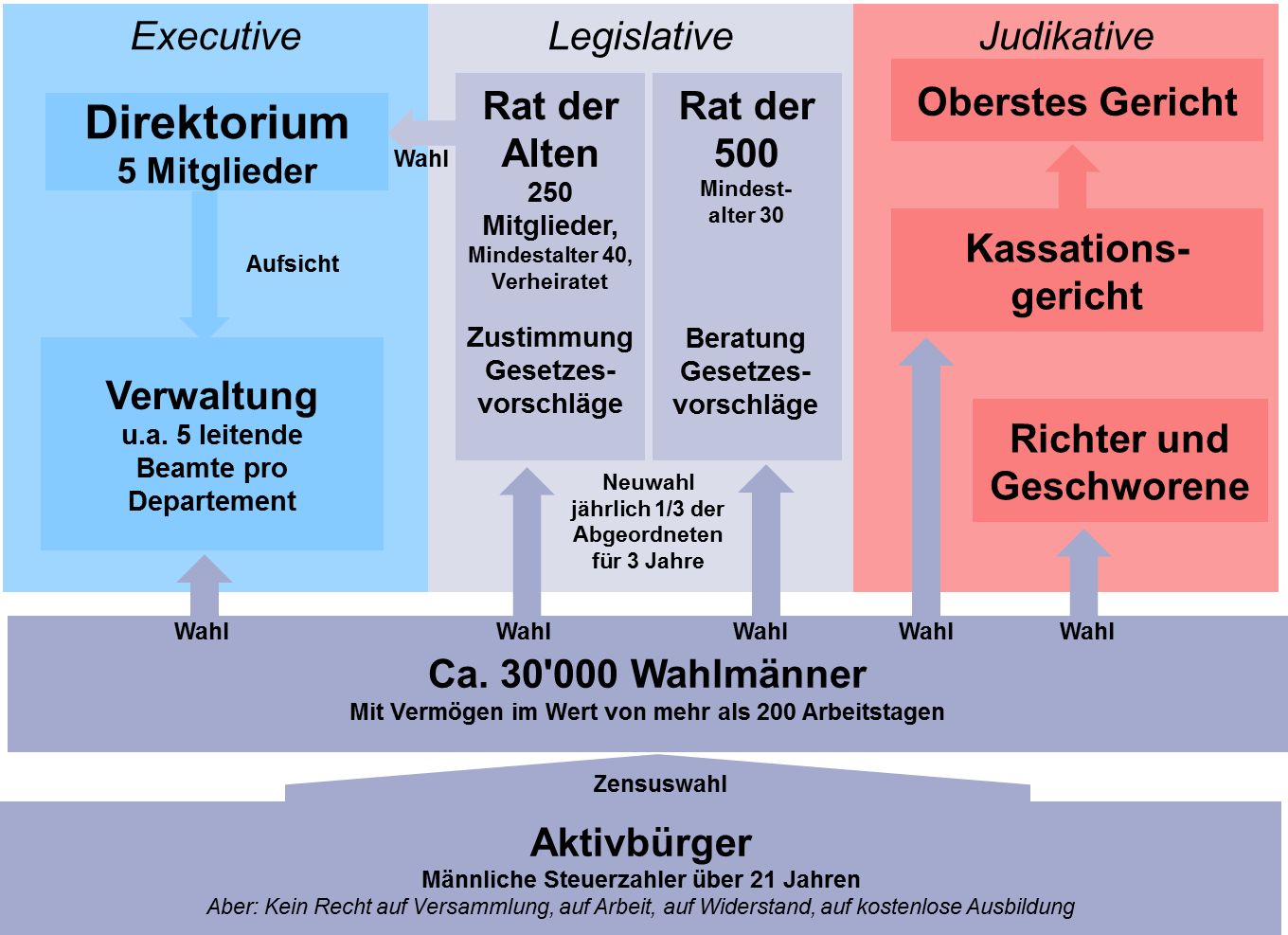
Die Direktionalverfassung vom 22. August 1795

Die vom Konvent am 22. August 1795 beschlossene neue Verfassung wurde per Volksabstimmung bestätigt und am 23. September in Kraft gesetzt. Erstmals wurde in Frankreich ein Zweikammersystem geschaffen, bestehend aus einem Rat der 500, der die Gesetzesinitiative hatte, und einem 250 Mitglieder umfassenden Rat der Alten (hier waren nur über 40-Jährige zugelassen gegenüber mindestens 30-Jährigen im Rat der 500), dessen Zustimmung zu Gesetzesvorlagen nötig war. Der Rat der Alten wählte aus Basis einer Vorschlagsliste des Rates der 500 ein fünfköpfiges Direktorium, das die Exekutive bildete und die Minister der einzelnen Ressorts bestimmte. Um die Fortdauer der neuen Machtverhältnisse zu sichern, hatte der Konvent in einer Zusatzbestimmung festgelegt, dass zwei Drittel der neuen Abgeordneten aus den Reihen der bisherigen Volksvertreter stammen mussten. Das Direktorium versuchte der anhaltenden Inflation und Finanzkrise dadurch Herr zu werden, dass es im Dezember 1795 als neues Papiergeld die Territorialmandate einführte, die die Assignaten ersetzten. Doch auch der Kurs dieser Papiere sank rapide, im September 1796 hatten die Territorialmandate bereits 95 % ihres ursprünglichen Werts eingebüßt. Im Mai 1797 kehrte das Direktorium wieder zu einem edelmetallbasierten Währungssystem zurück, wie es vor der Revolution bestanden hatte.

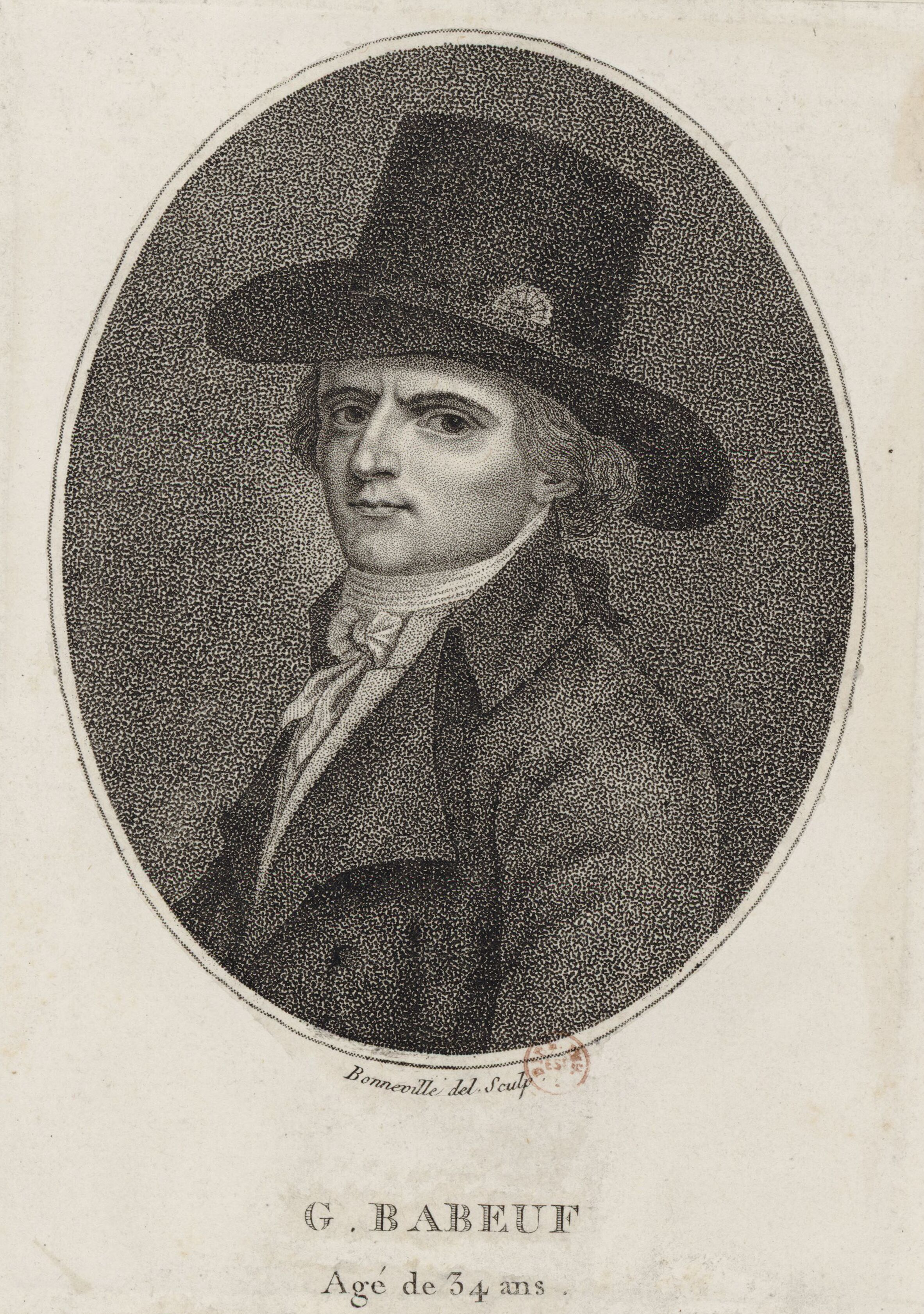
François Noël Babeuf. Stich von François Bonneville, 1794.

Die radikaldemokratische Opposition, organisiert von Babeuf, der Neujakobiner und Frühsozialisten in einer „Verschwörung für die Gleichheit“ um sich scharte, bereitete einen neuen Volksaufstand vor. Im „Manifest der Plebejer“ präsentierte Babeuf ein den Thermidorianern fundamental entgegengesetztes Gesellschaftskonzept: die sozialistische Gütergemeinschaft. Vorgesehen waren für alle gleiches Recht und gleiche Pflicht zur Arbeit, gemeinschaftliche Arbeitsorganisation und Verfügung über die Arbeitsprodukte. Unmittelbar vor der geplanten Erhebung wurden Babeuf und die führenden Mitverschwörer am 10. Mai 1796 verhaftet, er selbst nach mehrmonatiger Untersuchungshaft und Prozess ein Jahr später zum Tode verurteilt.

Napoleon Bonaparte. Porträt von Félix Philippoteaux, 1836.

Erneut führte die Niederlage der radikal auf Gleichheit zielenden Bewegung zu einer Stärkung der Royalisten, wie die Wahlen im April 1797 zeigten. Drei der fünf Direktoren entschlossen sich mit Unterstützung von Truppen, die die Generäle Hoche und Bonaparte zur Verfügung stellten, im September 1797 zum Staatsstreich, um einer royalistischen Wende vorzubeugen. Paris wurde militärisch besetzt, zwei der Direktoren und einige Abgeordnete festgenommen. In 49 Departements wurden die Wahlergebnisse und damit 177 Abgeordnetenmandate für ungültig erklärt. Die monarchistischen Kräfte waren mit verfassungswidrigen Mitteln vorerst kaltgestellt, die republikanische Verfassung dadurch aber diskreditiert und das zweite Direktorium delegitimiert, noch bevor es sich mit den drei bisherigen und zwei neuen Direktoren formiert hatte. Auch in dieser Konstellation kam es im Mai 1798 und Juni 1799 zu weiteren „kleinen“ Staatsstreichen, bevor Bonaparte schließlich zur Macht gelangte.

### Revolutionsexport
Der noch unter jakobinischer Führung zustande gekommene Befreiungsschlag gegen die Österreicher in der Schlacht bei Fleurus am 26. Juni 1794 zog die französische Annexion der Österreichischen Niederlande nach sich. Die Thermidorianer kassierten im Januar 1795 den früheren Beschluss der Jakobiner, auf die Einmischung in die Angelegenheiten anderer Völker zu verzichten und betrieben aktiv Revolutionsexport. In Holland wurde nach dem Vordringen des Revolutionsheeres die Batavische Republik gegründet. Auch die linksrheinischen deutschen Gebiete gerieten unter französische Vorherrschaft, ohne allerdings den Status einer unabhängigen Republik zu erlangen.
Zum Friedensschluss mit Preußen kam es am 5. April 1795 in Basel; Österreichs Friedensbereitschaft erzwang der von Napoleon Bonaparte befehligte Italienfeldzug 1796/97. Im Frieden von Campo Formio gab Österreich die Ansprüche auf Belgien auf und akzeptierte vorerst die eigene Schwächung in Norditalien zugunsten der von Frankreich abhängigen Cisalpinischen Republik. Zu den weiteren machtpolitischen Erfolgen Bonapartes in Italien zählten die Gründung der Ligurischen Republik und die Unterwerfung des Vatikans, verbunden mit der Verschleppung von Papst Pius VI.
In der Direktorialzeit überwog – anders als in einer zweiten Revolutionsphase, wo das Befreiungsmotiv in den von Revolutionssoldaten eroberten Gebieten dominierte – das Motiv der Ressourcenausbeutung eroberter Ländereien und Republik-Gründungen. Unterschiedliche Konzeptionen gab es daneben aber bezüglich des Status, den diese Gebiete künftighin haben sollten. Der eine Ansatz sah einen Gürtel von halb selbständigen Republiken vor, zu denen neben der Batavischen und Cisalpinischen noch eine die Schweiz einbeziehende Helvetische Republik und eine linksrheinische Cisrhenanische Republik hätten gehören sollen. Auf eine solche Perspektive hofften auch die freiheitlich-republikanisch eingestellten Revolutionssympathisanten der gemeinten Gebiete.
Das andere Konzept knüpfte an die außenpolitischen Ziele des französischen Absolutismus an und setzte auf eine Politik der natürlichen Grenzen mit Einschluss aller linksrheinischen deutschen Gebiete. Dieses Konzept orientierte sich stärker an diplomatischen Verständigungsmöglichkeiten mit den deutschen Fürsten als an den emanzipatorischen Interessen der Bürger. Während des ersten Direktoriums überwogen noch die Anhänger der Schwesterrepubliken, unter dem zweiten dagegen dominierte der Expansionsdrang.

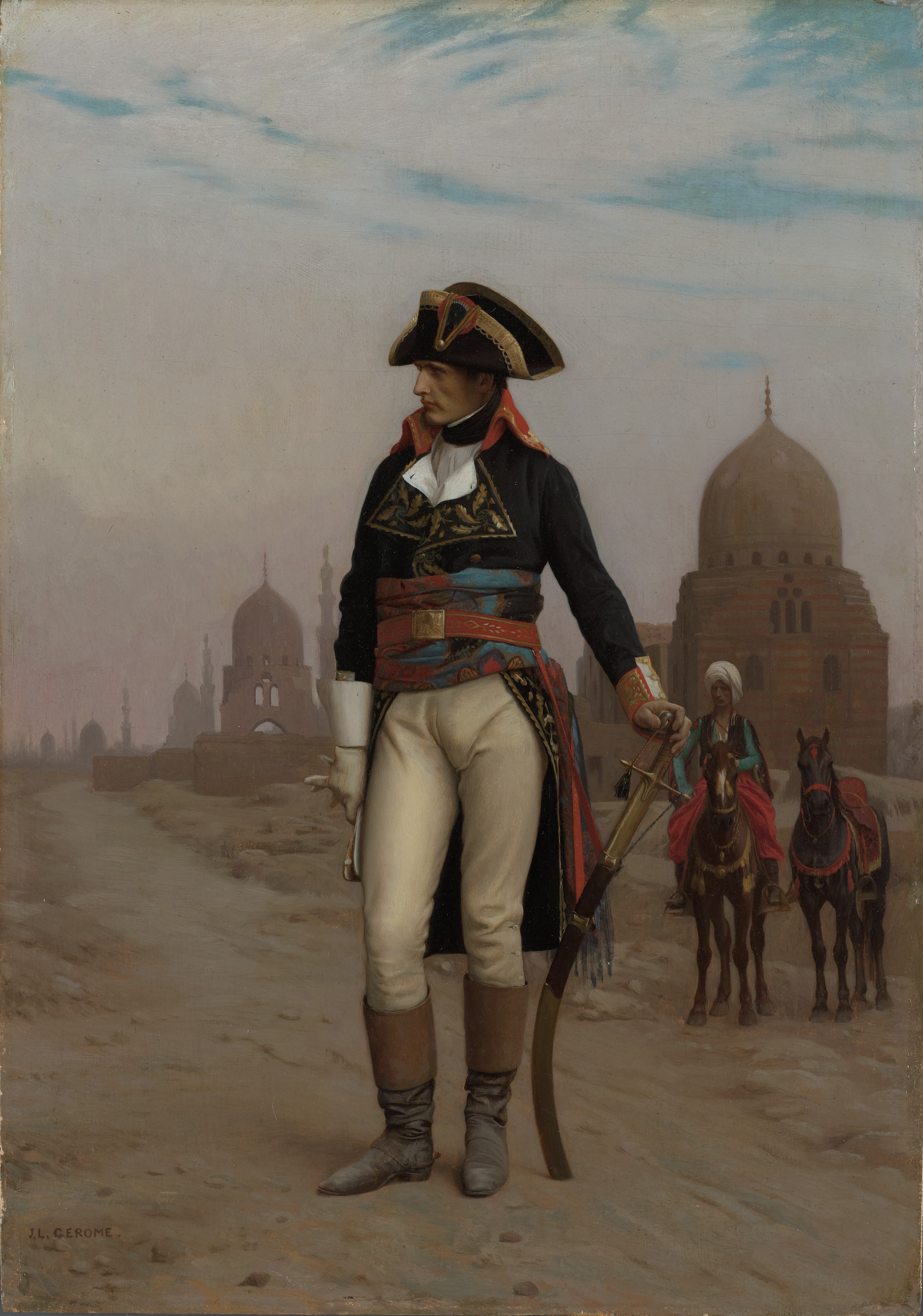
General Bonaparte in Kairo, spätere Darstellung von Jean-Léon Gérôme, 1863

Nach den Siegen der französischen Revolutionsarmee unter Bonaparte in Italien blieb für das zweite Direktorium nur mehr Großbritannien als militärischer Gegner übrig. Im Oktober 1797 wurde eine Armee unter Bonapartes Oberbefehl für die Kanalüberquerung gebildet, das Unternehmen im folgenden Februar wegen der Stärke der britischen Flotte aber wieder eingestellt. Das zweite Direktorium verlegte sich nun darauf, die britischen Exporte auf den europäischen Kontinent nach Kräften zu blockieren, um den Gegner wirtschaftspolitisch auszumanövrieren (später – 1806–1814 – verhängte Napoleon eine Kontinentalsperre). Der Schwächung Großbritanniens sollte auch die von Bonaparte betriebene Ägyptische Expedition dienen, die im Sommer 1798 erfolgreich anlandete. Am ersten August allerdings brachte die britische Flotte unter Admiral Nelson den Franzosen bei Abukir eine vernichtende Niederlage bei, ein Fiasko, das Bonaparte nicht daran hinderte, in Ägypten zu Lande weiter voranzukommen und den mitgenommenen Wissenschaftlern ein reiches Forschungsfeld zugänglich zu machen. Nach einem Syrienfeldzug gegen das Osmanische Reich, bei dem er zwar Gaza und Jaffa eroberte, dann aber aufgrund großer Verluste umkehren musste, legte Bonaparte im August des Folgejahres sein ägyptisches Kommando eigenmächtig nieder und schiffte sich nach Frankreich ein, wo er die politische Lage für die eigenen Machtambitionen reif vorfand.

## Napoleon Bonaparte – Usurpator und Stabilisator der Revolutionsergebnisse
Die nach der Entwertung des Papiergelds eingetretene Wirtschaftsdepression, die vor allem durch einen Preisverfall für bäuerliche Produkte und als Folge davon durch eine anhaltende allgemeine Geschäftsflaute bedingt war, hatte breite Kreise der Bevölkerung mehr und mehr gegen das Direktorium aufgebracht. In den Wahlen des Frühjahrs 1799 hatte die jakobinische Opposition deutlich an Boden gewonnen und im Sommer die Ersetzung zweier Direktoren durchgesetzt. Pressefreiheit und politische Clubs lebten wieder auf, eine jakobinische Renaissance schien sich abzuzeichnen. In dieser Situation ergriff Sieyès als einer der Direktoren die Initiative für einen neuerlichen Staatsstreich mit militärischer Rückendeckung, die er bei Bonaparte suchte und fand. Am 9./10. November (18./19. Brumaire VIII) zwang dieser als Kommandant der Pariser Truppen beide gesetzgebenden Kammern, der Abschaffung der geltenden Verfassung zuzustimmen. Die Folgerichtigkeit des Putsches ergab sich laut Willms aus dem Versagen des Direktoriums, „dem es nicht gelungen war, die Schreckenszeit durch eine politische Ordnung zu überwinden, die der Dynamik der Revolution ein Ende setzte.“ Demnach herrschte eine kaum mehr zu überbrückende Spaltung der revolutionären Bewegungskräfte, die sich nicht zuletzt an den unterschiedlich gewichteten und interpretierten Leitbildern Freiheit und Gleichheit zeigte. Der sozial und parteipolitisch nicht festgelegten Armee sei folglich die Aufgabe zugefallen, die anarchischen Zustände zu überwinden. Als Erster Konsul eines Dreier-Kollegiums übernahm Bonaparte faktisch die Macht der neuen provisorischen Regierung, präsentierte bereits am 13. Dezember 1799 eine neue Verfassung und verkündete abschließend: „Bürger, die Revolution ist auf die Grundsätze gebracht, von denen sie ausgegangen ist; sie ist beendet.“
Seinen Aufstieg und die Machtsicherung verdankte Bonaparte hauptsächlich dem Revolutionsheer und den mit seinen Soldaten errungenen militärischen Erfolgen. In der Konsulatsverfassung war zudem die Garantie enthalten, dass die mit der Revolution verbundene Besitzverschiebung erhalten bleiben sollte. Die Nationalgüter königlicher, kirchlicher oder adliger Herkunft blieben also rechtmäßiger Besitz derer, die sie im Zuge der Revolution erworben hatten – eine wichtige Voraussetzung zur Herstellung des sozialen Friedens.
Den Emigranten, die ihren Besitz verloren hatten, wurde eine Entschädigung aus dem Staatsschatz angeboten, was etwa 140.000 zur Rückkehr nach Frankreich veranlasste. Auch mit dem Vatikan und den papsttreuen, eidverweigernden Priestern gelangte Bonaparte zu einem Ausgleich. In dem Konkordat vom 15. Juli 1801 mit Pius VII. wurde der Katholizismus als mehrheitliche Religion der Franzosen anerkannt und die freie Religionsausübung an Sonntagen und kirchlichen Feiertagen wieder offiziell gestattet. Andererseits blieb es bei der Trennung zwischen Kirche und Staat und bei der revolutionsbedingten Enteignung von Kirchenbesitz. Die „Organischen Artikel“ vom 8. April 1802 (18 germinal an X) folgten dem Konkordat als Ausführungsgesetz. Die ohne Beteiligung der Kurie verfassten 77 Artikel sicherten abermals die staatliche Prärogative sowie die Notwendigkeit der staatlichen Zustimmung zu päpstlichen Dekretalen.

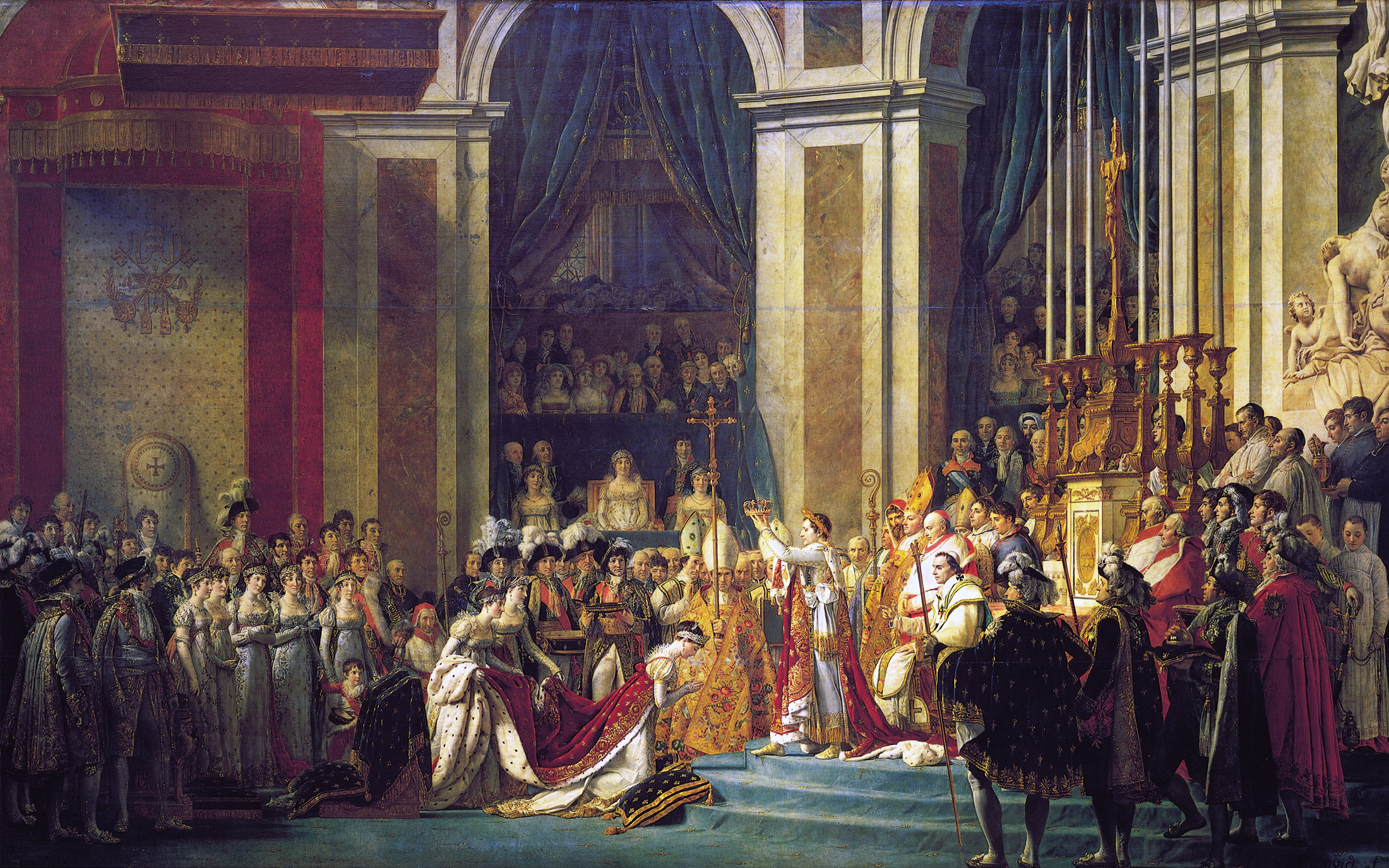
Die Krönung in Notre Dame (1804). Napoleon, der sich zuvor selbst gekrönt hat, setzt seiner Gemahlin Joséphine die Krone auf. Rechts von Napoleon sitzt Papst Pius VII. (Gemälde von Jacques-Louis David)

Mit dem Code civil als Bürgerlichem Gesetzbuch, das am 24. März 1804 verkündet wurde, bot die Herrschaft Napoleon Bonapartes schließlich konkrete rechtliche Grundlagen zur dauerhaften Sicherung des Eigentums gegen feudale Restaurationsansprüche wie gegen Forderungen nach sozialer Gleichheit. Staatsbürgerliche Gleichheit wurde damit als Rechtsgleichheit aller Franzosen fixiert. Anstelle regelmäßiger Wahlen jedoch ließ Bonaparte Plebiszite zu ausgewählten wichtigen Fragen abhalten. Seiner Erhebung als Napoleon I. zum Kaiser der Franzosen – mit eigenhändiger Krönung in Anwesenheit des Papstes am 2. Dezember 1804 in der Kathedrale Notre Dame – stimmten dreieinhalb Millionen Franzosen bei 2500 Gegenstimmen in einem Plebiszit zu.

## Rezeption und Deutung des Revolutionsgeschehens
Geschichte und Geschichtsschreibung der Französischen Revolution sind von ihrem Anbeginn bereits unter Zeitgenossen vielschichtig-facettenreich und kontrovers erfasst worden. In Frankreich hatte die „Große Revolution“ zeitüberdauernd auch politisch identitätsstiftende Bedeutung. Sie wirkte auf akademischer Ebene epochen- und schulbildend, führte zu politischen Polemiken und historiographischen Grabenkriegen. Die Varianten der Revolutionsgeschichtsschreibung erstrecken sich von gegenrevolutionären über liberale, republikanische, sozialistische, kommunistische und revisionistische Interpretationsansätze.
Dem liberalen Ansatz zuzurechnen sind laut Pelzer unter anderen Adolphe Thiers und François-Auguste Mignet; als national-romantisch eingeordnet wird Jules Michelet, strukturanalytisch Alexis de Tocqueville, kulturkritisch Hippolyte Taine, politisch-religiös Alphonse Aulard, internationalistisch Albert Sorel, sozialistisch Louis Blanc, Albert Mathiez und Georges Lefèbvre, revisionistisch François Furet und Denis Richet.
Exemplarische Arbeiten und Deutungen zur Französischen Revolution stammen zudem von Edmund Burke, Germaine de Staël, Thomas Carlyle, Alphonse de Lamartine, Edgar Quinet, Karl Marx, Friedrich Engels, Jean Jaurès, Hedwig Hintze, Pierre Gaxotte, Bernard Faÿ, George Rudé, Albert Soboul, Jacques Godechot und Michel Vovelle. Das zweihundertjährige Jubiläum der Französischen Revolution 1989 wurde weltweit begangen, unter anderem mit einer Flut von annähernd 5.000 Bänden, darunter Quelleneditionen, Monographien und Kongressakten. Ein Großteil der neueren Forschungsliteratur besteht laut Rolf Reichardt aus Regionalstudien und folgt damit einem Trend, die Revolution zu „entparisianisieren“. Auf Archivstudien und Quellenauswertungen beruhende exemplarische Fallstudien sind Reichardt zufolge geeignet herauszufinden, was in der Fülle des Revolutionsgeschehens für die Zeitgenossen besonders wichtig war.
In Deutschland dokumentierte der Teutsche Merkur unter Christoph Martin Wieland die zeitgenössische Revolutionsrezeption von den ersten Ereignissen 1789 bis zur napoleonischen Zeit. Wielands Dialog Über die Rechtmäßigkeit des Gebrauchs welchen die Französische Nation dermalen von ihrer Aufklärung und Stärke macht (geschrieben im August 1789, veröffentlicht im September) zeigt exemplarisch den Wandel von anfänglicher Revolutionsbegeisterung zur Desillusionierung angesichts von Terror und Anarchie, wie seine nachträgliche Kommentierung von 1796 belegt.

### Einführungen
- Karl Griewank: Die Französische Revolution. 8. Auflage, Böhlau, Köln 1984, ISBN 3-412-07684-8.
- Wolfgang Kruse: Die Französische Revolution. Schöningh, Paderborn 2005, ISBN 3-506-71316-7.
- Axel Kuhn: Die Französische Revolution. Reclam, Stuttgart 2012, ISBN 978-3-15-017068-7.
- Susanne Lachenicht: Die Französische Revolution. 1789–1795. 2. Auflage, Wissenschaftliche Buchgesellschaft, Darmstadt 2016, ISBN 978-3-534-26807-8.
- Eberhard Schmitt: Einführung in die Geschichte der Französischen Revolution. C. H. Beck, München 1976, ISBN 3-406-06459-0.
- Albert Soboul: Kurze Geschichte der Französischen Revolution. Wagenbach, Berlin 1996, ISBN 3-8031-2365-8.
- Hans-Ulrich Thamer: Die Französische Revolution. 4., durchgesehene Auflage, C. H. Beck, München 2013, ISBN 978-3-406-50847-9.

### Gesamtdarstellungen
- François Furet / Denis Richet: Die Französische Revolution. Lizenzausgabe im C. H. Beck-Verlag, München 1981 (Französische Originalausgabe: La Révolution. Zwei Bände, Paris 1965 und 1966), ISBN 3-406-07603-3.
- Peter McPhee: Liberty or Death. The French Revolution. Yale University Press, New Haven 2016, ISBN 978-0-300-18993-3.
- Jules Michelet: Geschichte der französischen Revolution (10 Teile in 5 Bänden). Eichborn, Frankfurt am Main 1989 (Französische Originalausgabe: L’Histoire de la Révolution francaise, Paris 1847 bis 1853), ISBN 3-8218-5019-1.
- Jeremy D. Popkin: A new world begins: the history of the French Revolution. Hachette Book Group, New York 2019, ISBN 978-0-465-09666-4.
- Rolf Reichardt: Das Blut der Freiheit. Französische Revolution und demokratische Kultur. Fischer, Frankfurt am Main 1998, ISBN 3-596-60135-5.
- Simon Schama: Citizens: A Chronicle of the French Revolution. Vintage Books, New York 1990.
- Ernst Schulin: Die Französische Revolution. 4. überarbeitete Auflage, C. H. Beck, München 2004, ISBN 3-406-51262-3.
- Albert Soboul: Die Große Französische Revolution. 2. Auflage, Büchergilde Gutenberg, Frankfurt am Main 1977 (Französische Originalausgabe: Précis de l’histoire de la révolution française, Paris 1965 und 1966).
- Jean Tulard, Jean-François Fayard und Alfred Fierro: Histoire et dictionnaire de la Révolution Francaise. Éditions Robert Laffont, Paris 1987, ISBN 2-221-04588-2.
- Michel Vovelle: Die Französische Revolution. Soziale Bewegung und Umbruch der Mentalitäten. Fischer, Frankfurt am Main 1985, ISBN 3-596-24340-8.
- Johannes Willms: Tugend und Terror. Geschichte der Französischen Revolution. C. H. Beck, München 2014, ISBN 3-406-66936-0.

### Spezialuntersuchungen
- Peter R. Campbell (Hrsg.): The origins of the French revolution, Palgrave Macmillan, Basingstoke 2006, ISBN 0-333-94971-4.
- Roger Chartier: Die kulturellen Ursprünge der Französischen Revolution. Campus-Verlag, Frankfurt am Main 1995, ISBN 3-593-35358-X.
- Daniel Guérin: Klassenkampf in Frankreich 1793–1795 (Bourgeois et bras nus). Suhrkamp, Frankfurt am Main 1979, ISBN 3-518-07528-4.
- Jonathan Israel: Die Französische Revolution. Ideen machen Politik. Reclam-Verlag, Ditzingen 2017, ISBN 978-3-15-011004-1.
- Georges Lefèbvre: 1789. Das Jahr der Revolution. dtv, München 1989, ISBN 3-423-04491-8.
- Erich Pelzer (Hrsg.): Revolution und Klio. Die Hauptwerke zur Französischen Revolution. Vandenhoeck & Ruprecht, Göttingen 2004, ISBN 3-525-36258-7.
- Rolf Reichardt: Die Französische Revolution als europäisches Medienereignis, in: Europäische Geschichte Online, hrsg. vom Institut für Europäische Geschichte (Mainz), 2010 Zugriff am: 13. Juni 2012.
- Shirley E. Roessler: Out of the Shadows. Women and Politics in the French Revolution, 1789–95. Lang, New York 1998, ISBN 0-8204-4012-4.
- Brigitte Schoch-Joswig: „Da flamt die gräuliche Bastille“. Die Französische Revolution im Spiegel der deutschen Bildpropaganda (1798–1799) (= Manuskripte für Kunstwissenschaft in der Wernerschen Verlagsgesellschaft 20). Wernersche Verlagsgesellschaft, Worms 1989, ISBN 978-3-88462-919-2.